# Magyarország nagygombafajainak listája
Ez a Magyarországon bizonyítottan előforduló nagygombák ábécésorrendes listája. A mintegy 3000-re becsült teljes hazai fajszámból e lista jelenleg 964-et tartalmaz. A *-gal jelölt fajok a 13/2001. (V. 9.) KöM rendelet szerint védettek.
A magyarországi gombafajok rendszertani alapú listáját lásd itt:
- Magyarország tömlősgombafajainak listája
- Magyarország bazídiumosgomba-fajainak listája

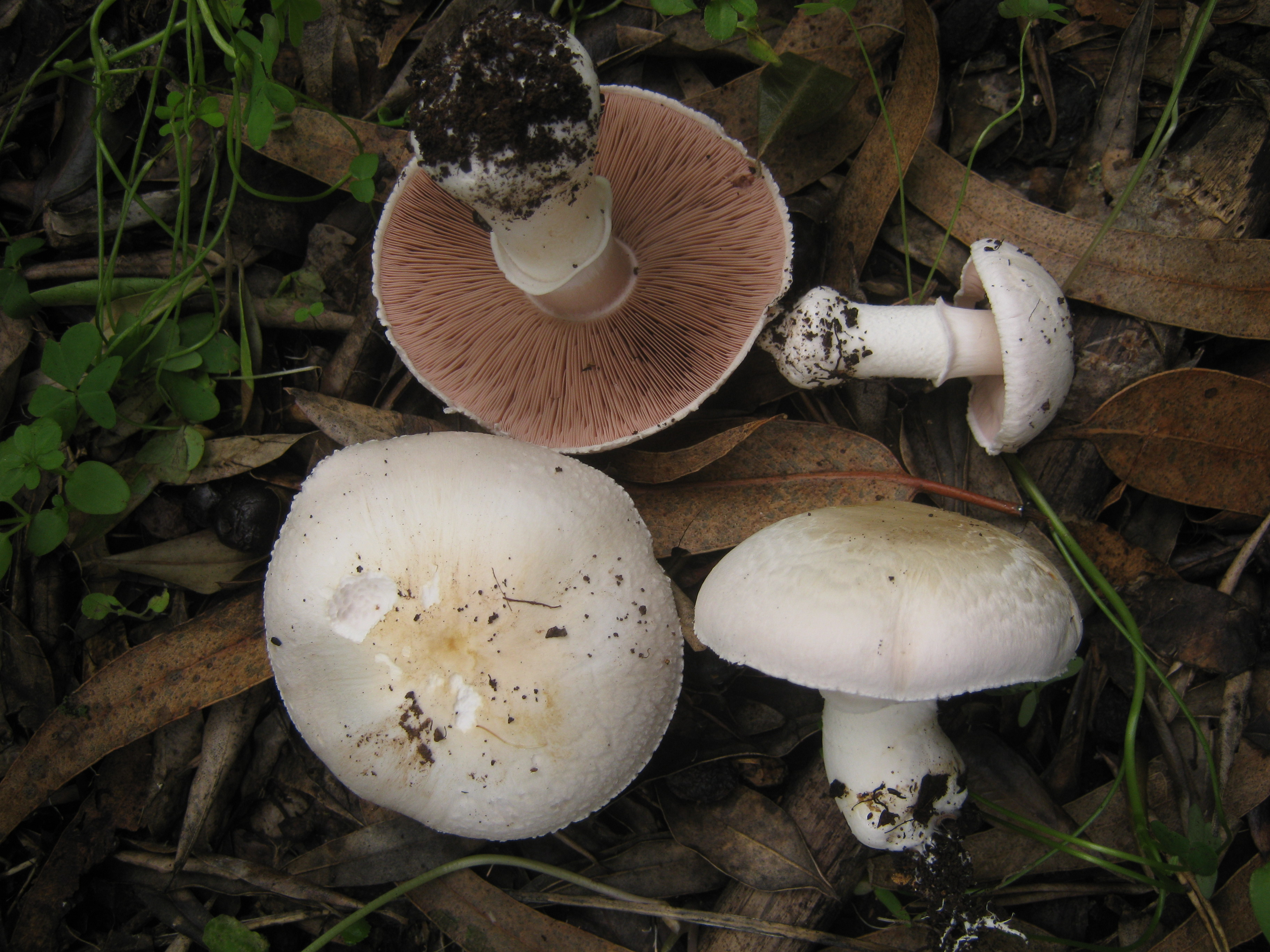
Akáccsiperke

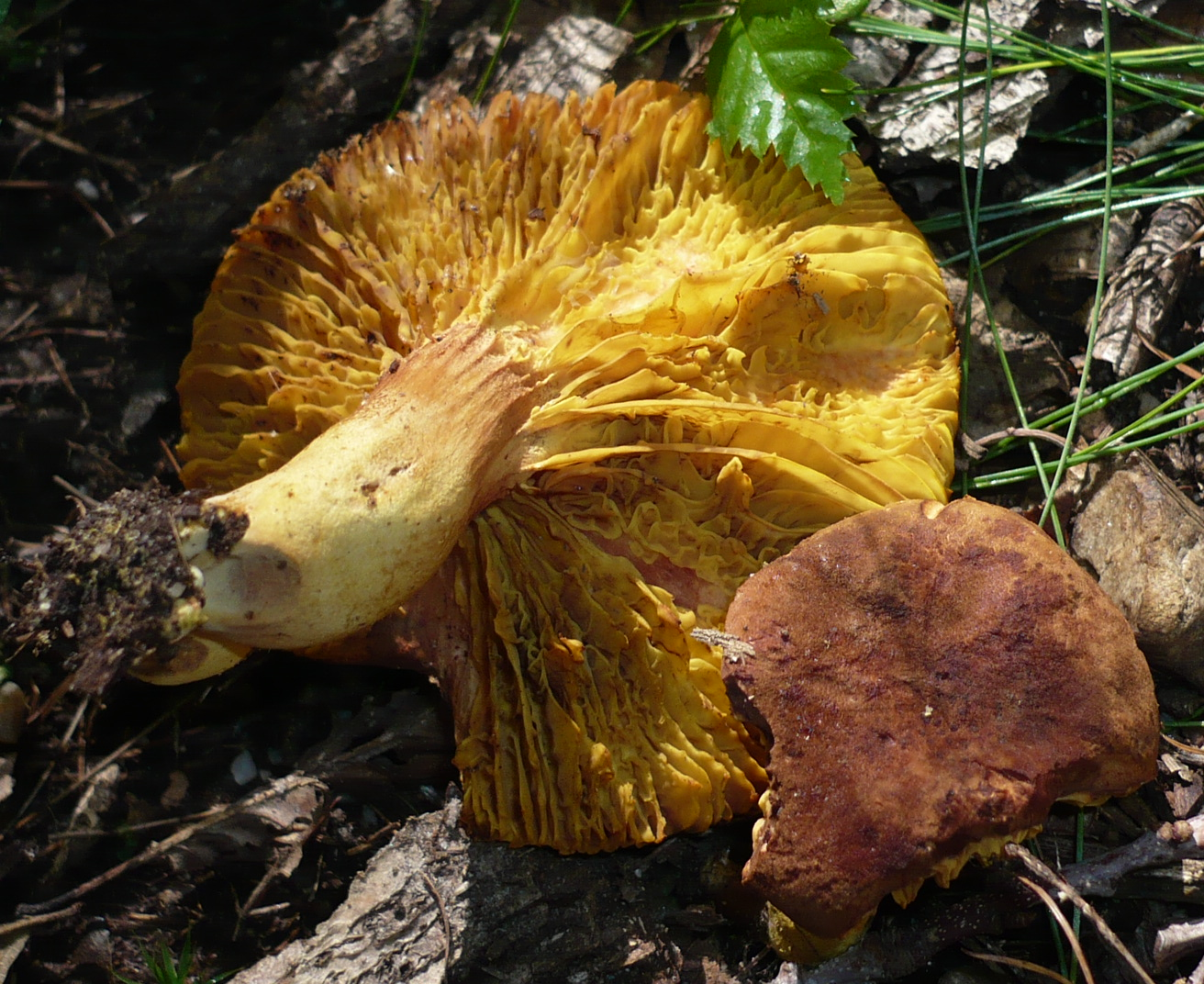
Aranysárga lemezestinóru

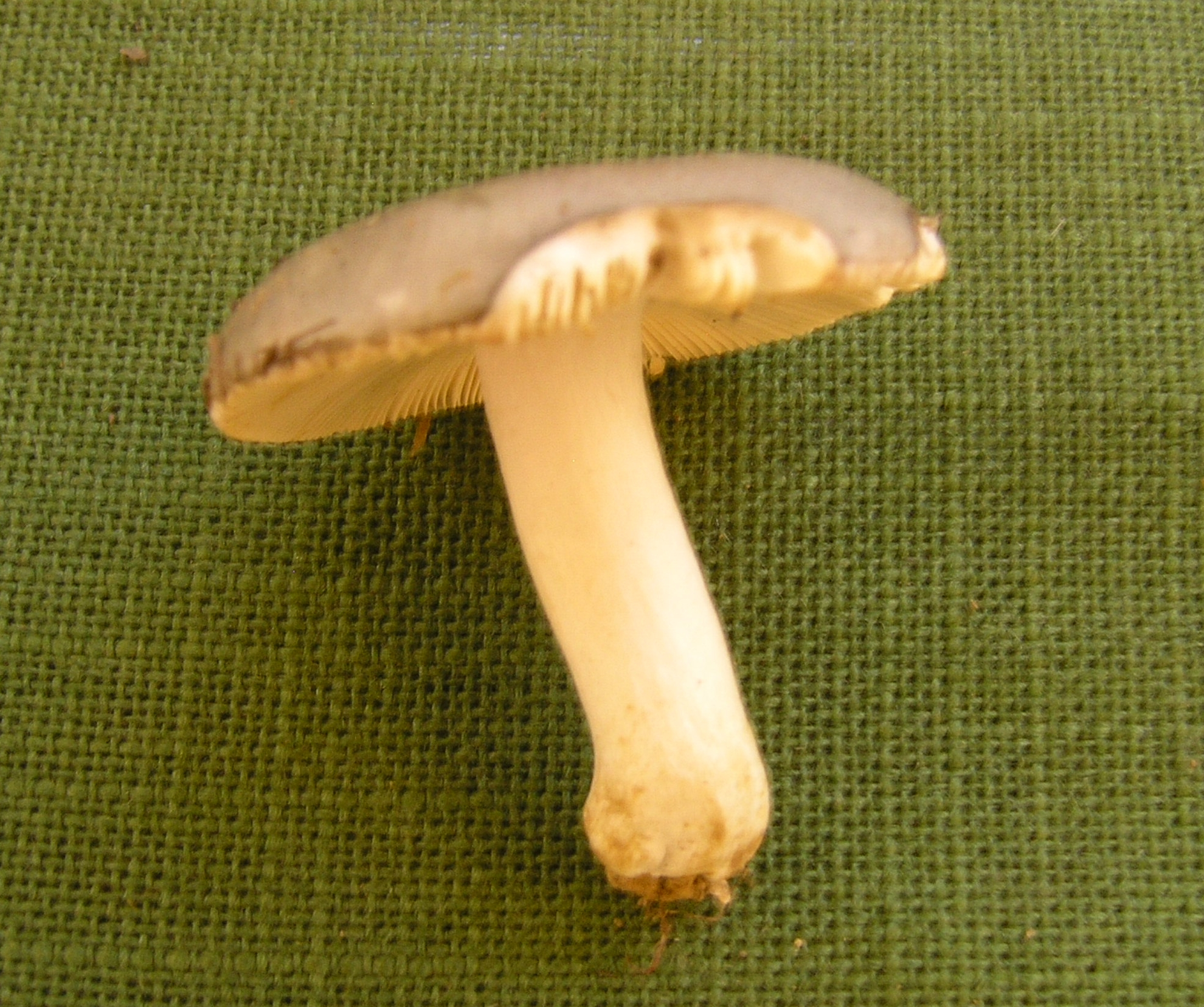
Acélszürke galambgomba

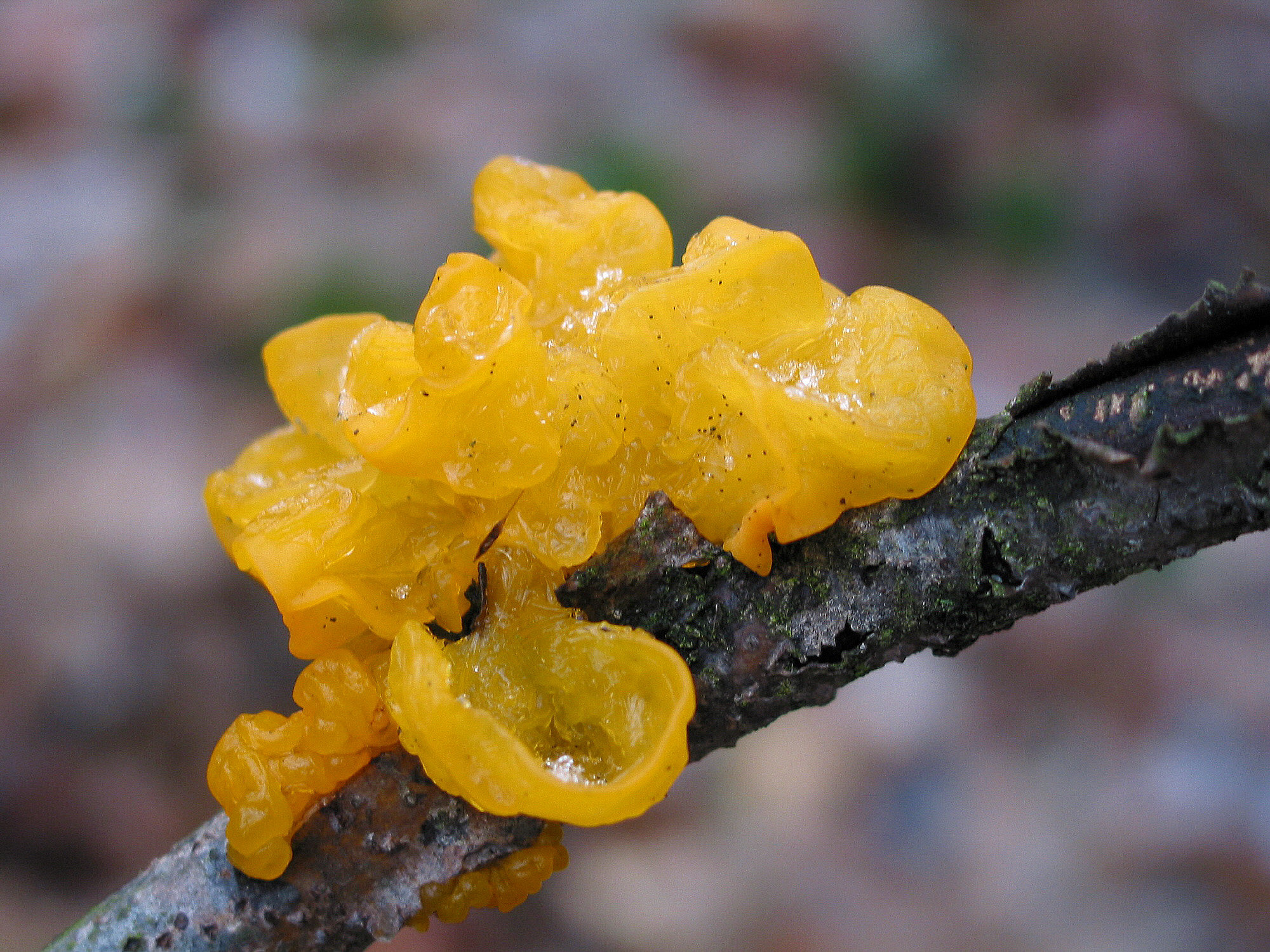
Aranyos rezgőgomba

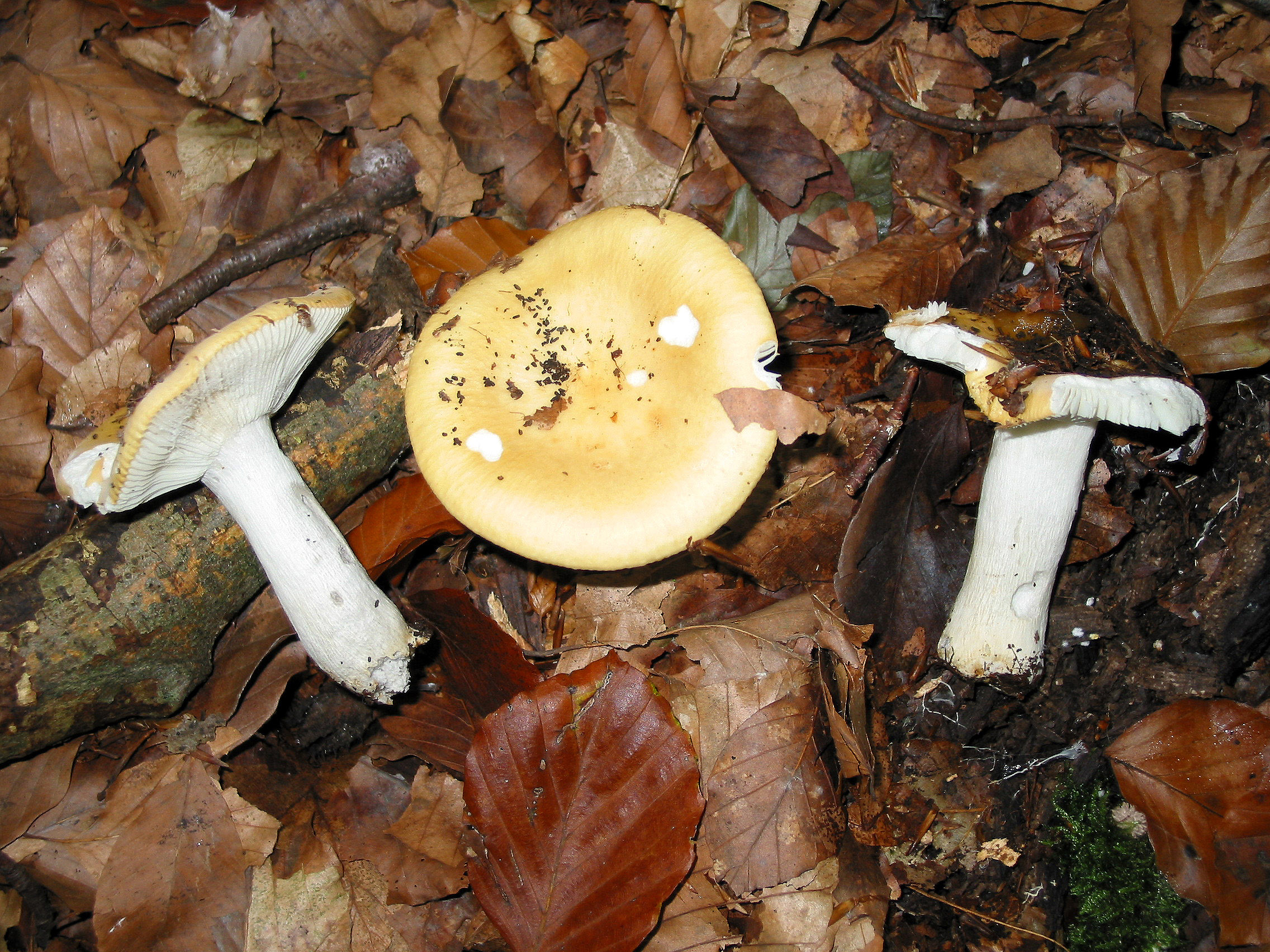
Fakósárga galambgomba

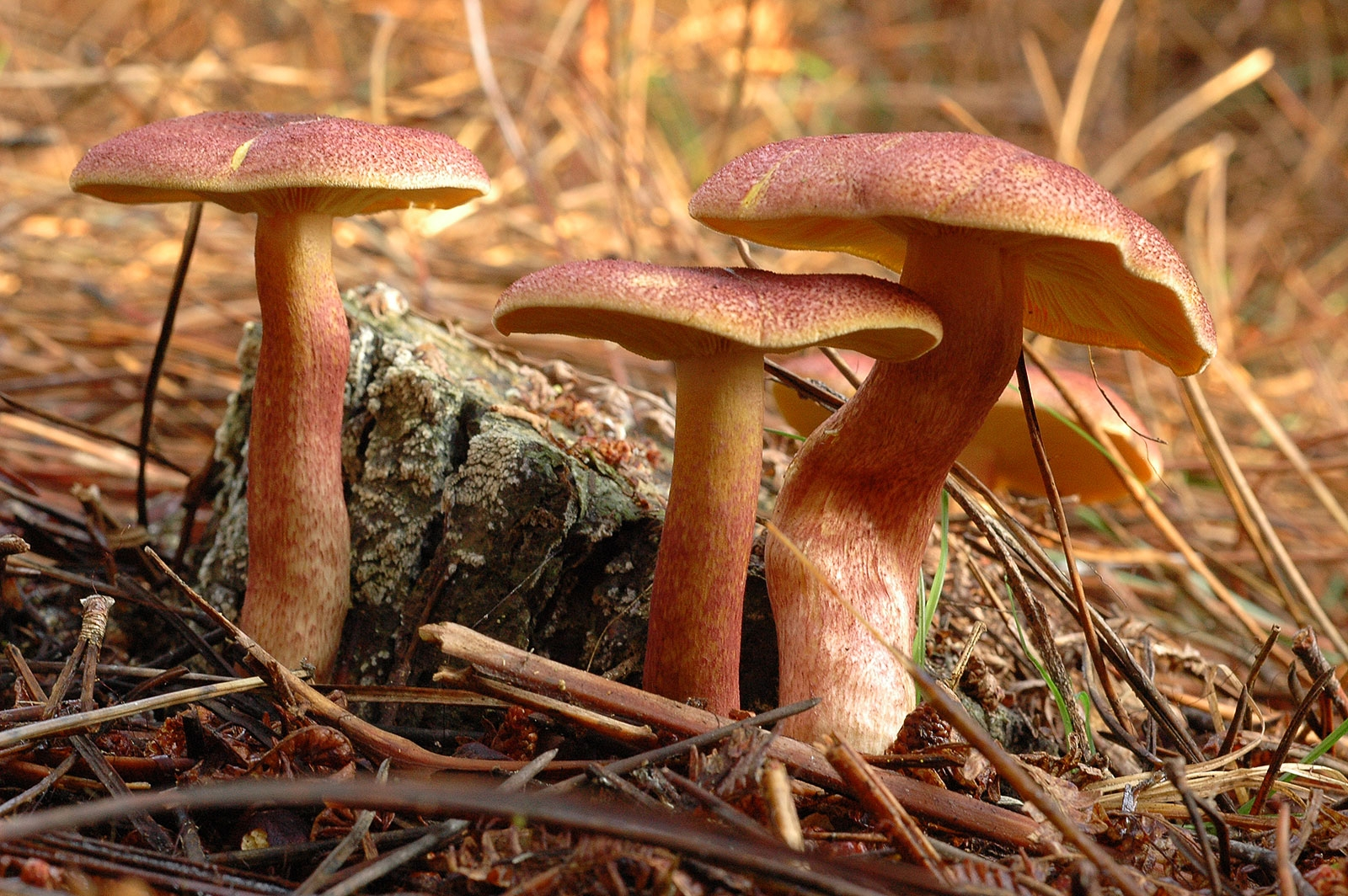
Bársonyos fapereszke

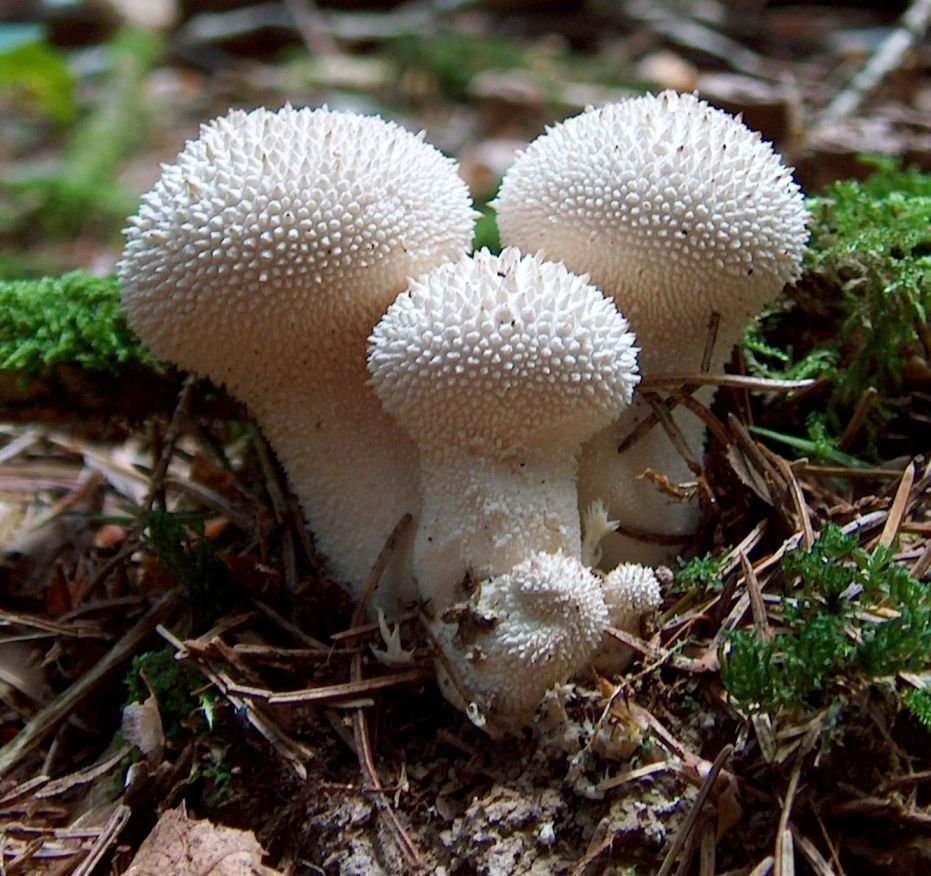
Bimbós pöfeteg

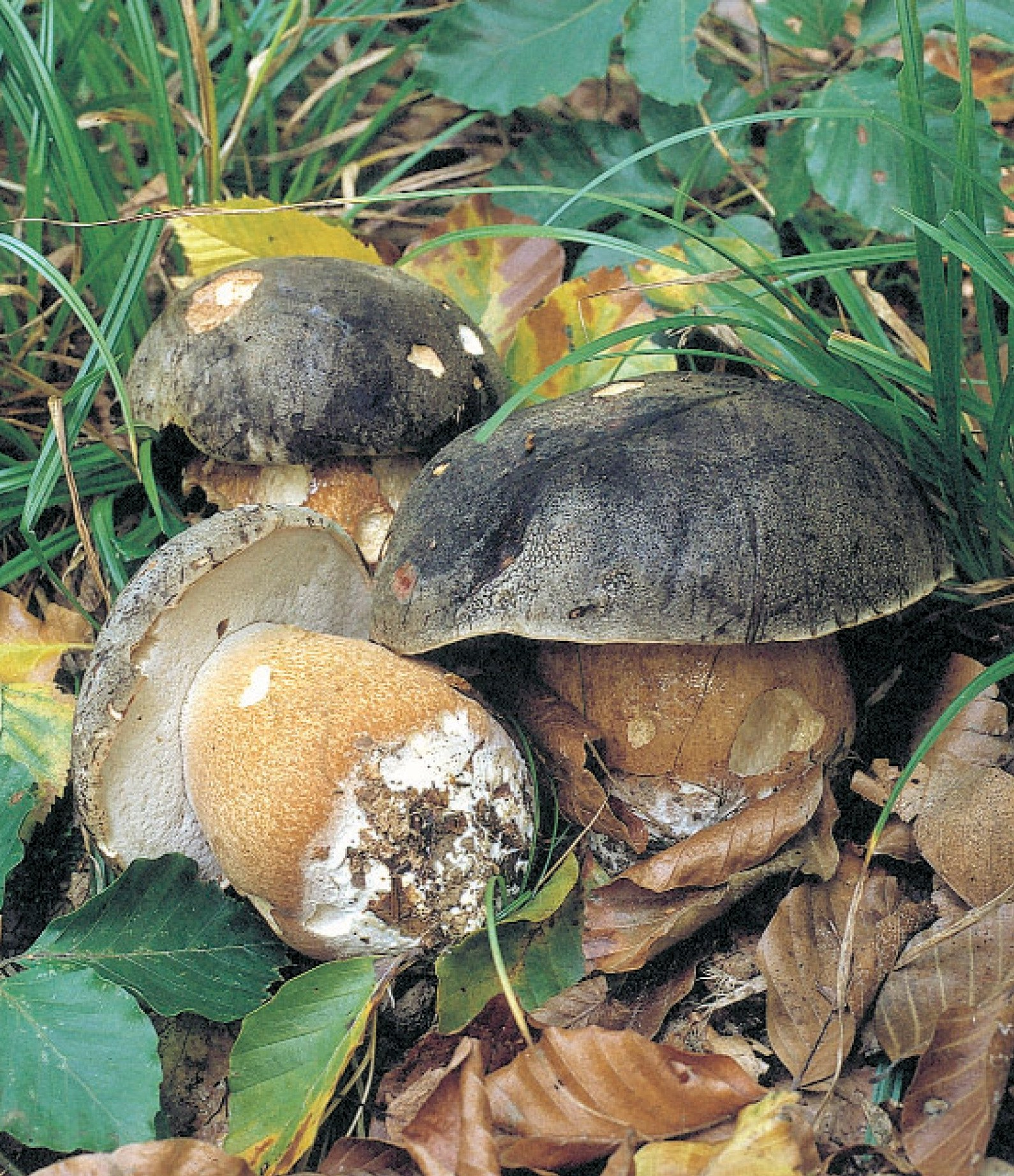
Bronzos vargánya

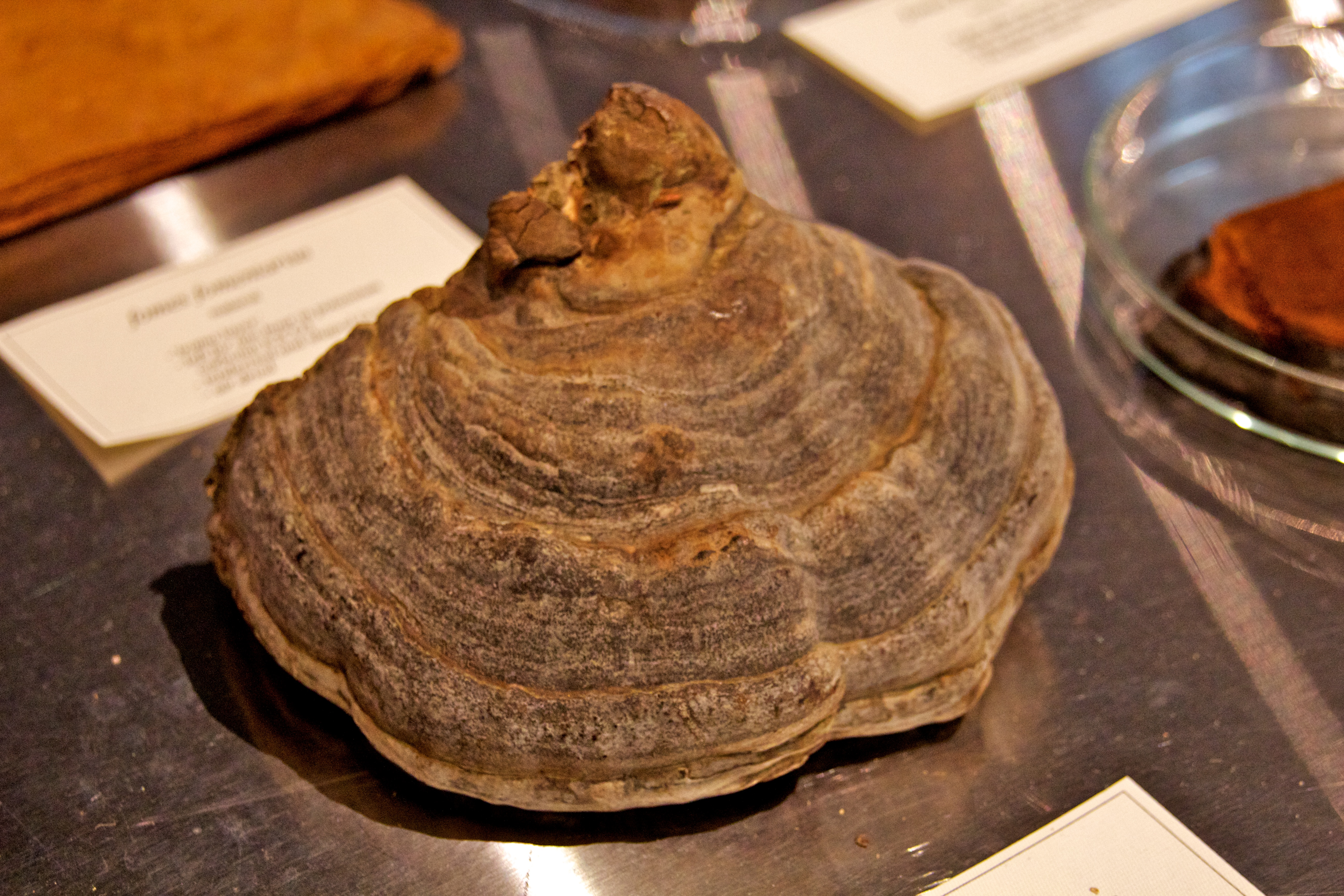
Bükkfatapló

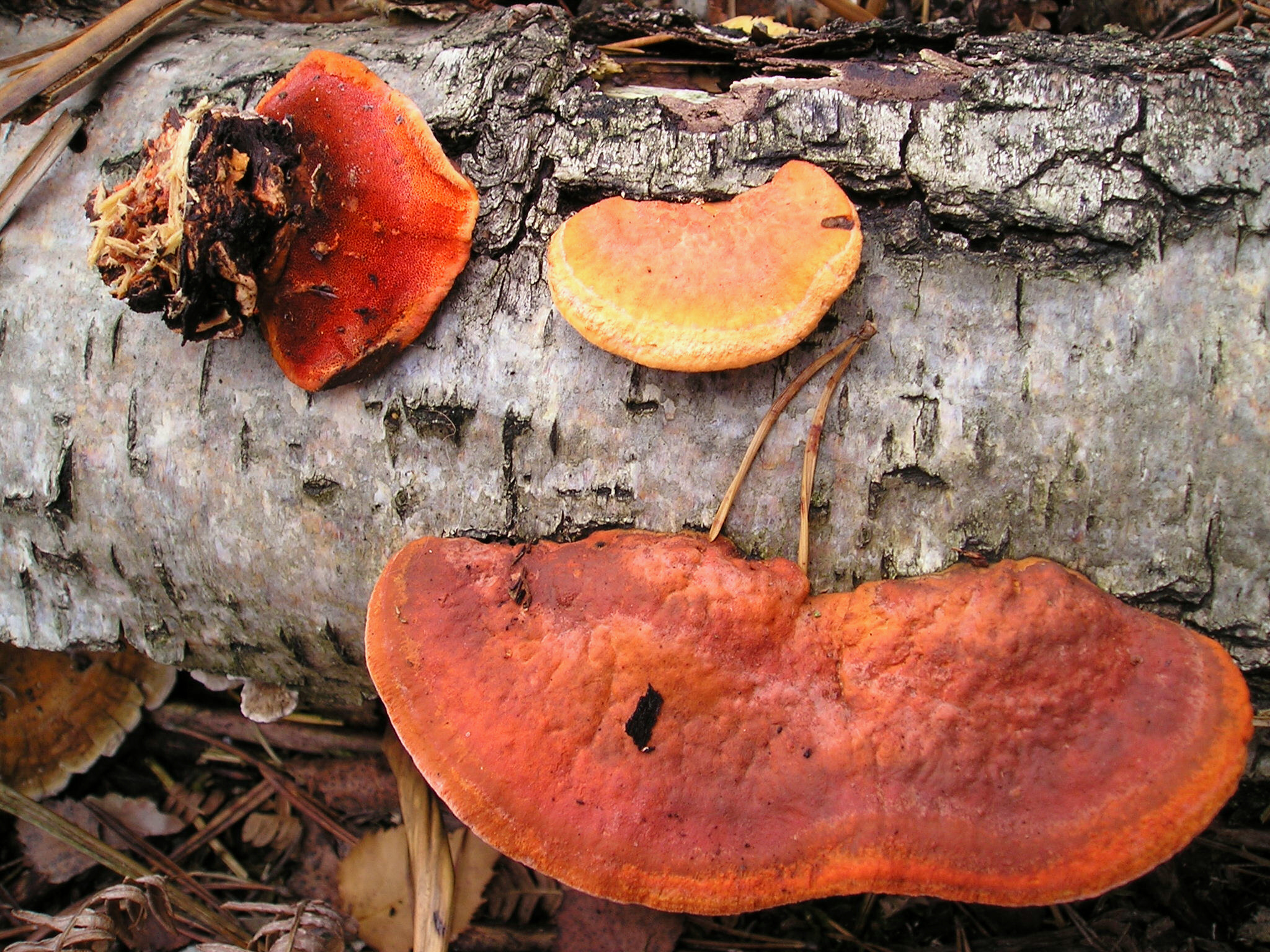
Cinóbertapló

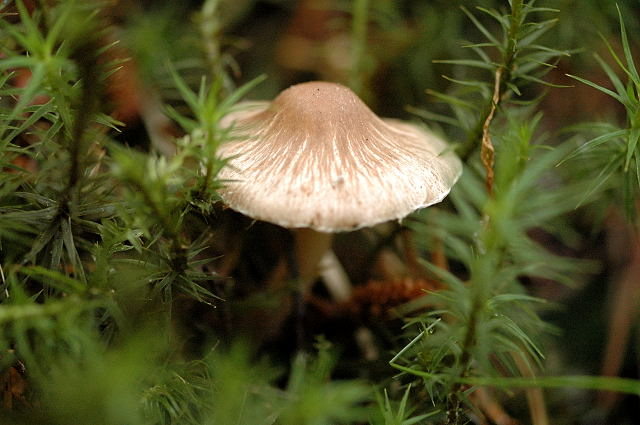
Csillagspórás susulyka

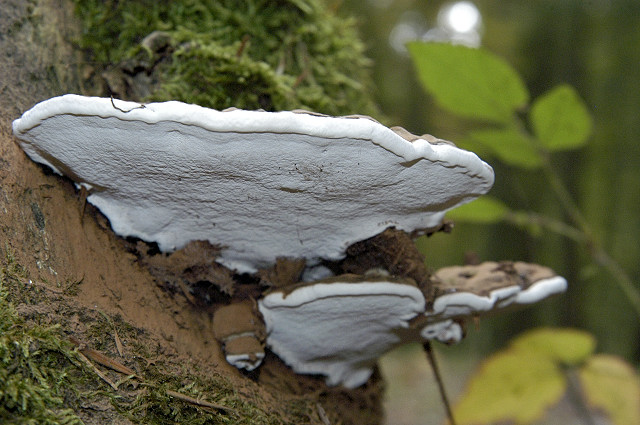
Deres tapló

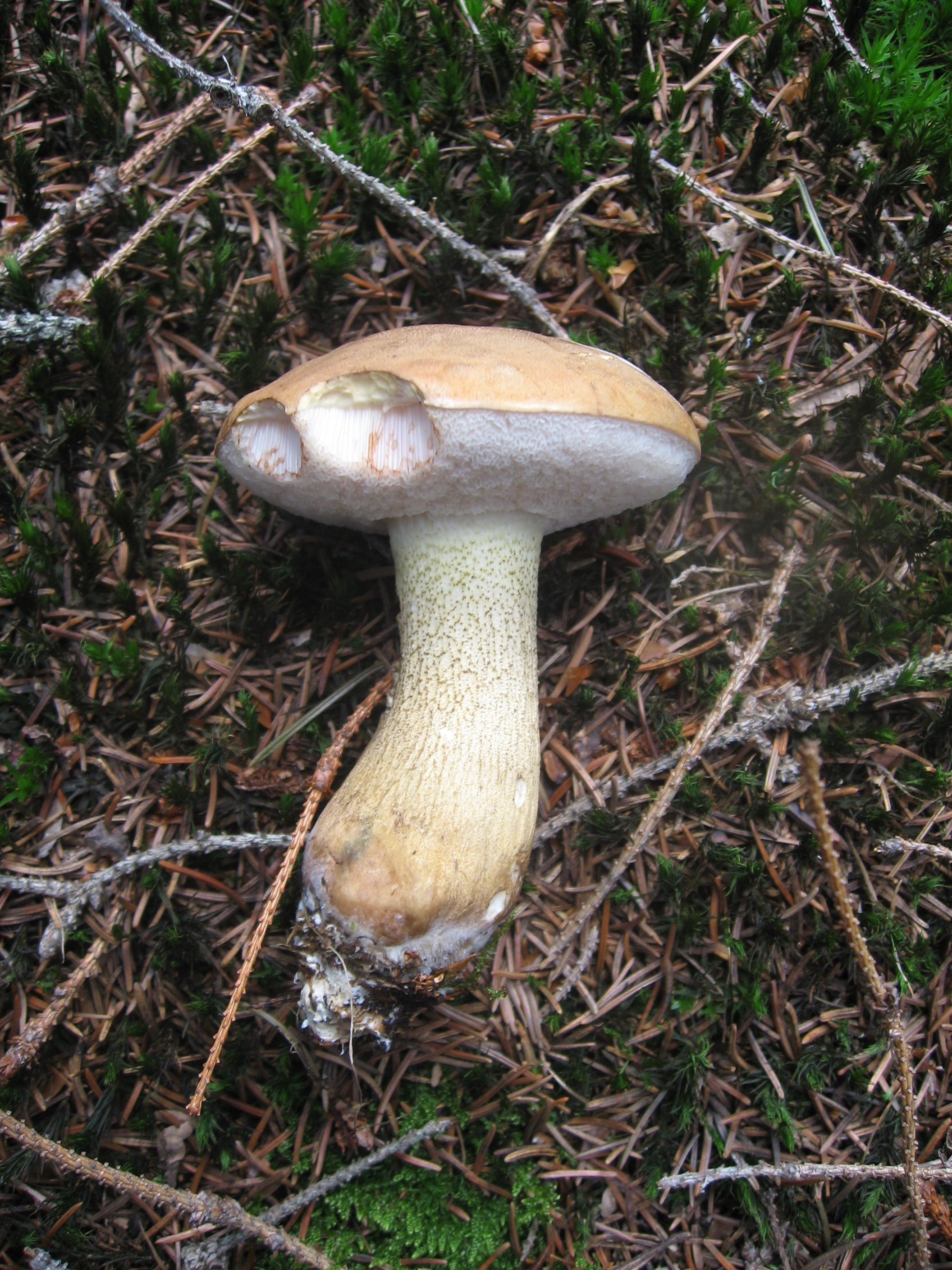
Epeízű tinóru

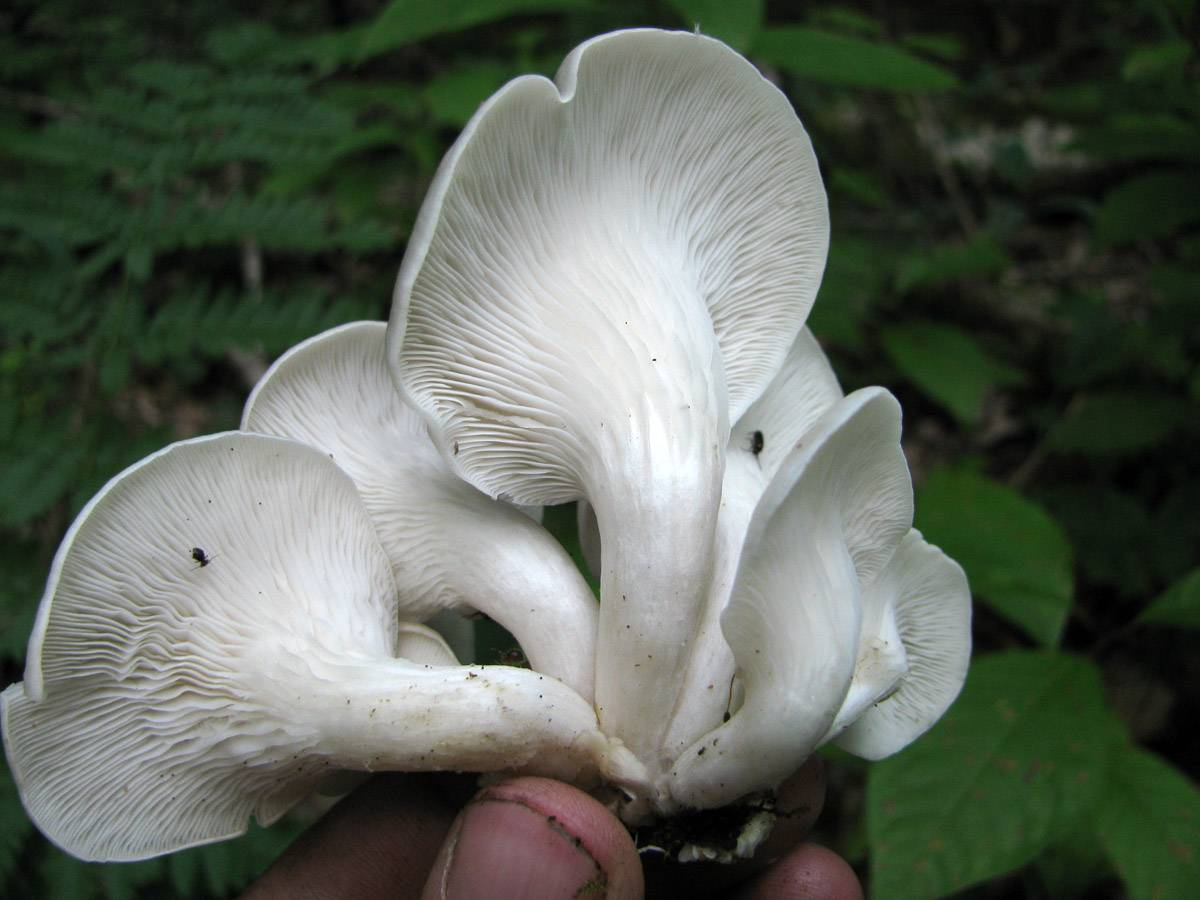
Erestönkű laskagomba

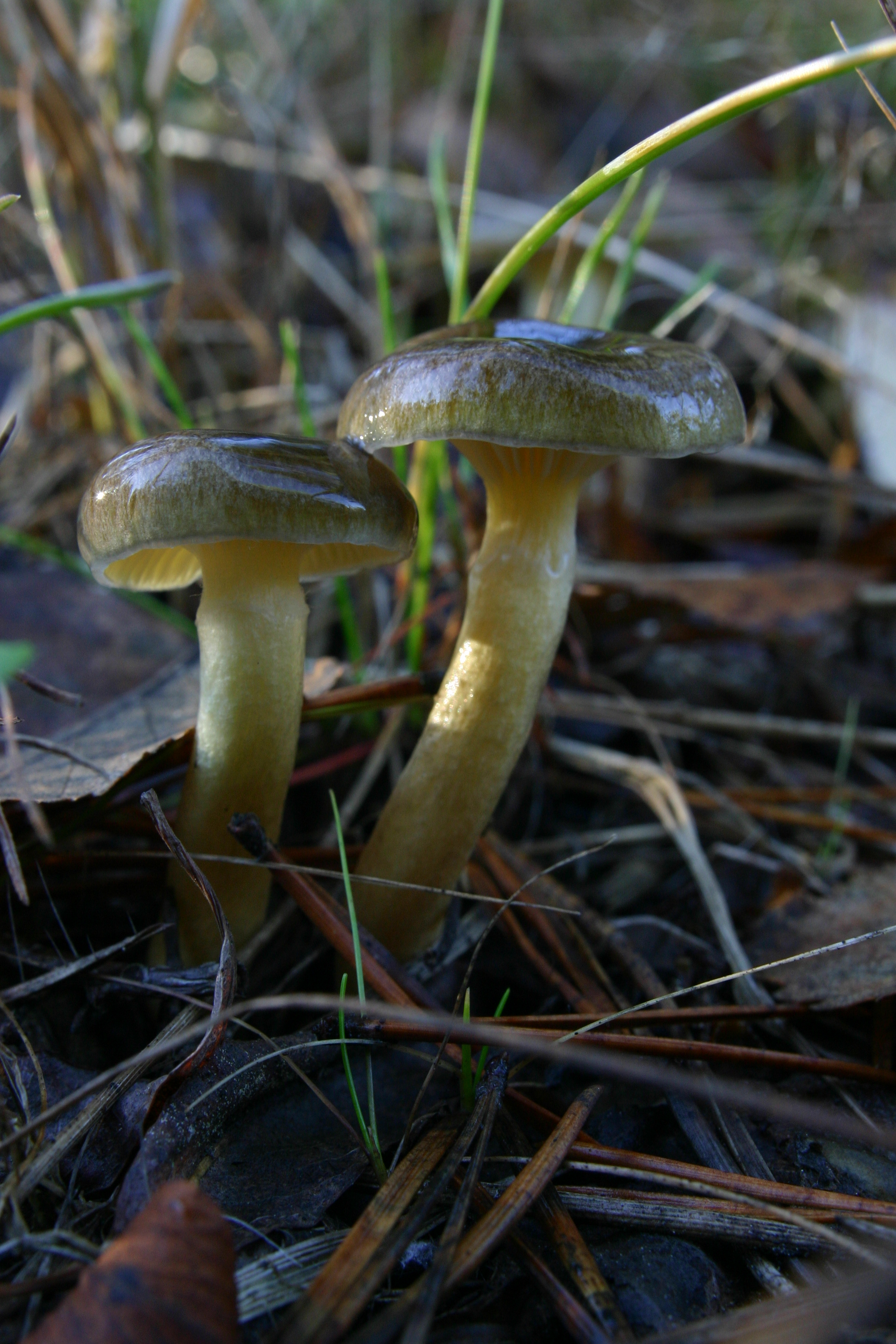
Fagyálló csigagomba

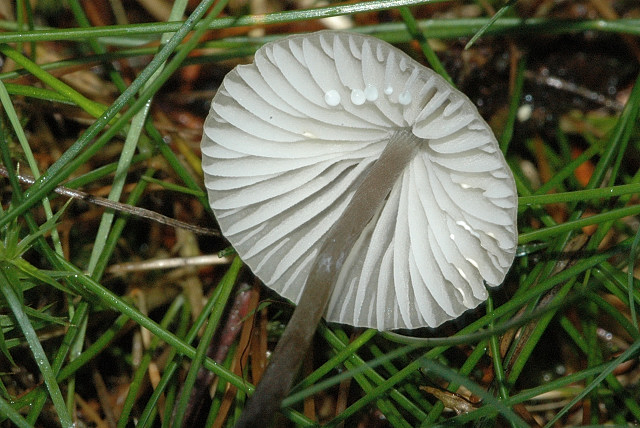
Fehértejű kígyógomba

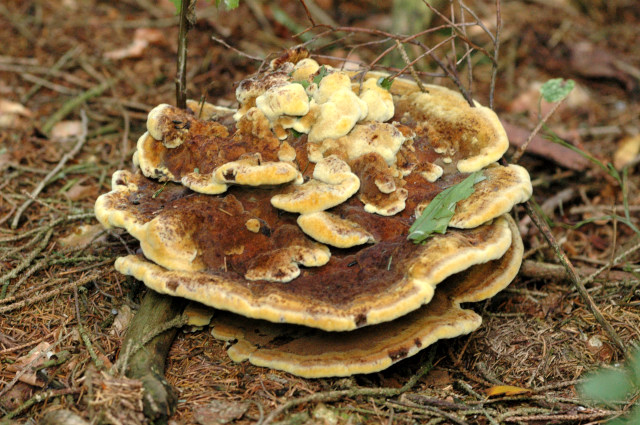
Fenyő-likacsosgomba

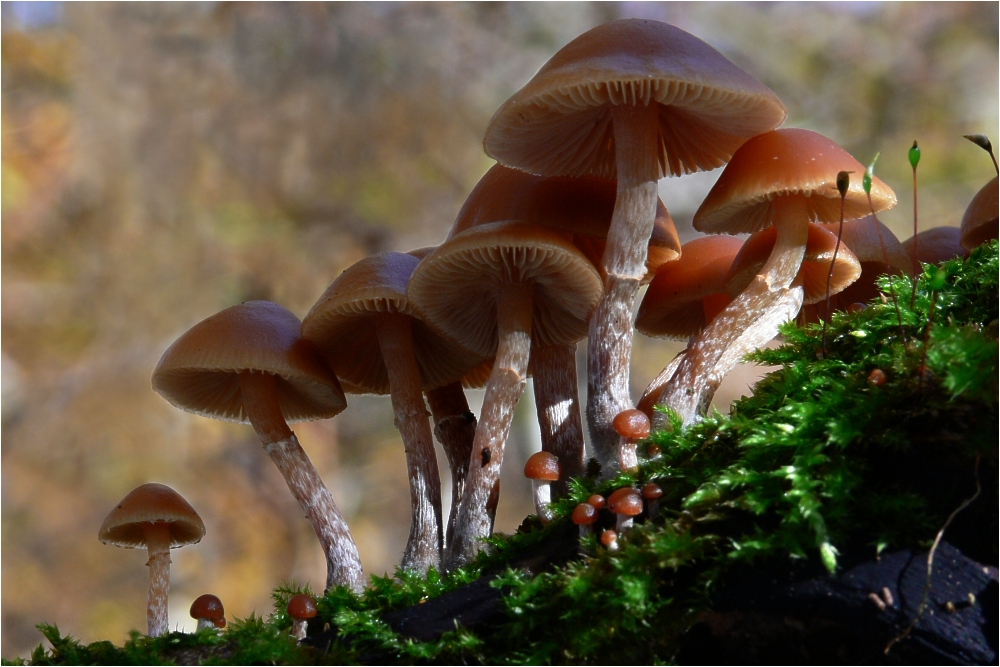
Fenyves-turjángomba

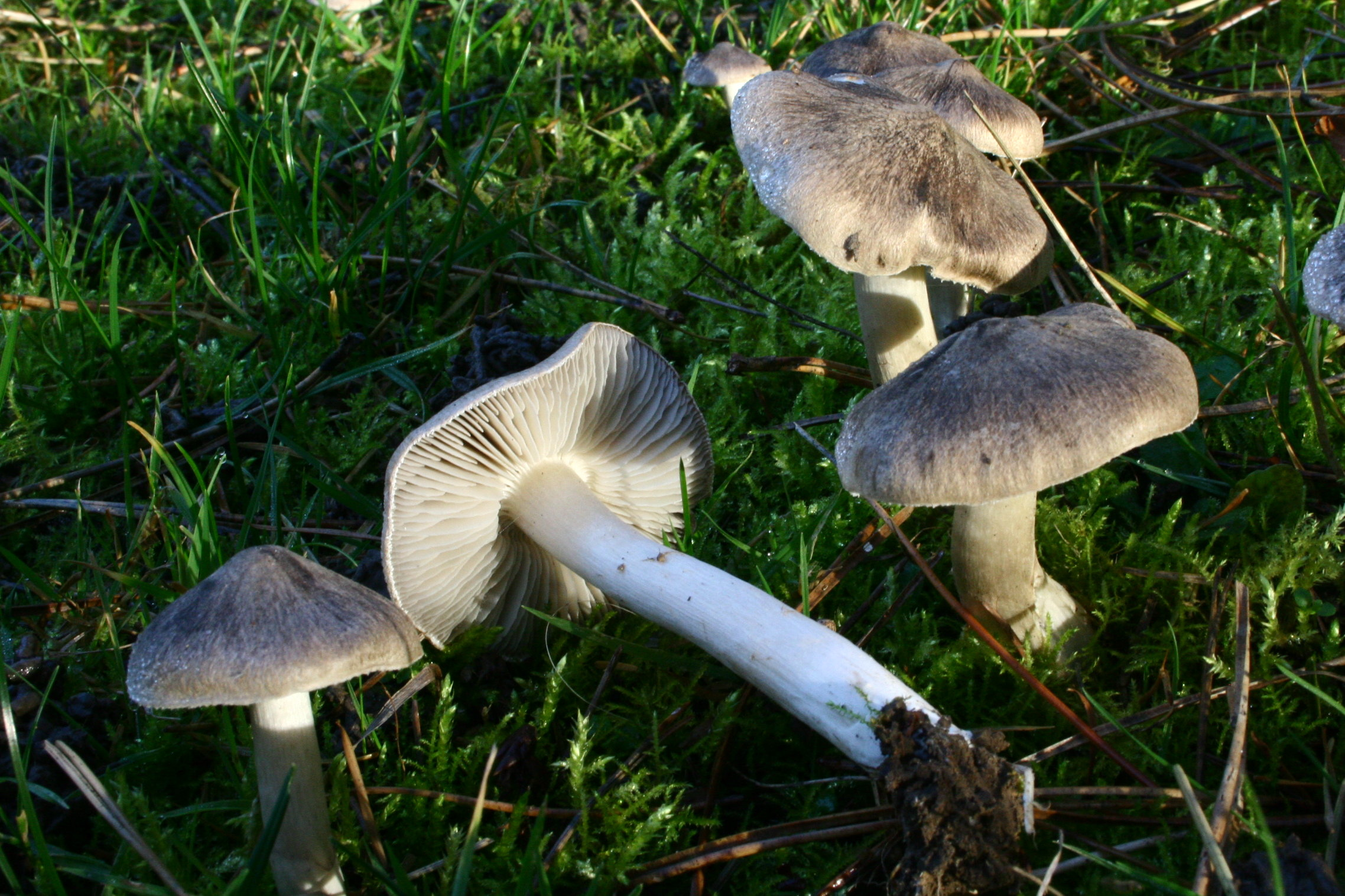
Fenyőpereszke

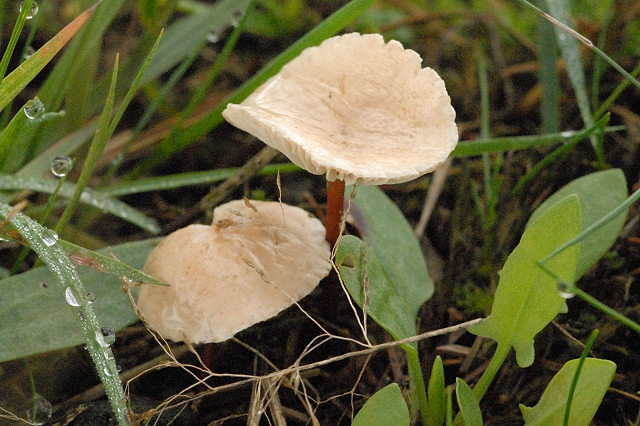
Fokhagymaszagú szegfűgomba

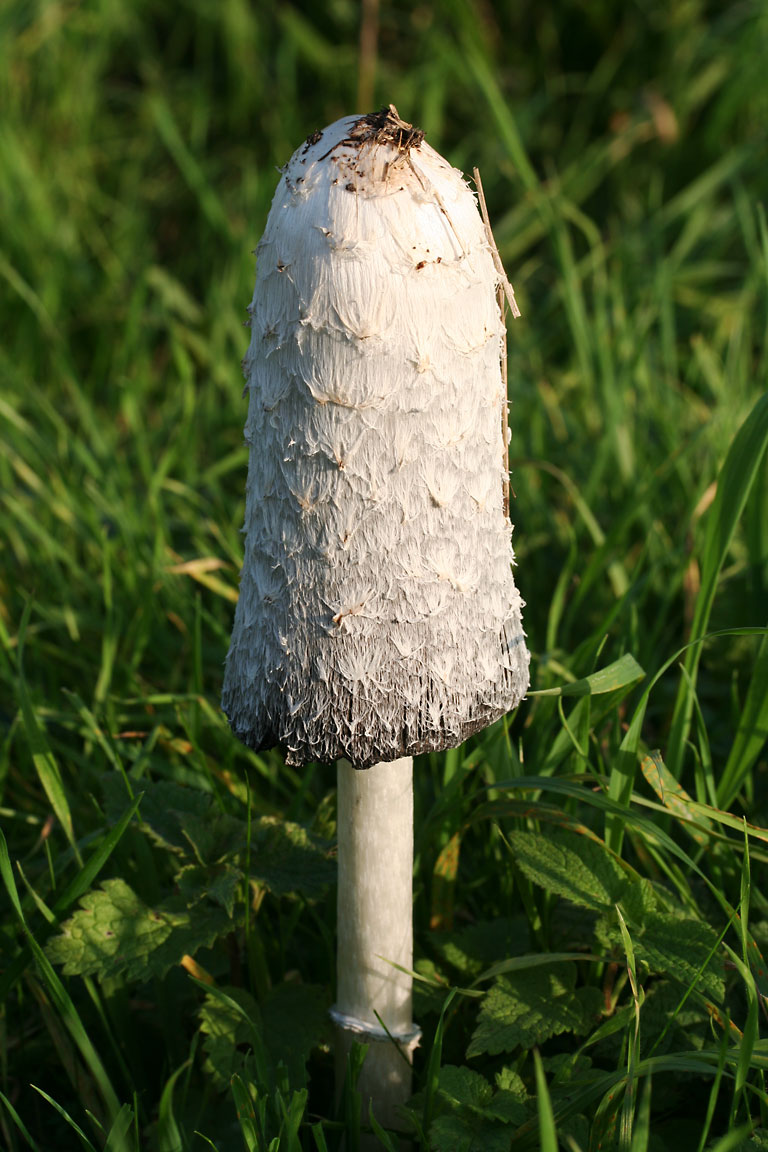
Gyapjas tintagomba

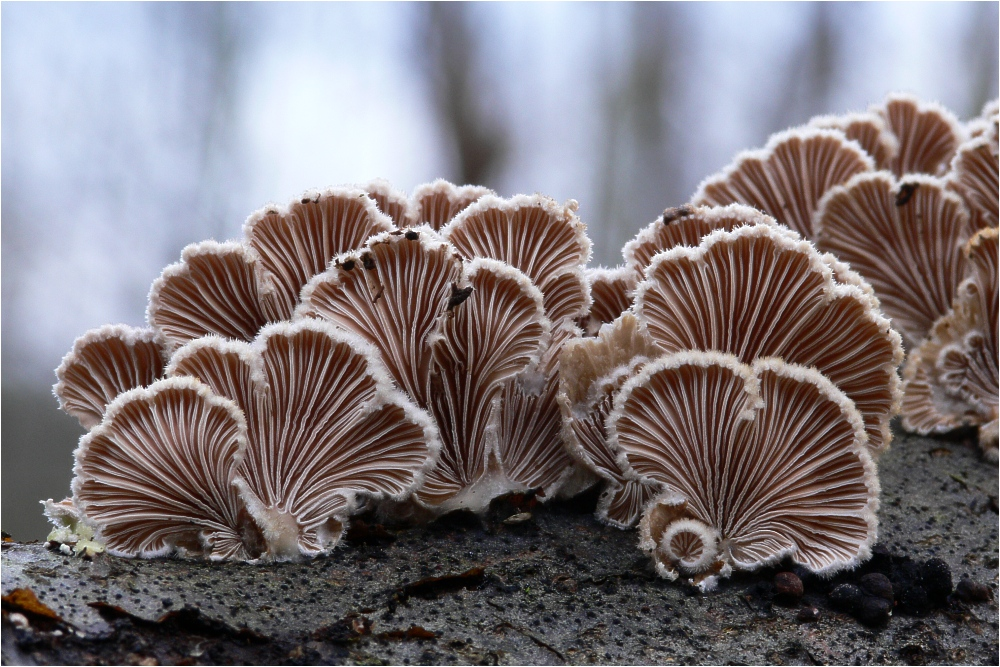
Hasadtlemezű gomba

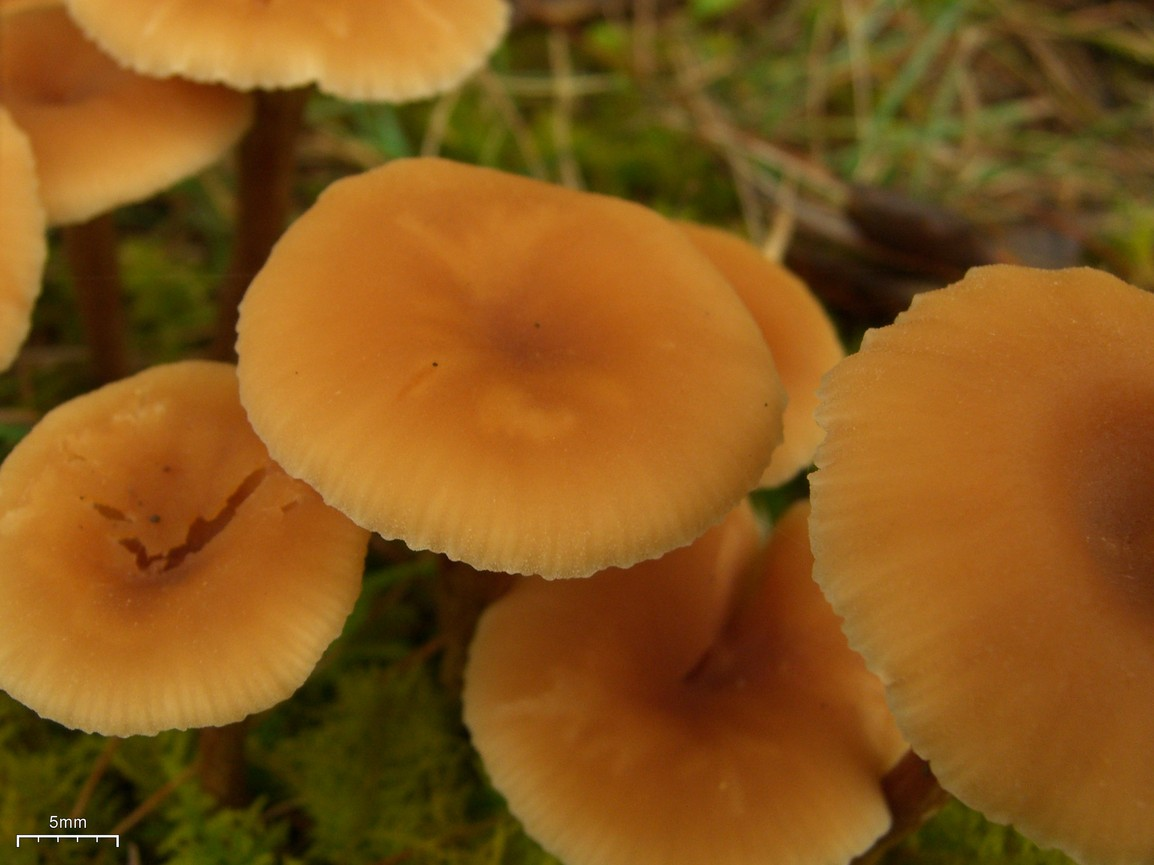
Húsbarna pénzecskegomba

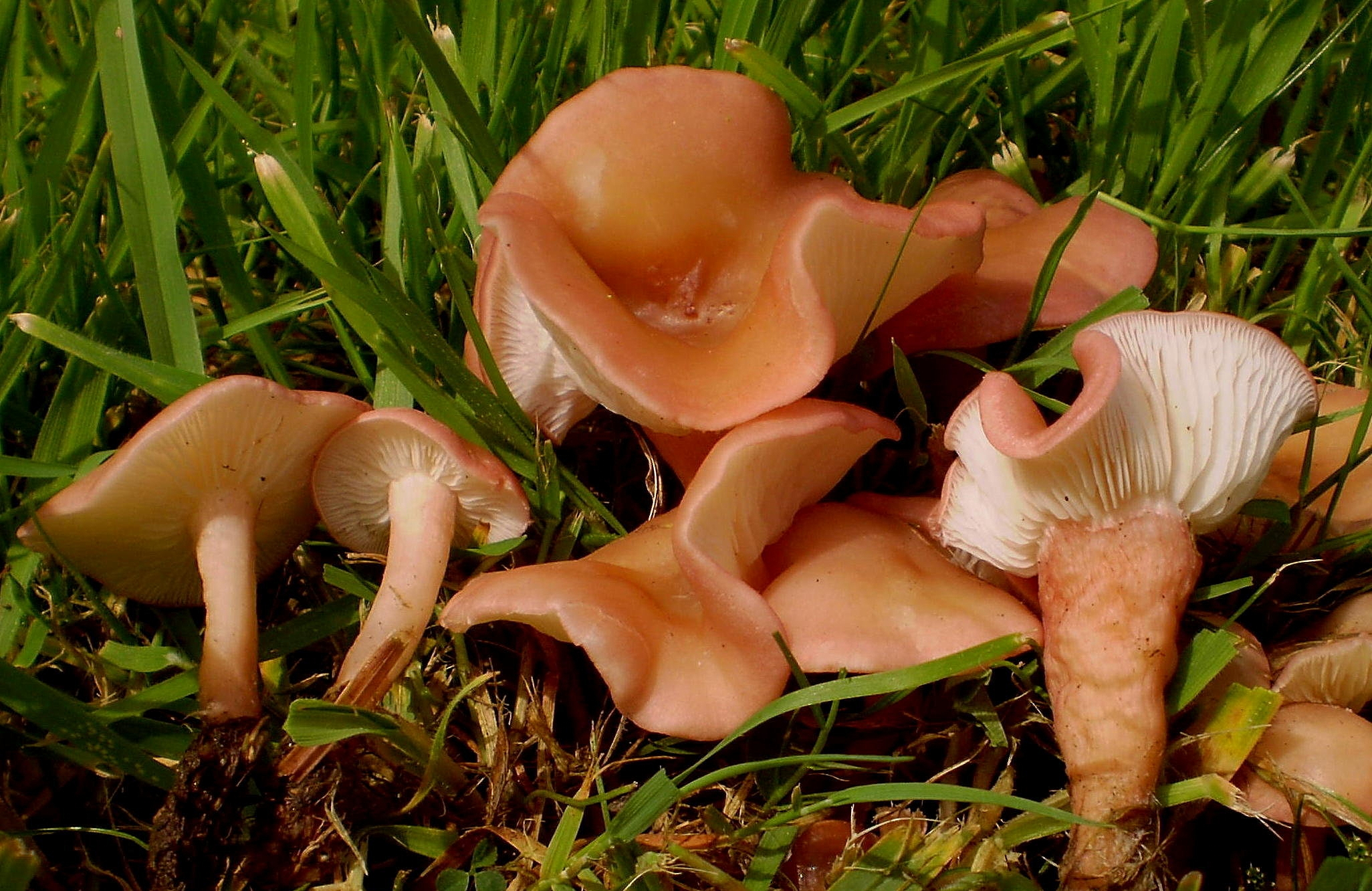
Hússzínű pereszke

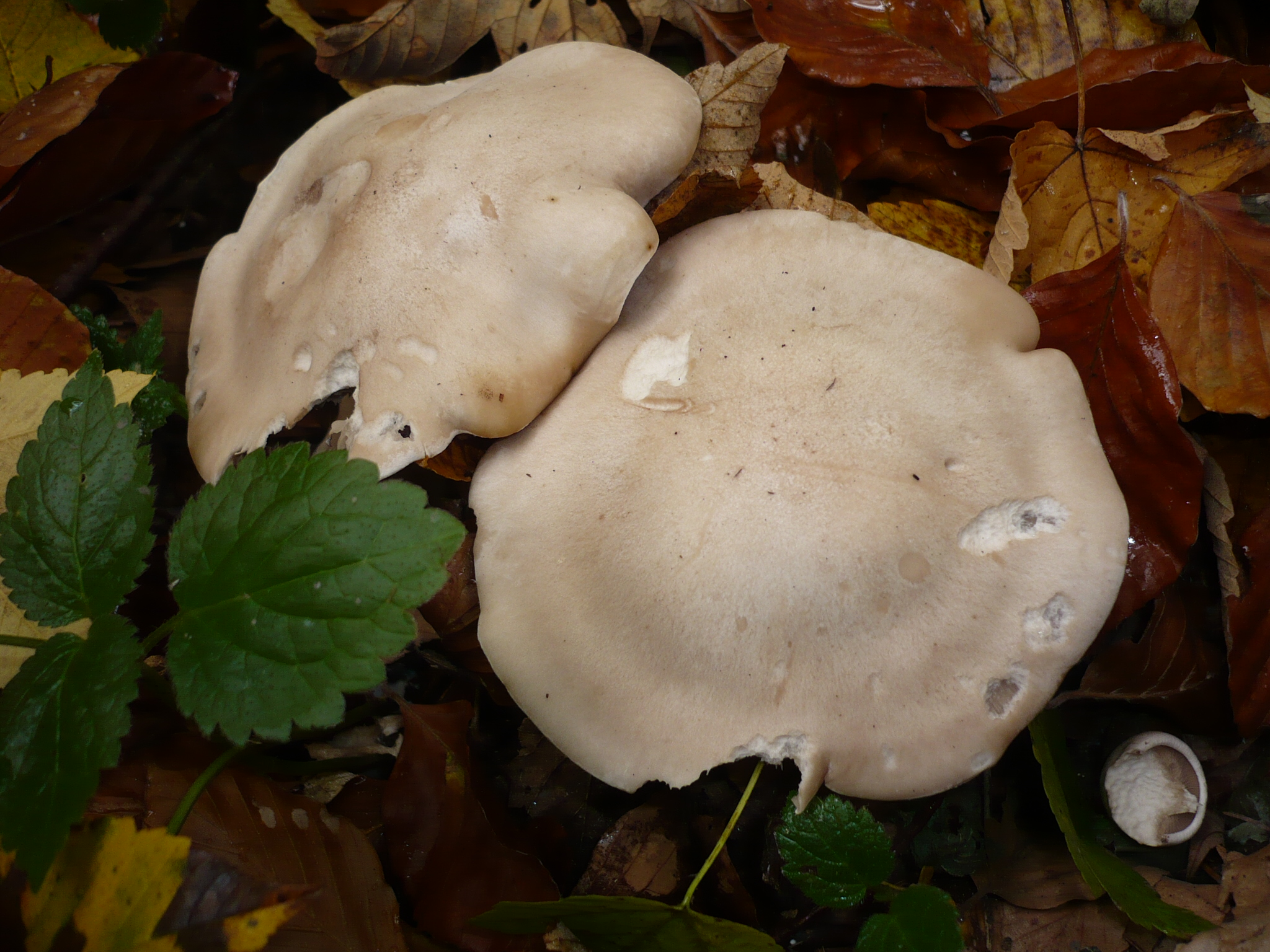
Illatos tölcsérpereszke

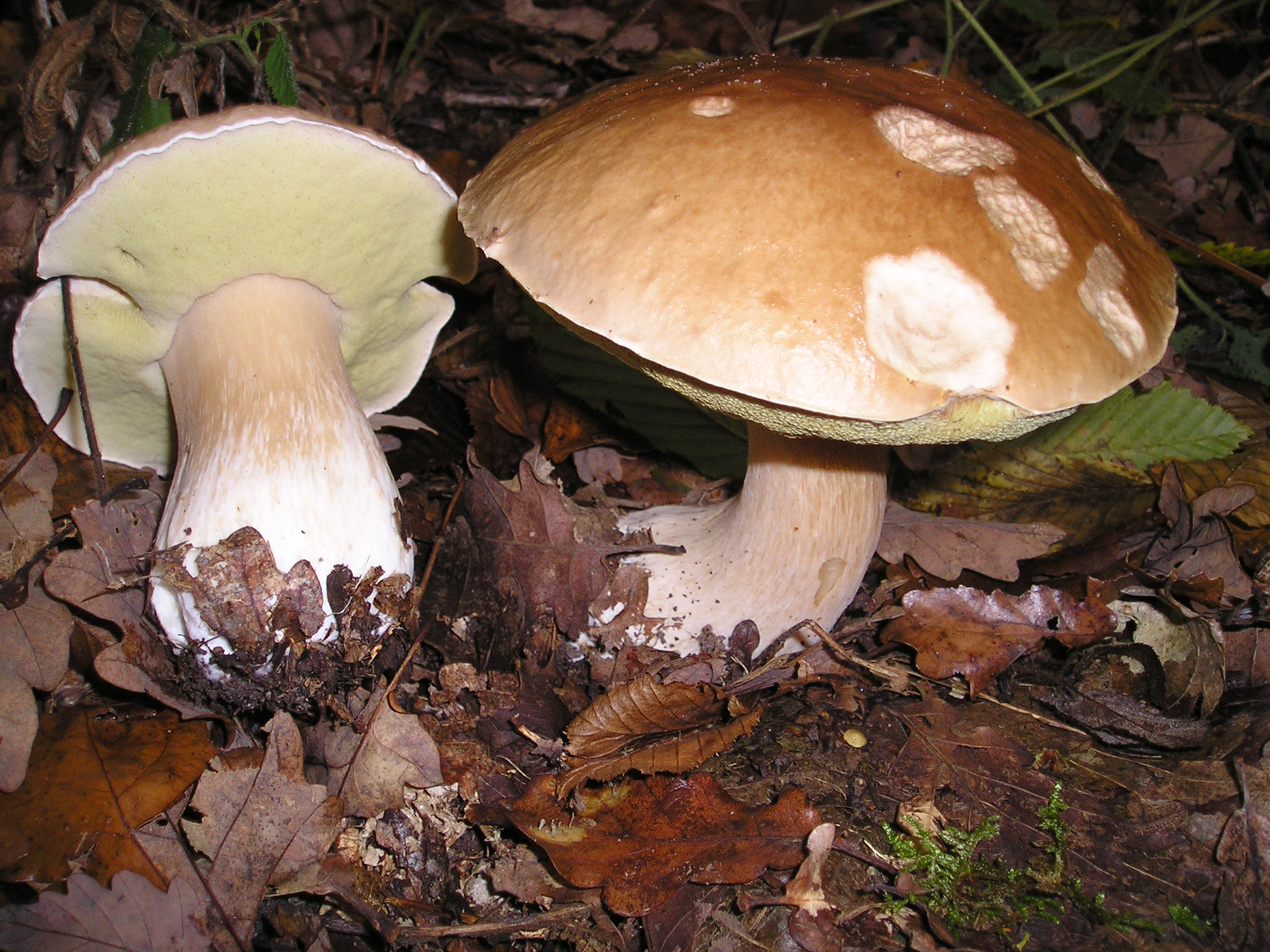
Ízletes vargánya

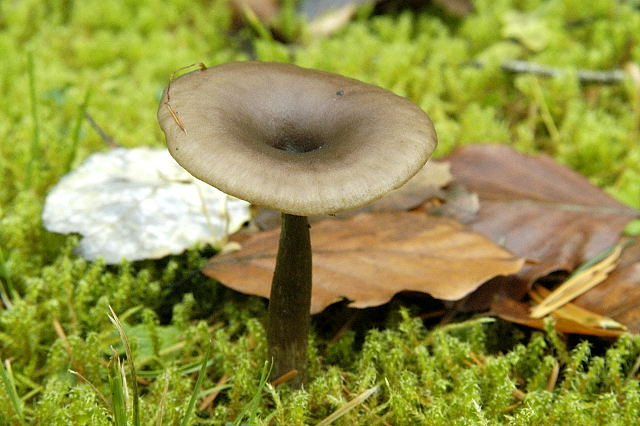
Kávébarna áltölcsérgomba

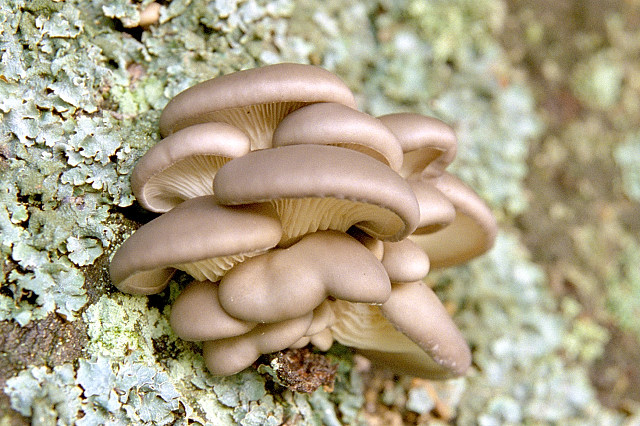
Késői laskagomba

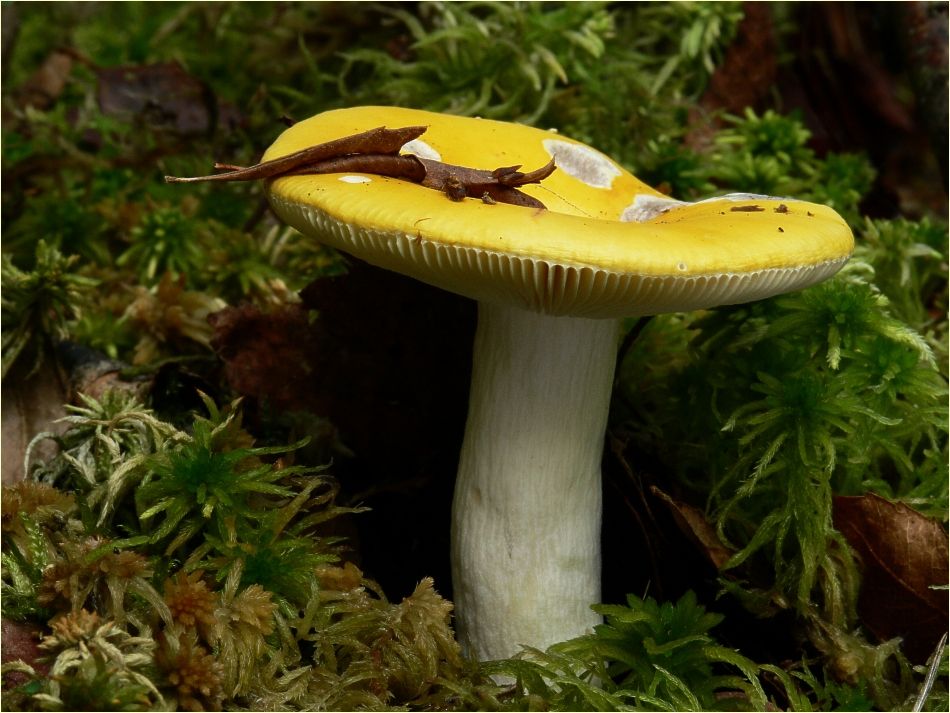
Krómsárga galambgomba

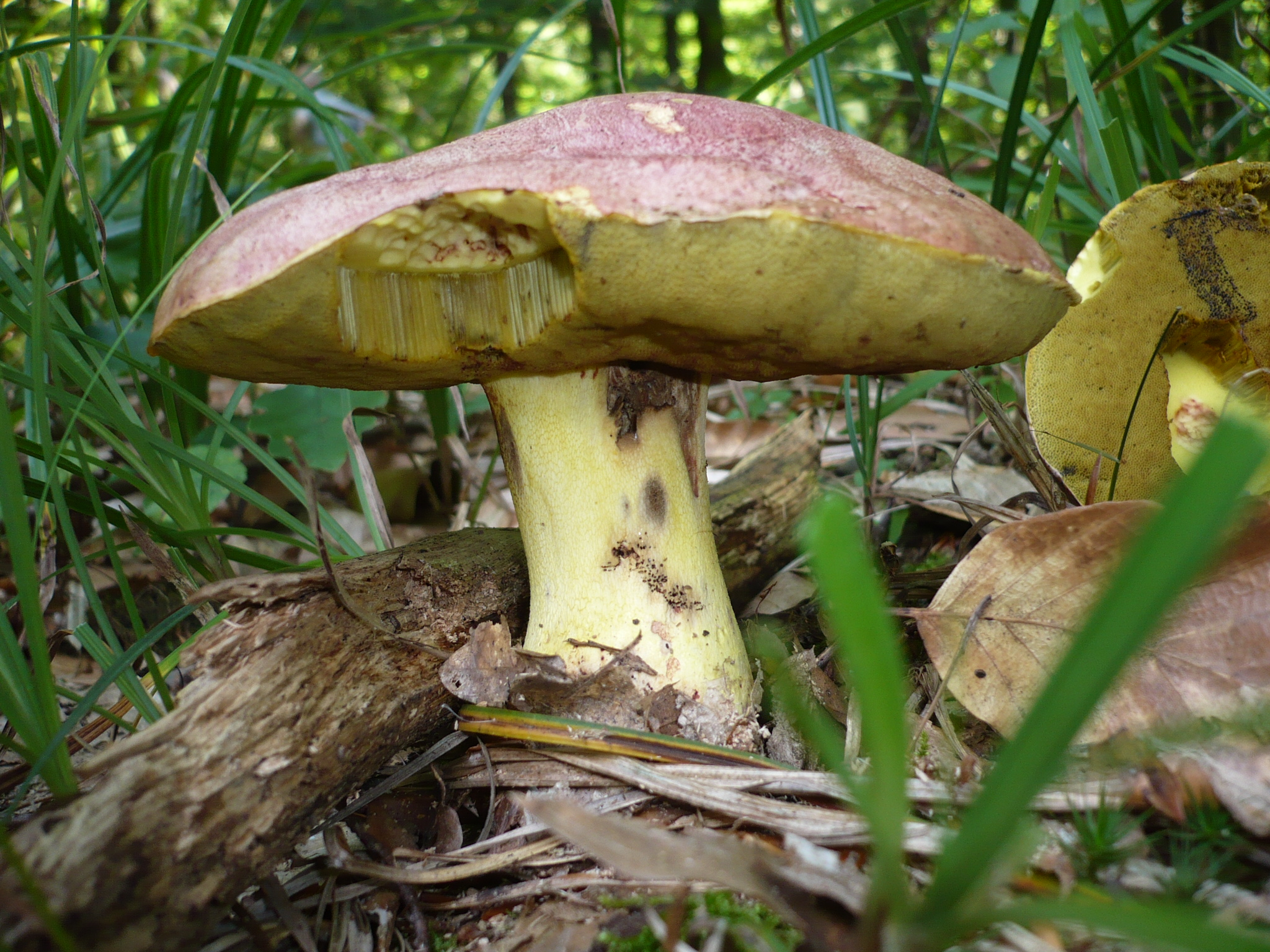
Királyvargánya

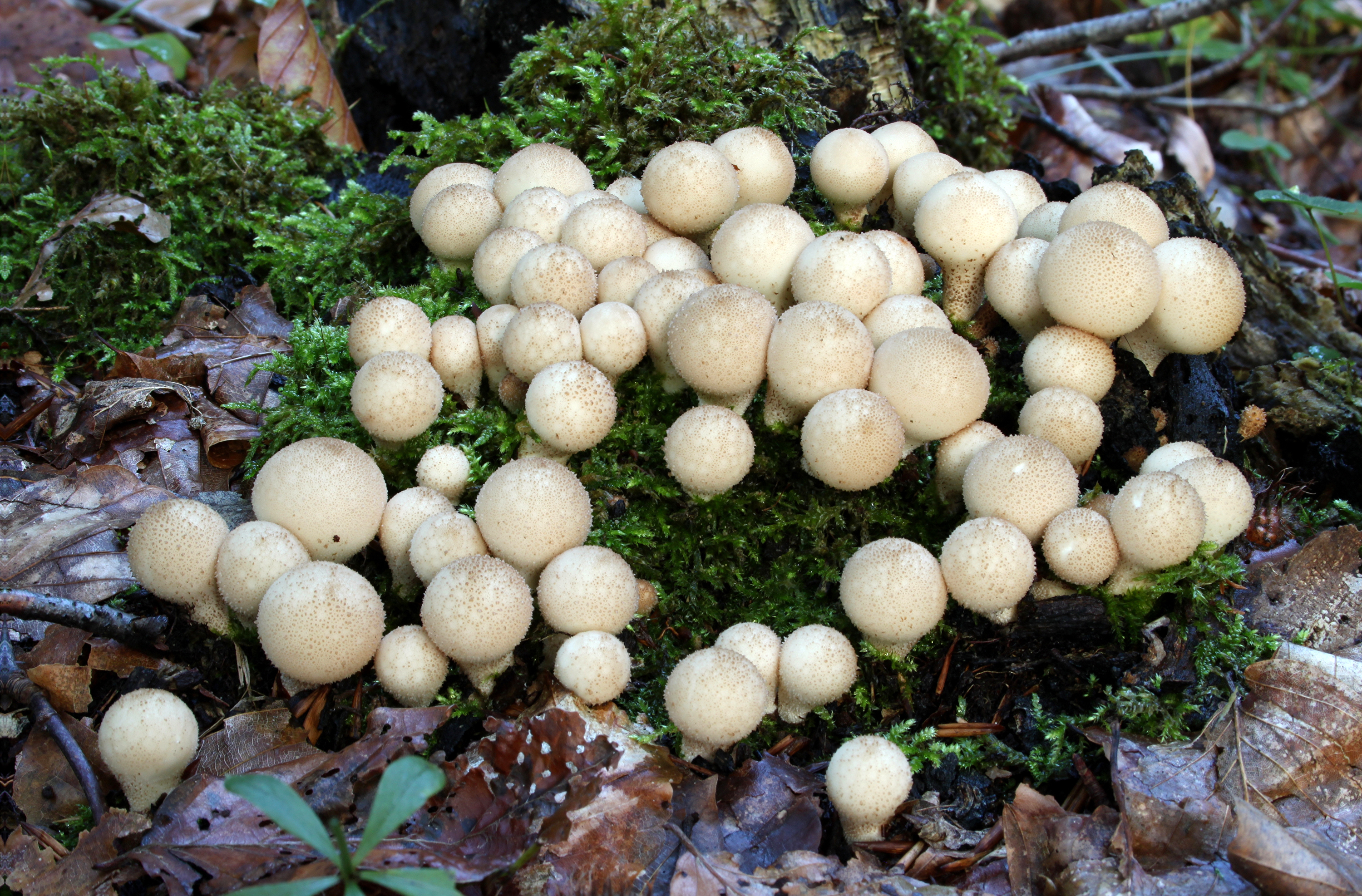
Körtepöfeteg

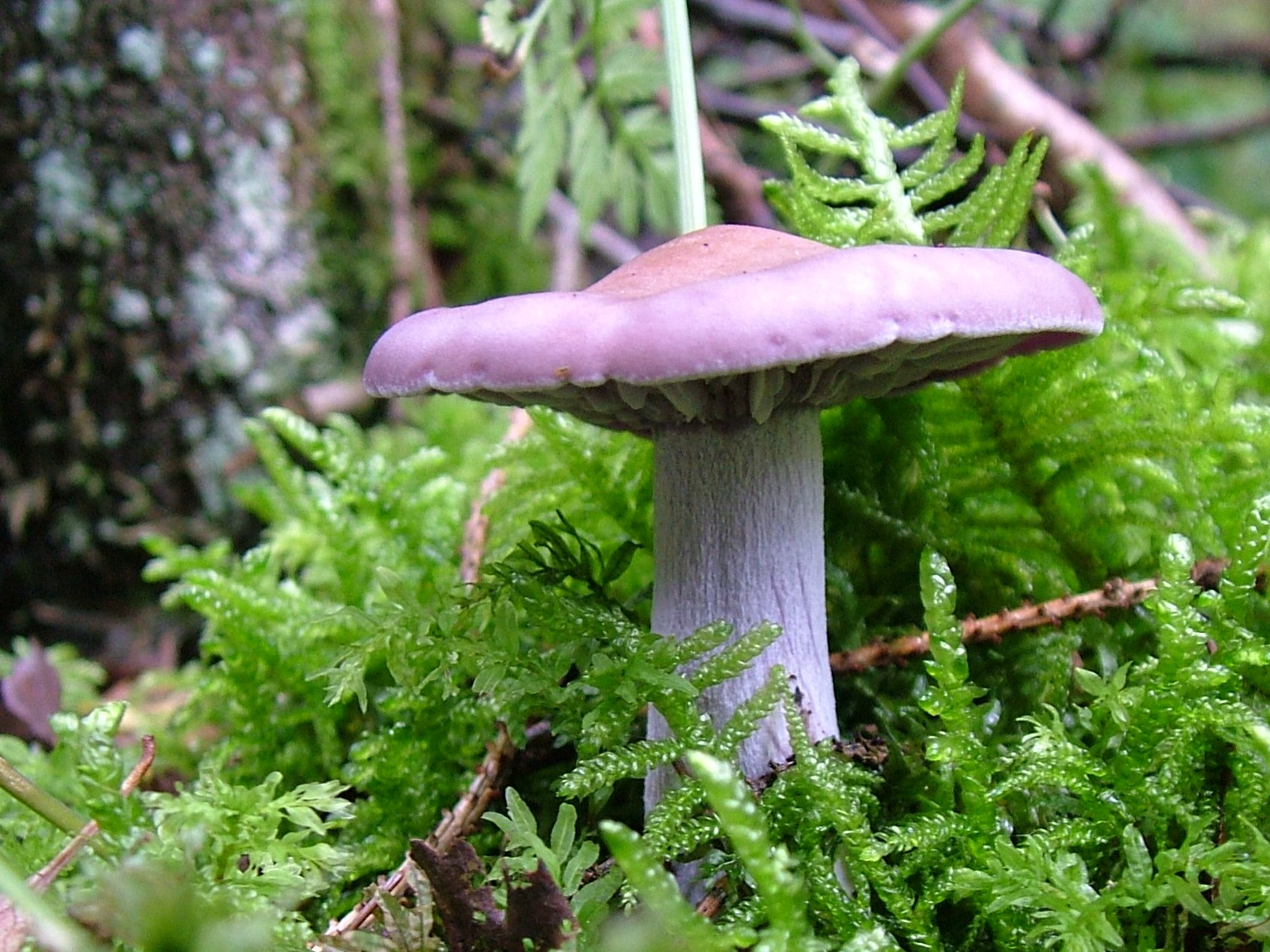
Lila tölcsérpereszke

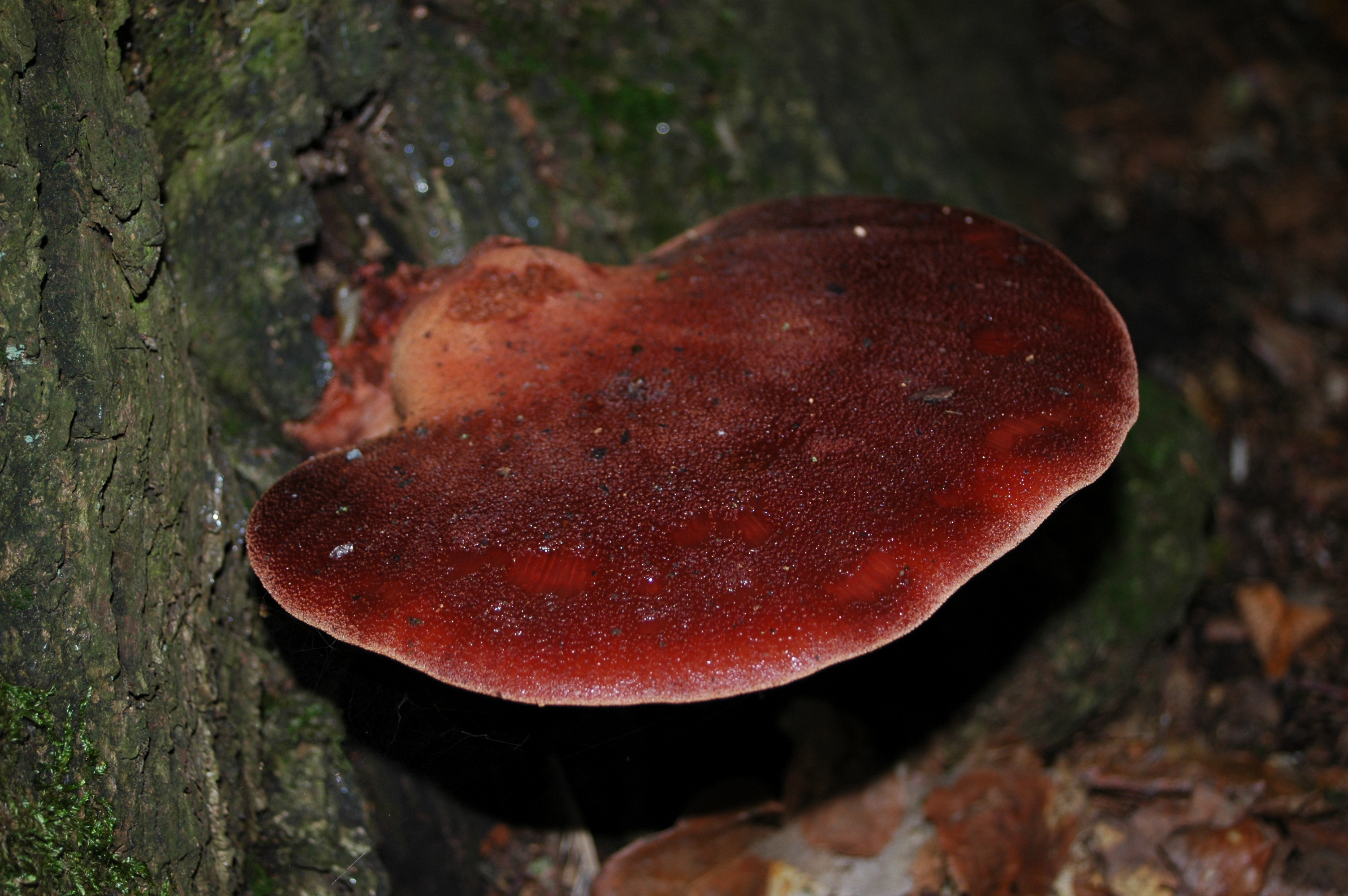
Májgomba

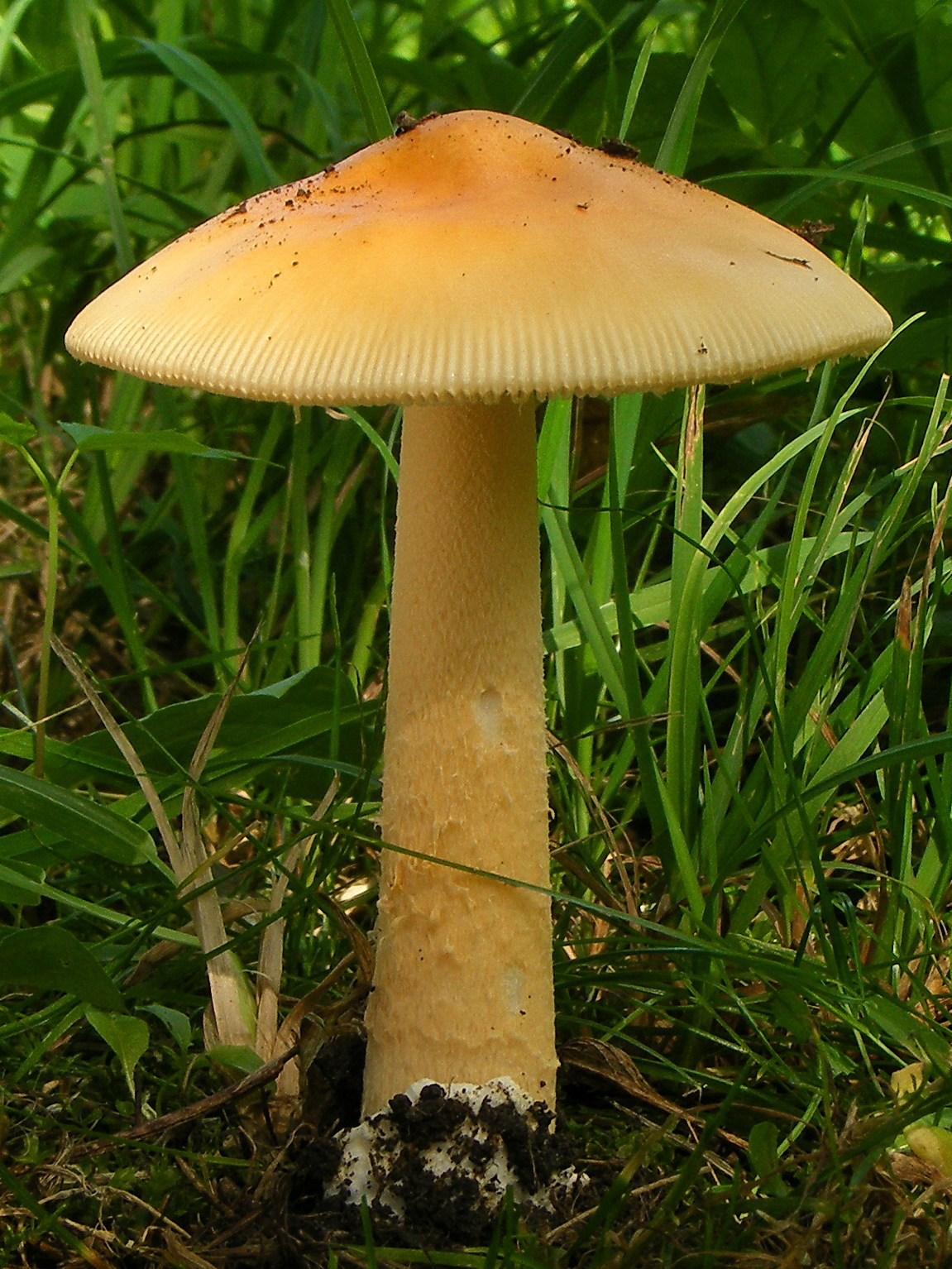
Narancsszínű selyemgomba

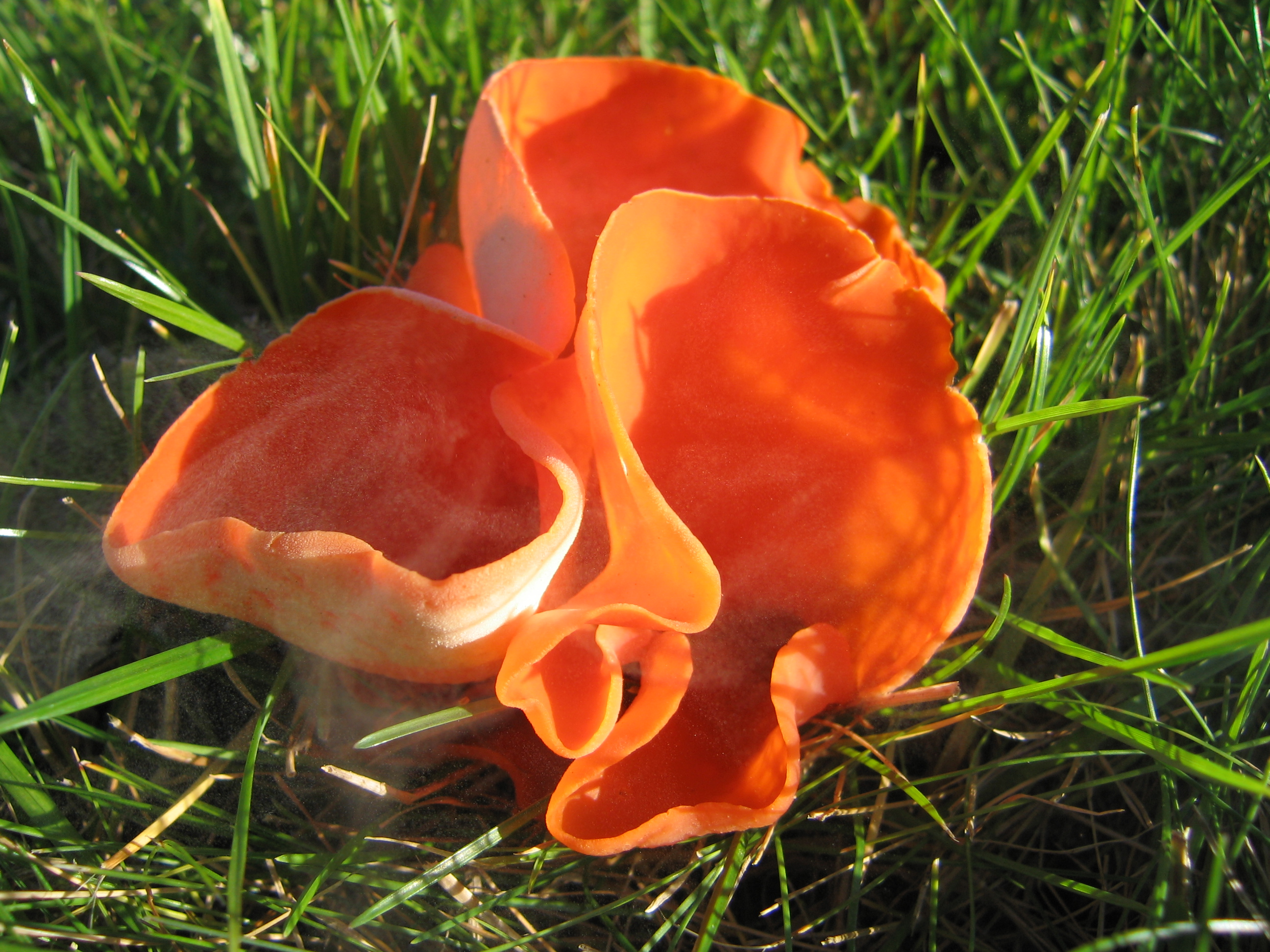
Narancsvörös csészegomba

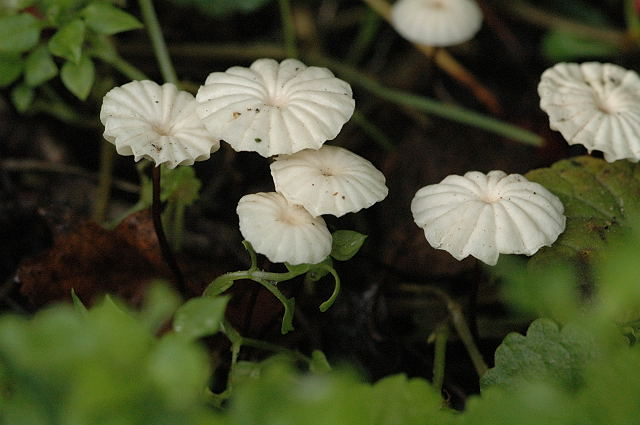
Nyakörves szegfűgomba

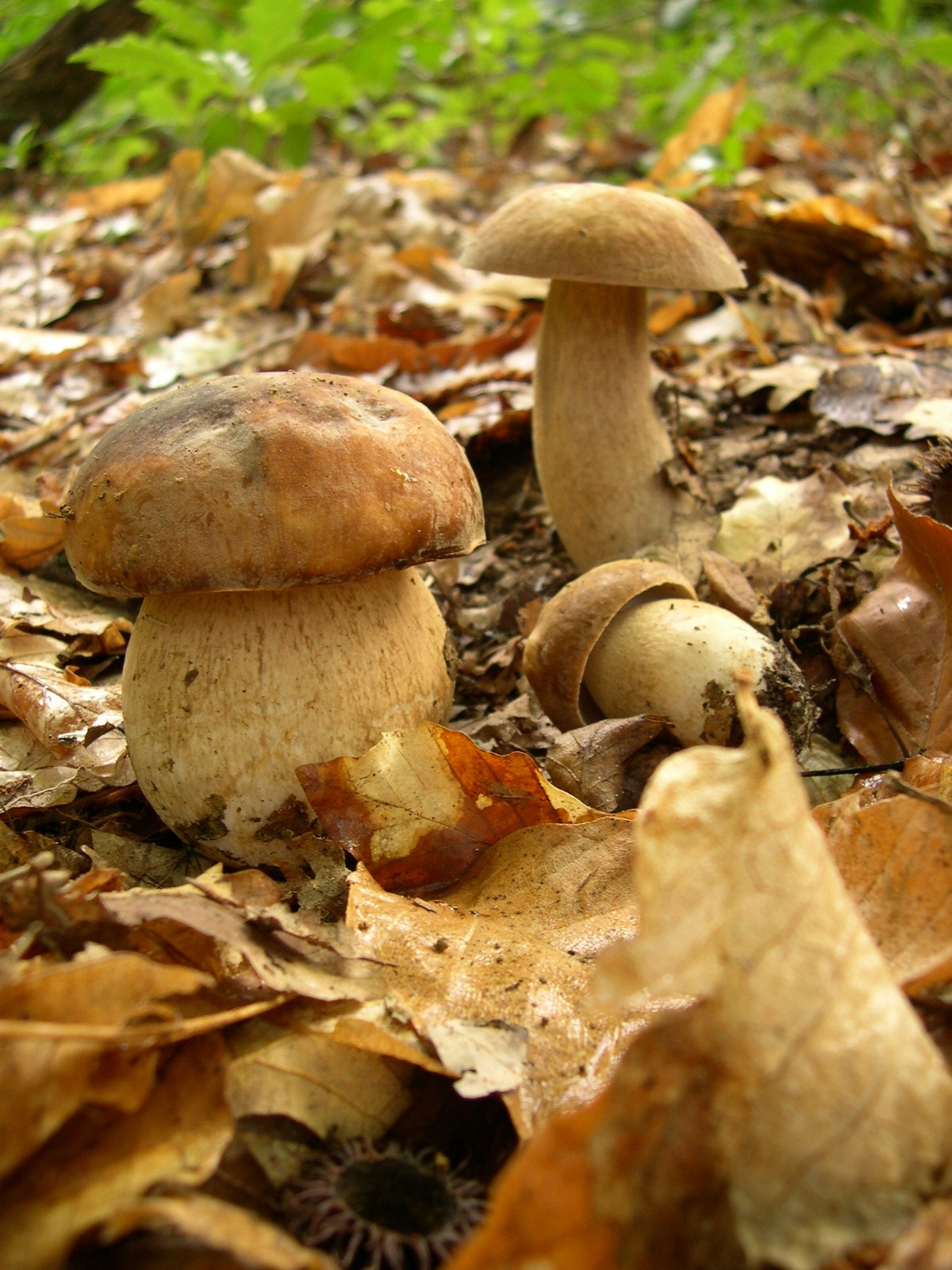
Nyári vargánya

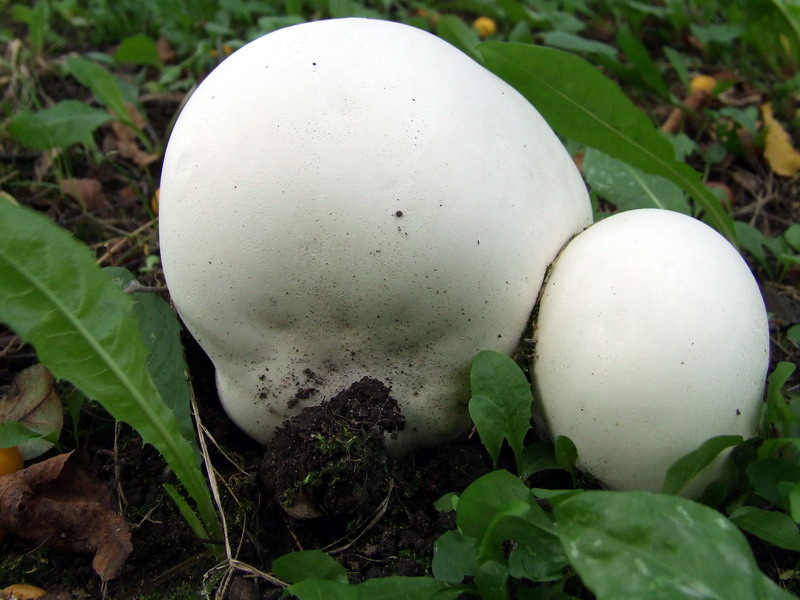
Óriás pöfeteg

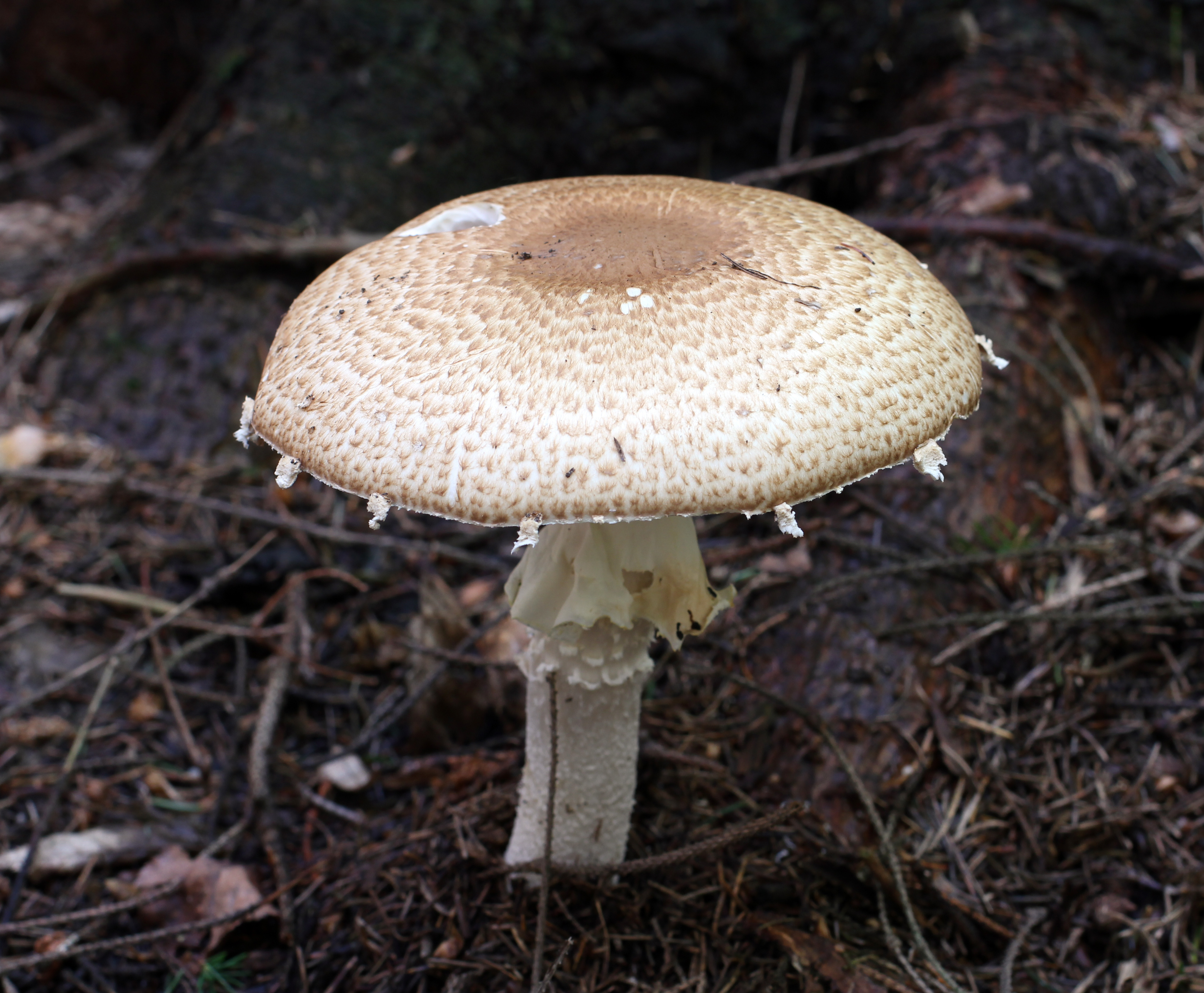
Óriás csiperke

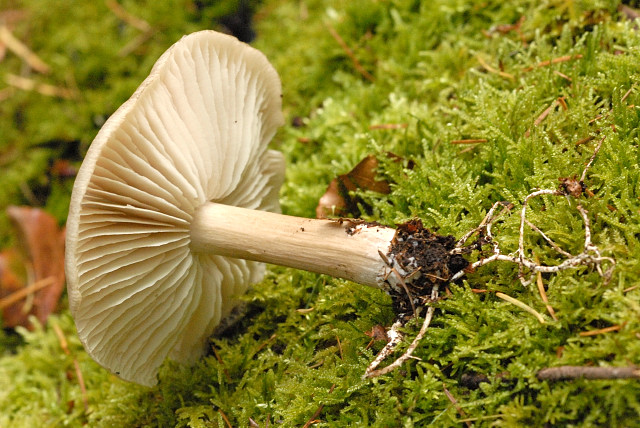
Széleslemezű fülőke

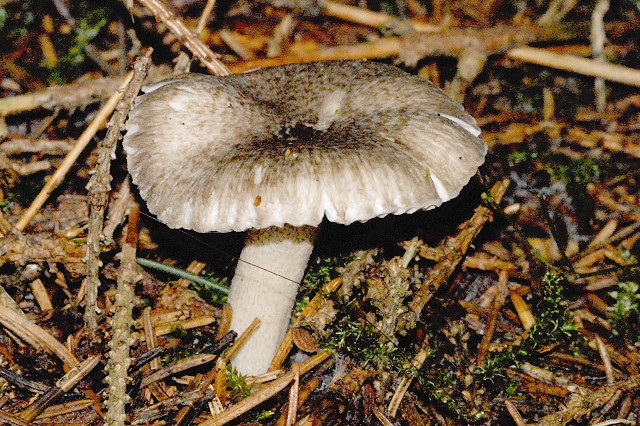
Szürke csigagomba

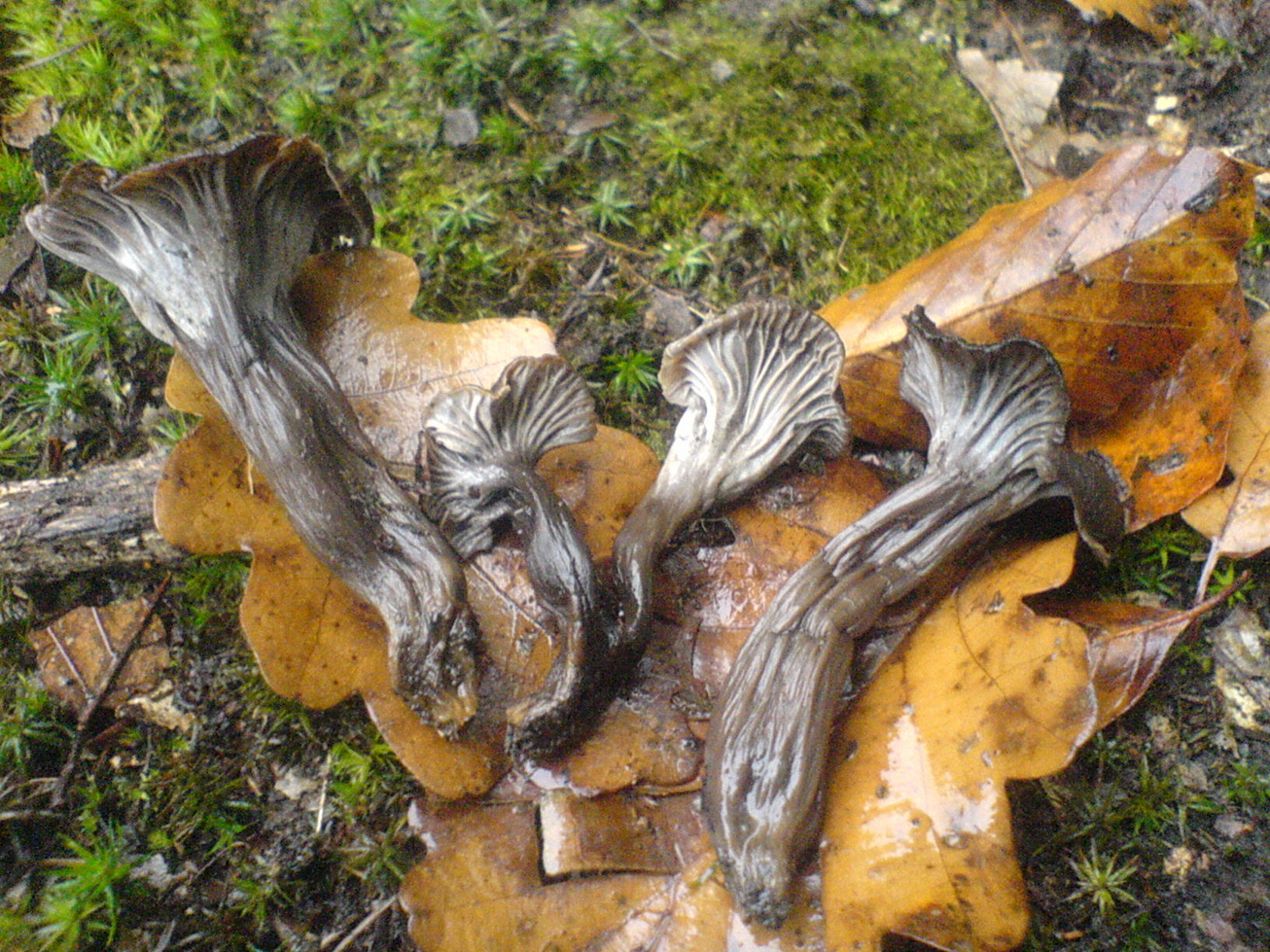
Szürke rókagomba

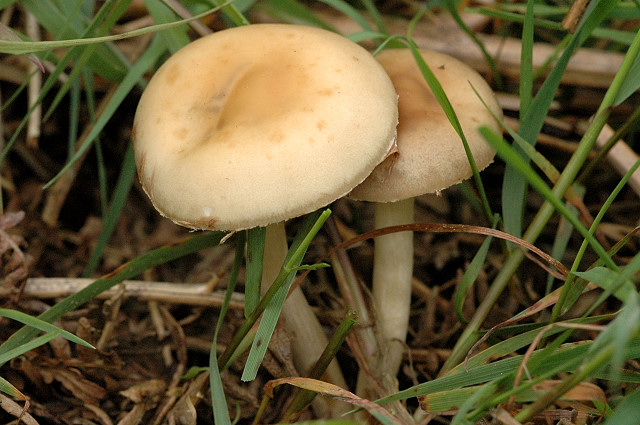
Tavaszi rétgomba

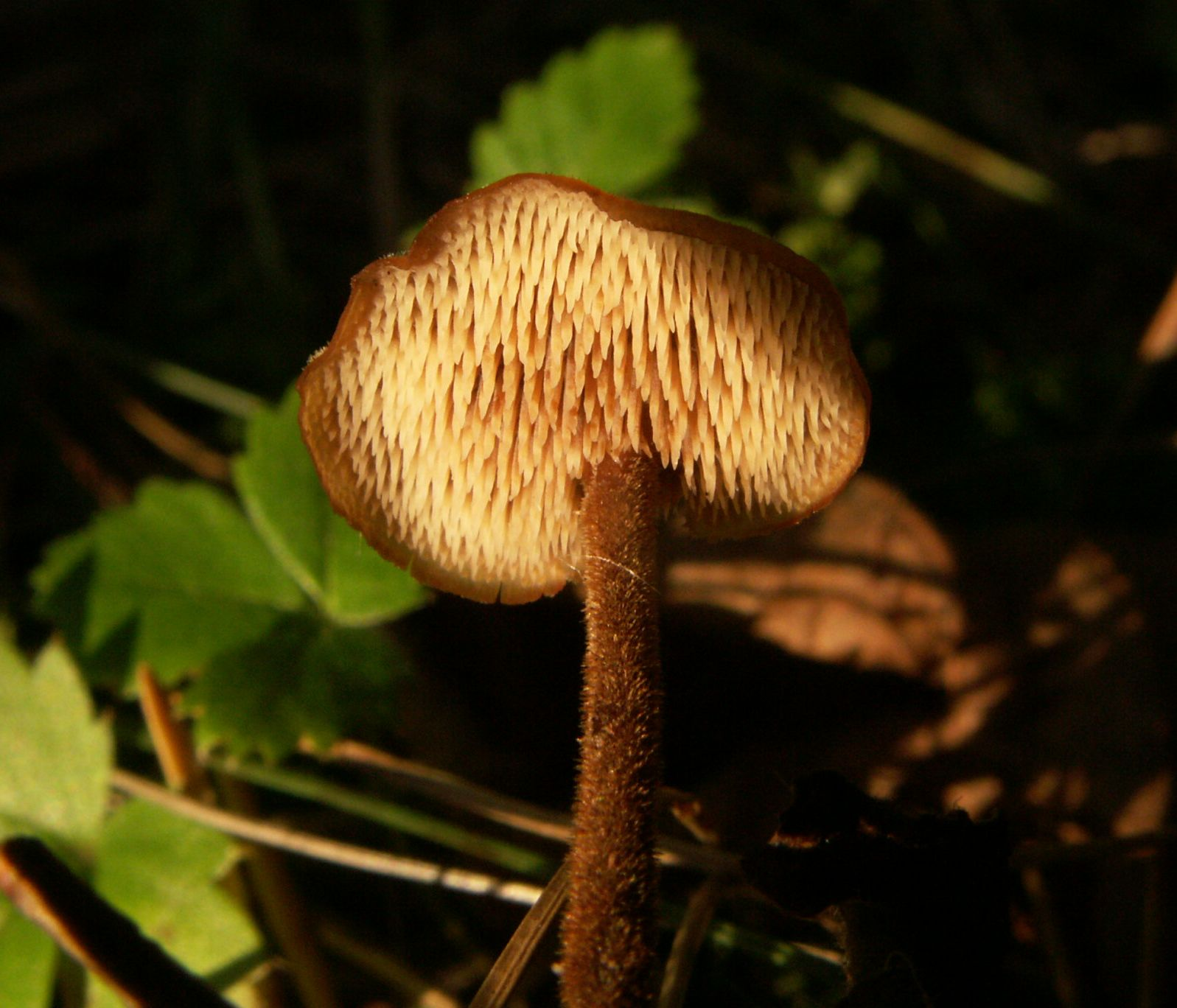
Tobozgereben

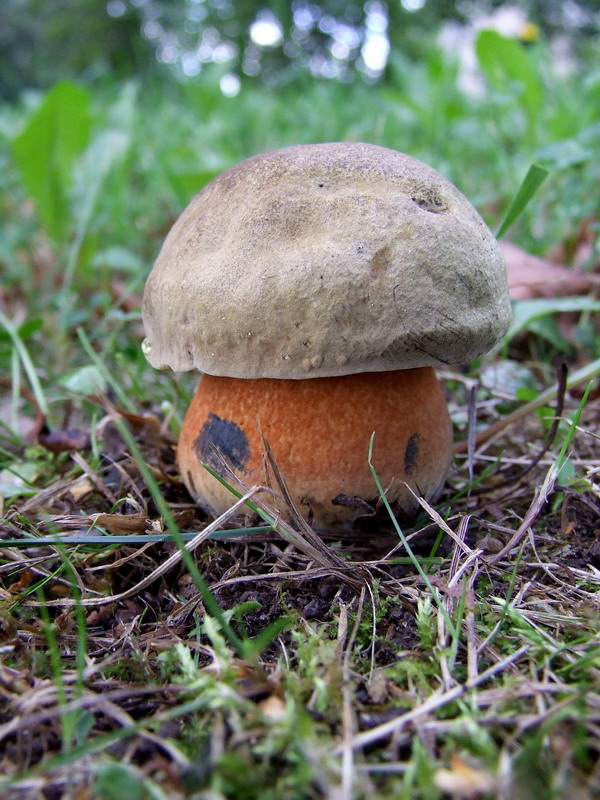
Változékony tinóru

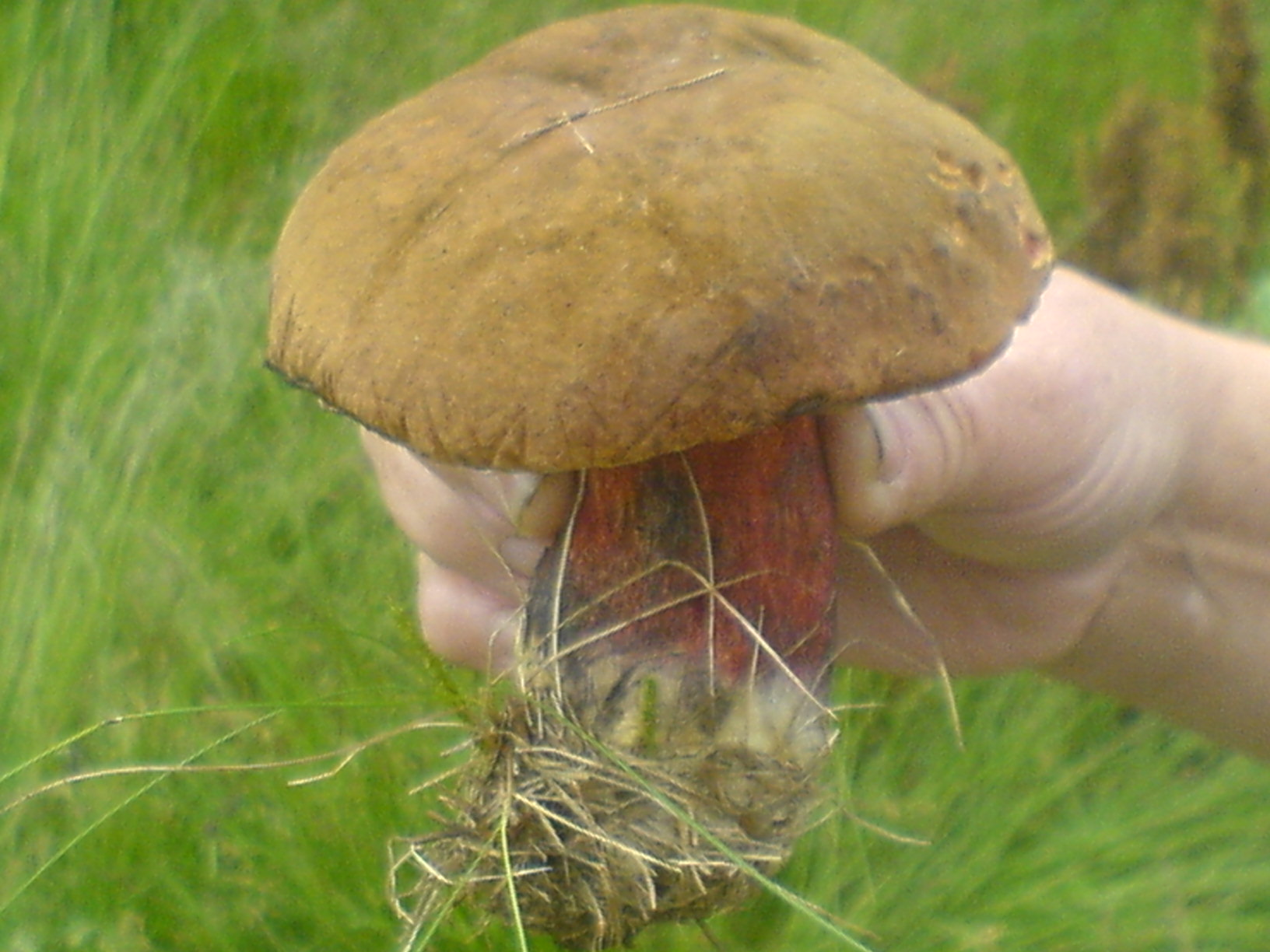
Vörös-, v.Céklatinóru

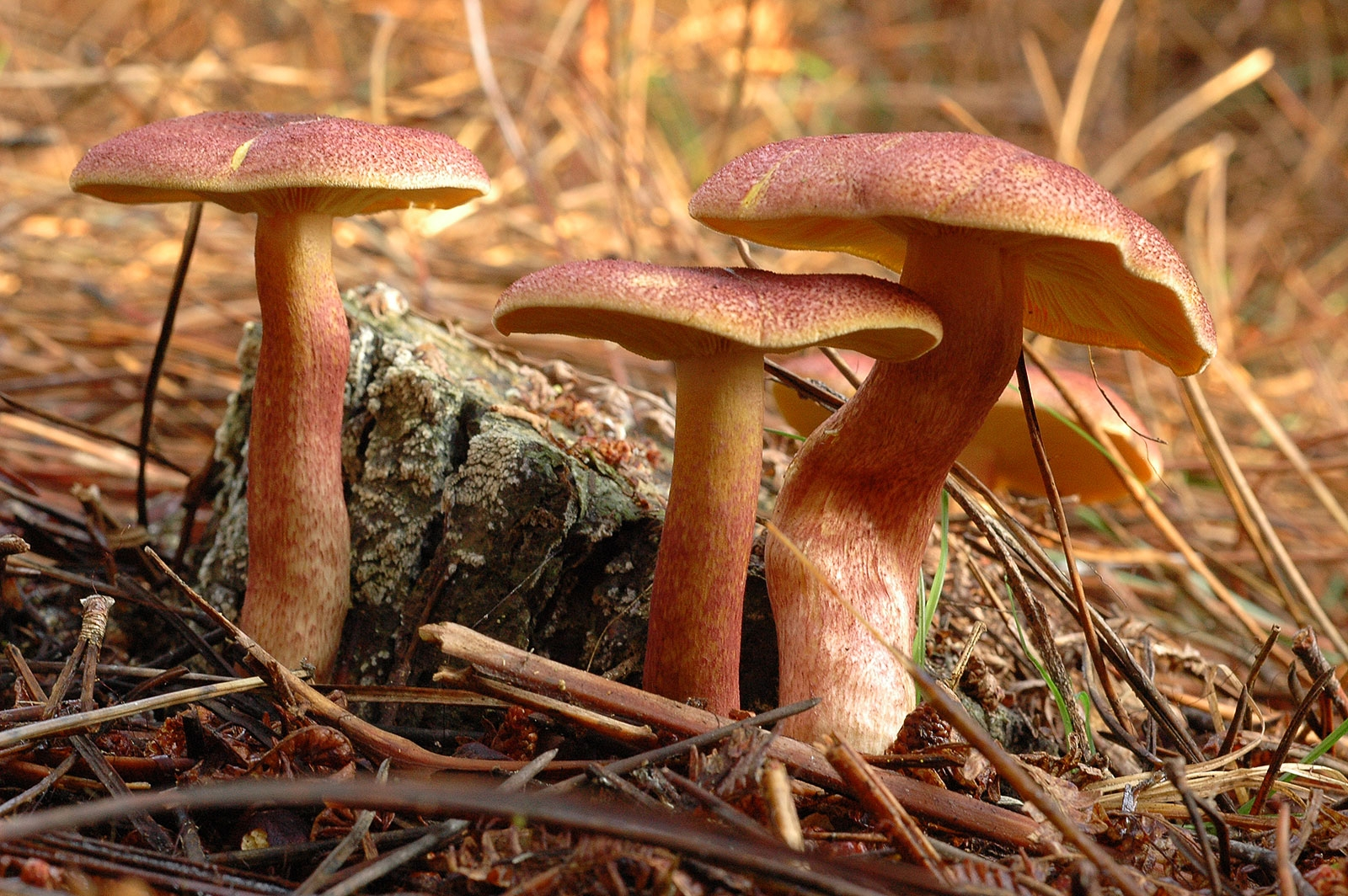
Bársonyos fapereszke

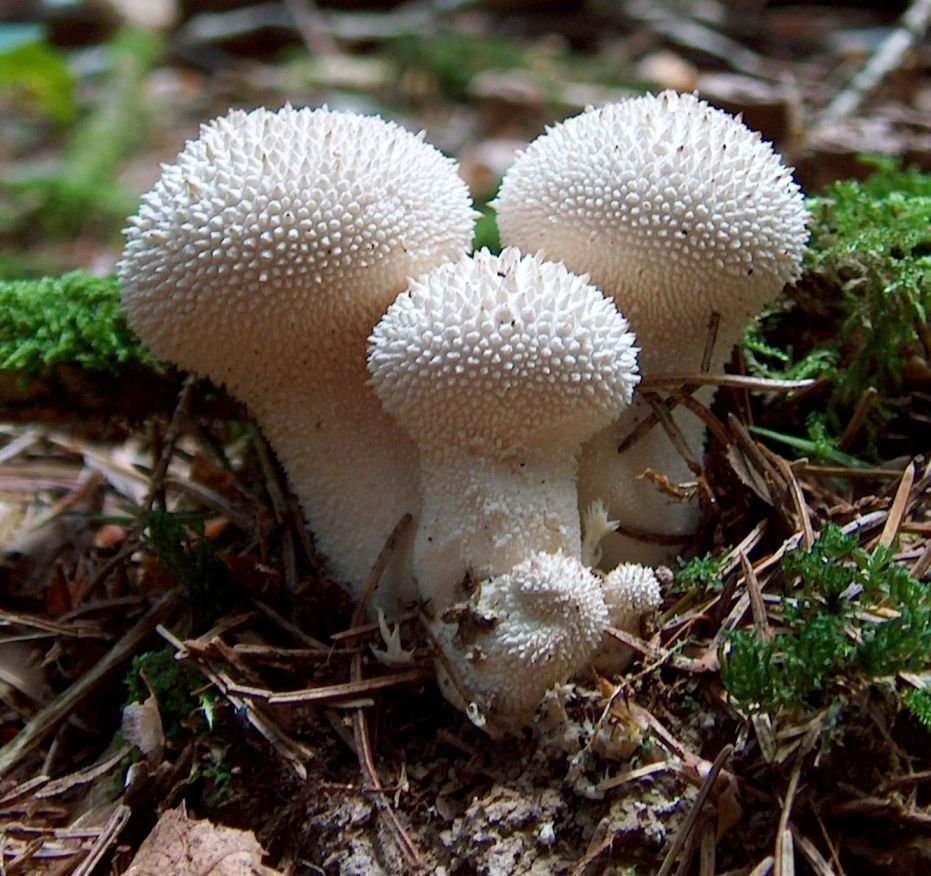
Bimbós pöfeteg

| Ábécé szerinti tartalomjegyzék                                                                           |
| --- |
| A, Á B C Cs D Dz Dzs E, É F G Gy H I, Í J K L Ly M N Ny O, Ó Ö, Ő P Q R S Sz T Ty U, Ú Ü, Ű V W X Y Z Zs |

## A, Á
- Acélkék döggomba (Entoloma nitidum)
- Áfonyalevél-festő gomba (Exobasidium juelianum)
- Ágacskás kéregtörőgomba (Eutypella scoparia)
- Ágas tapló (Grifola frondosa)
- Ágas tapló (Grifola frondosa)
- Akácpereszke (Cercopemyces rickenii)
- Akáccsiperke (Agaricus bresadolanus)
- Álgyűrűs pereszke (Tricholoma batschii)
- Almafa-rozsdástapló (Inonotus hispidus)
- Almaillatú galambgomba (Russula aquosa)
- Álszömörcsög* (Battarrea phalloides)
- Ánizsszagú fásgereben (Hydnellum suaveolens)
- Ánizsszagú fűrészgomba (Lentinellus cochleatus)
- Ánizstapló (Trametes suaveolens)
- Áprilisi döggomba (Entoloma aprile)
- Apró bocskorosgomba (Volvariella pusilla)
- Apró csillaggomba (Geastrum minimum)
- Apró csiperke (Agaricus dulcidulus)
- Apró fakógomba (Hebeloma pusillum)
- Apró nedűgomba (Hygrocybe miniata)
- Apró pénzecskegomba (Laccaria tortilis)
- Apró szegfűgomba (Marasmius epiphyllus)
- Aprógallérú pókhálósgomba (Cortinarius parvannulatus)
- Aprópikkelyes pókhálósgomba (Cortinarius cotoneus)
- Aprópikkelyű pereszke (Tricholoma imbricatum)
- Arany tinóru (Xerocomellus chrysenteron)
- Aranybélésű tinóru (Aureoboletus gentilis)
- Aranylemezű pókhálósgomba (Cortinarius xanthophyllus)
- Aranyló csengettyűgomba (Pluteus chrysophlebius)
- Aranyló koronggombácska (Orbilia aurantiorubra)
- Aranyos állredőgomba (Pseudomerulius aureus)
- Aranyos galambgomba (Russula aurea)
- Aranyos rezgőgomba (Tremella mesenterica)
- Aranypenészgomba (Hypomyces chrysospermus)
- Aranysárga korallgomba (Ramaria aurea)
- Aranysárga lánggomba (Gymnopilus junonius)
- Aranysárga laskagomba (Pleurotus citrinopileatus)
- Aranysárga nedűgomba (Hygrocybe marchii)
- Aranysárga pókhálósgomba (Cortinarius gentilis)
- Aranysörtés pókhálós-csészegombácska (Arachnopeziza aurelia)
- Árszerű enyveskorallgomba (Calocera cornea)
- Árvalányhajgomba (Clavaria fragilis)
- Árvalányhaj-pöfeteg (Gastrosporium simplex)
- Árvégű fülőke (Gymnopus fusipes)
- Áttetsző fésűsgomba (Mycoacia aurea)
- Áttetsző koronggombácska (Hyalorbilia inflatula)
- Áttetsző mohacsészegomba (Octospora ortotricha)
- Azúrkék galambgomba (Russula azurea)
- Acélkék döggomba (Entoloma nitidum)
- Áfonyalevél-festő gomba (Exobasidium juelianum)
- Ágacskás kéregtörőgomba (Eutypella scoparia)
- Ágas tapló (Grifola frondosa)
- Ágas tapló (Grifola frondosa)
- Akácpereszke (Cercopemyces rickenii)
- Akáccsiperke (Agaricus bresadolanus)
- Álgyűrűs pereszke (Tricholoma batschii)
- Almafa-rozsdástapló (Inonotus hispidus)
- Almaillatú galambgomba (Russula aquosa)
- Álszömörcsög* (Battarrea phalloides)
- Ánizsszagú fásgereben (Hydnellum suaveolens)
- Ánizsszagú fűrészgomba (Lentinellus cochleatus)
- Ánizstapló (Trametes suaveolens)
- Áprilisi döggomba (Entoloma aprile)
- Apró bocskorosgomba (Volvariella pusilla)
- Apró csillaggomba (Geastrum minimum)
- Apró csiperke (Agaricus dulcidulus)
- Apró fakógomba (Hebeloma pusillum)
- Apró nedűgomba (Hygrocybe miniata)
- Apró pénzecskegomba (Laccaria tortilis)
- Apró szegfűgomba (Marasmius epiphyllus)
- Aprógallérú pókhálósgomba (Cortinarius parvannulatus)
- Aprópikkelyes pókhálósgomba (Cortinarius cotoneus)
- Aprópikkelyű pereszke (Tricholoma imbricatum)
- Arany tinóru (Xerocomellus chrysenteron)
- Aranybélésű tinóru (Aureoboletus gentilis)
- Aranylemezű pókhálósgomba (Cortinarius xanthophyllus)
- Aranyló csengettyűgomba (Pluteus chrysophlebius)
- Aranyló koronggombácska (Orbilia aurantiorubra)
- Aranyos állredőgomba (Pseudomerulius aureus)
- Aranyos galambgomba (Russula aurea)
- Aranyos rezgőgomba (Tremella mesenterica)
- Aranypenészgomba (Hypomyces chrysospermus)
- Aranysárga korallgomba (Ramaria aurea)
- Aranysárga lánggomba (Gymnopilus junonius)
- Aranysárga laskagomba (Pleurotus citrinopileatus)
- Aranysárga nedűgomba (Hygrocybe marchii)
- Aranysárga pókhálósgomba (Cortinarius gentilis)
- Aranysörtés pókhálós-csészegombácska (Arachnopeziza aurelia)
- Árszerű enyveskorallgomba (Calocera cornea)
- Árvalányhajgomba (Clavaria fragilis)
- Árvalányhaj-pöfeteg (Gastrosporium simplex)
- Árvégű fülőke (Gymnopus fusipes)
- Áttetsző fésűsgomba (Mycoacia aurea)
- Áttetsző koronggombácska (Hyalorbilia inflatula)
- Áttetsző mohacsészegomba (Octospora ortotricha)
- Azúrkék galambgomba (Russula azurea)

## B
- Bakszagú pókhálósgomba (Cortinarius hillieri)
- Baracksárga galambgomba (Russula lutea)
- Baracksárga tinóru (Rheubarbariboletus armeniacus)
- Barackszínű kígyógomba (Mycena leptophylla)
- Barackszínű pókhálósgomba (Cortinarius armeniacus)
- Barázdálttönkű kígyógomba (Mycena polygramma)
- Barázdás korallgomba (Clavulina rugosa)
- Barka csészegombácska (Cyathicula amenti)
- Barna csengettyűgomba (Pluteus cervinus)
- Barna csészegomba (Peziza badia)
- Barna csoportospereszke (Lyophyllum fumosum)
- Barna egyrétűtapló (Funalia gallica)
- Barna érdestinóru (Leccinum scabrum)
- Barna fogasgereben (Radulomyces molaris)
- Barna fülesgomba (Otidea bufonia)
- Barna galambgomba (Russula sororia)
- Barna galóca (Amanita regalis)
- Barna gyűrűstinóru (Suillus luteus)
- Barna nyálkásgomba (Gomphidius glutinosus)
- Barna porhanyósgomba (Psathyrella piluliformis)
- Barna tejelőgomba (Lactarius fuliginosus)
- Barna tinóru (Boletus badius)
- Barnaeres csengettyűgomba (Pluteus thomsonii)
- Barnagumós fülőke (Collybia tuberosa)
- Barnagyűrűs nagyőzlábgomba (Macrolepiota konradii)
- Barnahátú zsemlegomba* (Scutiger oregonensis)
- Barnakorongos csigagomba (Hygrophorus discoideus)
- Barnalemezű fülőke (Gymnopus hybridus)
- Barnanyálkás csigagomba (Hygrophorus latitabundus)
- Barnanyálkás csigagomba (Hygrophorus latitabundus)
- Barnapikkelyes kacskagomba (Crepidotus calolepis)
- Barnapikkelyes pókhálósgomba (Cortinarius pholideus)
- Barnapikkelyes tintagomba (Coprinopsis romagnesiana)
- Barnapikkelyű csiperke (Agaricus phaeolepidotus)
- Barnás fogasvargomba (Radulomyces molaris)
- Barnás pöfeteg (Lycoperdon molle)
- Barnásfekete pókhálósgomba (Cortinarius uraceonemoralis)
- Barnáslila tejelőgomba (Lactarius uvidus)
- Barnáspiros sörtéscsészegomba (Scutellinia umbrorum)
- Barnasüvegű papsapkagomba (Helvella albella)
- Barnásvörös galambgomba (Russula integra)
- Barnásvörös ripacsgomba (Hypoxylon fuscum)
- Barnásvörös tejelőgomba (Lactarius badiosanguineus)
- Barnásszürke csigagomba (Hygrophorus atramentosus)
- Barnásszürke érdestinóru (Leccinum cyaneobasileucum)
- Barnatönkű fokhagymagomba (Marasmius scorodonius)
- Barnatüskés őzlábgomba (Lepiota calcicola)
- Barnuló csigagomba Hygrophorus discoxanthus)
- Barnuló likacsosgomba (Postia fragilis)
- Barnulóhúsú galambgomba (Russula xerampelina)
- Bársonykalapú lánggomba (Gymnopilus sapineus)
- Bársonyos egyrétűtapló (Trametes pubescens)
- Bársonyos fapereszke (Tricholomopsis rutilans)
- Bársonyos fásgereben (Hydnellum spongiosipes)
- Bársonyos fűrészgomba (Lentinellus castoreus)
- Bársonyos gyökeresfülőke (Xerula pudens)
- Bársonyos olajgombácska (Simocybe sumptuosa)
- Bársonyos papsapkagomba (Helvella ephippium)
- Bársonyos réteggomba (Stereum subtomentosum)
- Bársonyostönkű cölöpgomba (Tapinella atrotomentosa)
- Bársonyostönkű mohagomba (Arrhenia velutipes)
- Bársonyostönkű papsapkagomba (Helvella queletii)
- Begöngyöltszélű cölöpgomba (Paxillus involutus)
- Begöngyöltszélű tejelőgomba (Lactarius zonarius)
- Bézs korallgomba (Clavulinopsis umbrinella)
- Bíbor galóca (Amanita porphyria)
- Bíborélű kígyógomba (Mycena purpureofusca)
- Bíborlila pókhálósgomba (Cortinarius purpurascens)
- Bíbortönkű pereszke (Tricholoma basirubens)
- Bíborvörös tinóru (Boletus rhodopurpureus)
- Bimbós pöfeteg (Lycoperdon perlatum)
- Bocskoros csiperke (Agaricus gennadii)
- Bocskoros nyelespöfeteg* (Tulostoma volvulatum)
- Bocskoros pókhálósgomba (Cortinarius volvatus)
- Bocskoros tintagomba (Coprinus sterquilinus)
- Bodza-szemcsegomba (Lachnella alboviolascens)
- Borbarna őzlábgomba (Lepiota fuscovinacea)
- Bordás badargomba (Deconia inquilina)
- Bordás kupakgomba (Entoloma cetratum)
- Bordás serleggomba (Helvella acetabulum)
- Bordás tölcsérgomba (Infundibulicybe costata)
- Bordás-csapos sztrómacsészegomba (Rutstroemia bolaris)
- Bordásnyelű papsapkagomba (Helvella costifera)
- Bordásszélű fülőke (Micromphale perforans)
- Bordásszélű tejelőgomba (Lactarius omphaliiformis)
- Bordó csészegomba (Peziza subisabellina)
- Boróka-kígyógomba (Mycena juniperina)
- Boróka-szőröscsészegomba (Trichophaea flavobrunnea)
- Borostás egyrétűtapló (Trametes hirsuta)
- Borostás nemezesgomba (Ripartites tricholoma)
- Borostás réteggomba (Stereum hirsutum)
- Borsos tinóru (Chalciporus piperatus)
- Borvörös galambgomba (Russula vinosa)
- Borzas pókhálósgomba (Cortinarius angelesianus)
- Borzastönkű fülőke (Gymnopus hariolorum)
- Bozontos fésűsgomba (Hyphodontia barba-jovis)
- Bőrbarna porhanyósgomba (Parasola conopilus; Psathyrella conopilus)
- Bőrsárga korallgomba (Phaeoclavulina flaccida)
- Bőrsárgatönkű galambgomba (Russula viscida)
- Bőrszerű redősgomba (Byssomerulius corium)
- Bronzos vargánya (Boletus aereus)
- Buckaközi tölcsérgomba (Clitocybe barbularum)
- Bundás álszarvasgomba* (Elaphomyces mutabilis)
- Bunkós agancsgomba (Xylaria polymorpha)
- Bunkóslábú fülőke (Rhodocollybia butyracea)
- Büdös galambgomba (Russula foetens)
- Büdös őzlábgomba (Lepiota cristata)
- Büdös pereszke (Tricholoma sulphureum)
- Büdös pókhálósgomba (Cortinarius amoenolens)
- Büdös szemölcsösgomba (Thelephora palmata)
- Bükk-eresgomba (Plicaturopsis crispa)
- Bükkfa-galambgomba (Russula nobilis)
- Bükkfa-tapló (Fomes fomentarius)
- Bükki pereszke (Tricholoma sciodes)
- Bükk-koronggomba (Neobulgaria pura)
- Bükkmakk porcos-csészegombácska (Phaeohelotium fagineum)
- Bükkös fejecskésgomba (Phleogena faginea)
- Bükkös galambgomba (Russula faginea)
- Bükkös korallgomba (Ramaria fagetorum)
- Bükkös papsapkagomba (Gyromitra parma)
- Bükkös pókhálósgomba (Cortinarius anserinus)

## C

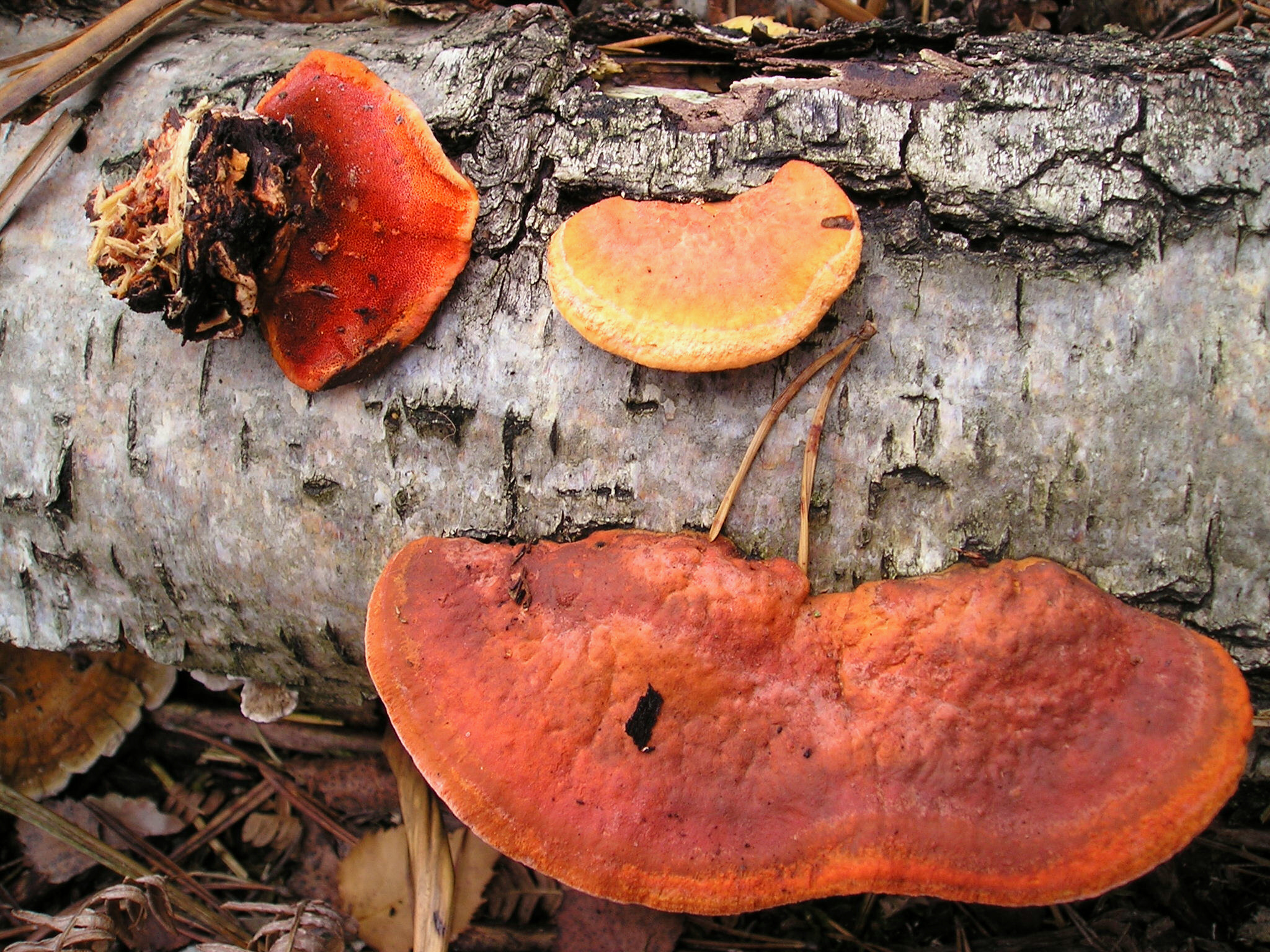
Cinóbertapló

- Cafatos pöfeteg (Lycoperdon mammiforme)
- Cafrangos galóca (Amanita strobiliformis)
- Cédrus-földicsészegomba (Geopora sumneriana)
- Cédrusillatú galambgomba (Russula badia)
- Céklatinóru (Boletus erythropus)
- Ciánkék mohagomba (Arrhenia chlorocyanea)
- Cifra galambgomba (Russula risigallina)
- Cifra kígyógomba (Mycena inclinata)
- Cifra korallgomba (Ramaria formosa)
- Cifra lemezestapló (Gloeophyllum sepiarium)
- Cinóbertapló (Pycnoporus cinnabarinus)
- Cinóbervörös csészegomba (Melastiza chateri)
- Cinóbervörös hamis-gömbgomba (Entonaema cinnabarina)
- Cinóbervörös pattanásgomba (Nectria cinnabarina)
- Cinóbervörös szemcsés-őzlábgomba (Cystodermella cinnabarina)
- Cirmoskalapú pereszke (Tricholoma sejunctum)
- Citromgalóca (Amanita citrina)
- Citromlemezű galambgomba (Russula sardonia)
- Citromsárga csészegombácska (Bisporella citrina)
- Citromsárga kupakgomba (Entoloma pleopodium)

## Cs

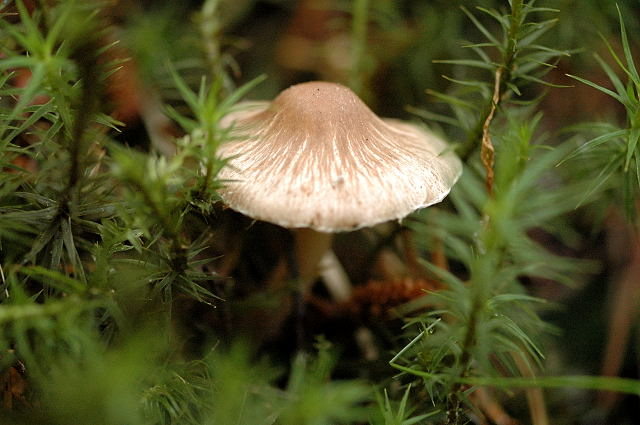
Csillagspórás susulyka

- Csalán szemölcsgombácska (Leptosphaeria acuta)
- Csalfa nyelvgomba (Geoglossum fallax)
- Csalóka galambgomba (Russula decipiens)
- Csalóka pereszke (Rhodocybe gemina)
- Csalóka pókhálósgomba (Cortinarius fraudulosus)
- Csalóka tinóru (Suillellus mendax)
- Csapottsprórás tinóru (Xerocomellus porosporus)
- Csarabos tejelőgomba (Lactarius musteus)
- Császárgalóca (Amanita caesarea)
- Csavarttönkű fülőke (Rhodocollybia prolixa var. distorta)
- Cseh kucsmagomba (Ptychoverpa bohemica)
- Csepegő kígyógomba (Roridomyces roridus)
- Cserepes gereben (Sarcodon imbricatus)
- Cseresznye-mirigygomba (Craterocolla cerasi)
- Cseresznyefa gyümölcsösgomba (Dermea cerasi)
- Cservirág nyálkagomba (Fuligo septica)
- Csészés álkorallgomba (Artomyces pyxidatus)
- Csészés csillaggomba (Geastrum fornicatum)
- Csészés papsapkagomba (Helvella pezizoides)
- Csíkos bocskorosgomba (Volvariella volvacea)
- Csíkoskalapú döggomba (Entoloma papillatum)
- Csíkos pohárgomba (Cyathus striatus)
- Csíkosspórájú álszarvasgomba* (Elaphomyces virgatosporus)
- Csillagsapkás tintagomba (Coprinus calyptratus)
- Csillámló tintagomba (Coprinellus truncorum)
- Csillagspórás susulyka (Inocybe asterospora)
- Csillagszőrös trágyacsészegomba (Cheilymenia stercorea)
- Csinos galambgomba (Russula amoenicolor)
- Csinos lánggomba (Gymnopilus bellulus)
- Csinos őzlábgomba (Lepiota subgracilis)
- Csiperkelemezű fakógomba (Hebeloma porphyrosporum
- Csiperkeszerű lemezespöfeteg* (Chlorophyllum agaricoides)
- Csipkés őzlábgomba (Macrolepiota excoriata)
- Csipkés trágyagomba (Panaeolus papilionaceus)
- Csípős parásgereben (Hydnellum peckii)
- Csípős galambgomba (Russula firmula)
- Csípős pereszke (Tricholoma virgatum)
- Csípős szegfűgomba (Marasmius prasiosmus)
- Csípőslemezű galambgomba (Russula acrifolia)
- Csípőstejű keserűgomba (Lactifluus bertillonii)
- Csizmás pókhálósgomba (Cortinarius vulpinus)
- Csodás pókhálósgomba (Cortinarius mirandus)
- Csomós szemcsegomba (Merismodes fasciculata)
- Csontfehér kacskagomba (Crepidotus applanatus)
- Csoportos csészegomba (Microstoma protractum)
- Csoportos csengettyűgomba (Pluteus petasatus)
- Csoportos csiperke (Agaricus bohusii)
- Csoportos fülőke (Connopus acervatus)
- Csoportos porhanyósgomba (Psathyrella multipedata)
- Csoportos tuskógomba (Armillaria tabescens)
- Csöves bunkósgomba (Macrotyphula fistulosa)
- Csövestönkű fenyőtinóru (Suillus cavipes)
- Csúcsos papsapkagomba (Gyromitra infula)
- Csúcsoskalapú pókhálósgomba (Cortinarius rubellus)
- Csúcsoskalapú tejelőgomba (Lactarius mammosus)
- Csücskös gömbgombácska (Rosellinia thelena)

## D

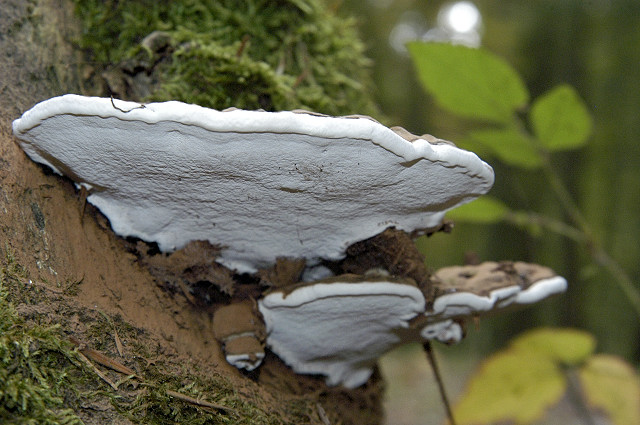
Deres tapló

- Darázsfészek nyálkagomba Metatrichia vesparium
- Daróc-tejelőgomba* (Lactarius helvus)
- Datolyaszínű fakógomba (Hebeloma spoliatum)
- Datolyazöld kérészgomba (Bolbitius psittacinus)
- Déli áltrifla (Scleroderma meridionale)
- Déli tőkegomba (Agrocybe aegerita)
- Deres galambgomba (Russula parazurea)
- Deres olajgombácska (Simocybe haustellaris)
- Deres pókhálósgomba (Cortinarius emollitoides)
- Deres tapló (Ganoderma applanatum)
- Dióízű galambgomba (Russula heterophylla)
- Díszes pókhálósgomba (Cortinarius aurantioturbinatus)
- Díszestönkű pókhálósgomba (Cortinarius venustus)
- Díszestönkű kénvirággomba (Hypholoma dispersum)
- Disznófülgomba* (Gomphus clavatus)
- Dohos tölcsérgomba (Clitocybe phaeophthalma)
- Domború fekvőtapló (Fomitiporia punctata)
- Domború harmatgomba (Protostropharia semiglobata)
- Dudoros szagosgereben (Phellodon confluens)
- Duglász-fenyőtinóru (Suillus lakei)
- Duzzadttönkű tölcsérgomba (Ampulloclitocybe clavipes)
- Dűne-susulyka (Inocybe dunensis)

## E

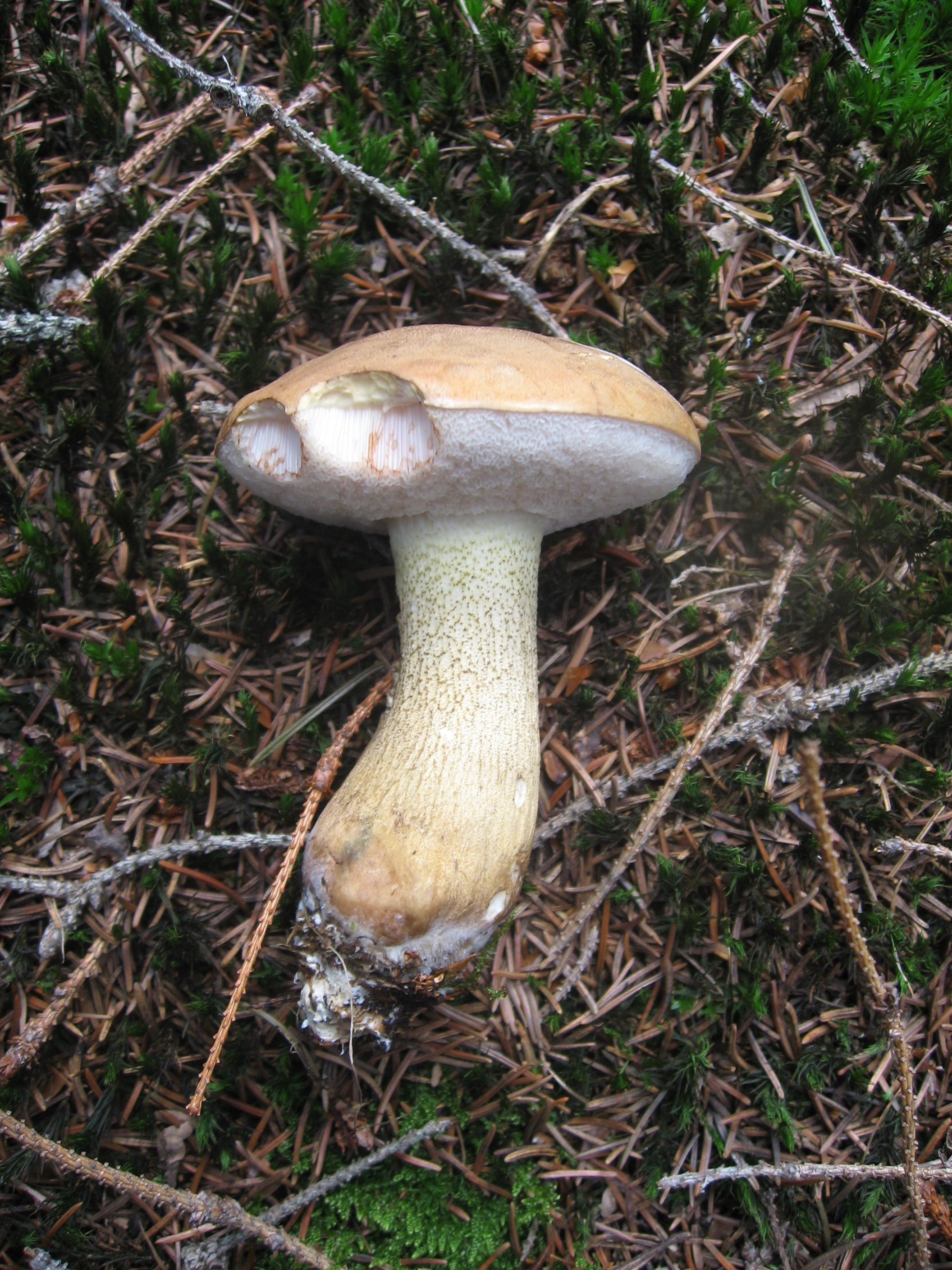
Epeízű tinóru

- Édesillatú fakógomba (Hebeloma sacchariolens)
- Édeskés tejelőgomba (Lactarius subdulcis)
- Éger-cölöpgomba (Paxillus rubicundulus)
- Égerfa-tejelőgomba (Lactarius obscuratus)
- Egérszürke bocskorosgomba (Volvariella murinella)
- Egérszürke pereszke (Tricholoma myomyces)
- Éger-tinóru* (Gyrodon lividus)
- Elefántcsont-csigagomba (Hygrophorus eburneus)
- Elegáns csillaggomba (Geastrum elegans)Paxillus rubicundulus
- Elegáns kutyaszömörcsög (Mutinus elegans)
- Elegáns pókhálósgomba (Cortinarius elegantior)
- Élénksárga galambgomba (Russula solaris)
- Élénkszínű badargomba (Leratiomyces laetissimus)
- Élénkszínű nyirokgomba (Cuphophyllus pratensis,)
- Élősdi csészegomba (Dumontinia tuberosa)
- Élősdi fülőke (Collybia cirrata)
- Élősdi tinóru* (Pseudoboletus parasiticus)
- Élősködő bocskorosgomba (Volvariella surrecta)
- Émelyítő pereszke (Tricholoma lascivum)
- Enyhe galambgomba (Russula pectinatoides)
- Enyhe tejelőgomba (Lactarius mitissimus)
- Enyhe tobozfülőke (Strobilurus stephanocystis)
- Enyves kígyógomba (Mycena epipterygia)
- Enyvestönkű nedűgomba (Hygrocybe glutinipes)
- Epeízű pókhálósgomba (Cortinarius vibratilis)
- Epeízű tinóru (Tylopilus felleus)
- Épszélű döggomba (Entoloma turbidum)
- Erdei álporhanyósgomba (Cystoagaricus silvestris)
- Erdei csészegomba (Peziza arvernensis)
- Erdei csillaggomba (Geastrum fimbriatum)
- Erdei galambgomba (Russula silvestris)
- Erdei homárgomba (Lactifluus piperatus)
- Erdei porhanyósgomba (Psathyrella populina)
- Erdei szegfűgomba (Marasmius wynnei)
- Erdei szömörcsög (Phallus impudicus)
- Erdei tintagomba (Coprinellus silvaticus)
- Erdőszéli csiperke (Agaricus arvensis)
- Ereskalapú csengettyűgomba (Pluteus phlebophorus)
- Erestönkű laskagomba (Pleurotus cornucopiae)
- Erősillatú pókhálósgomba (Cortinarius parfumatus)
- Erősszagú pókhálósgomba (Cortinarius camphoratus)
- Erősszagú szemcsés-őzlábgomba (Cystoderma carcharias)
- Északi tejelőgomba (Lactarius trivialis)
- Évelő réteggomba (Stereum rugosum)
- Ezüstfehér selyemgomba (Amanita mairei)
- Ezüstösfátylú susulyka (Inocybe leucoblema)
- Ezüstszálas tintagomba (Coprinopsis insignis)
- Ezüstszürke döggomba (Entoloma saundersii)
- Ezüstszürke selyemgomba (Amanita argentea)

## F

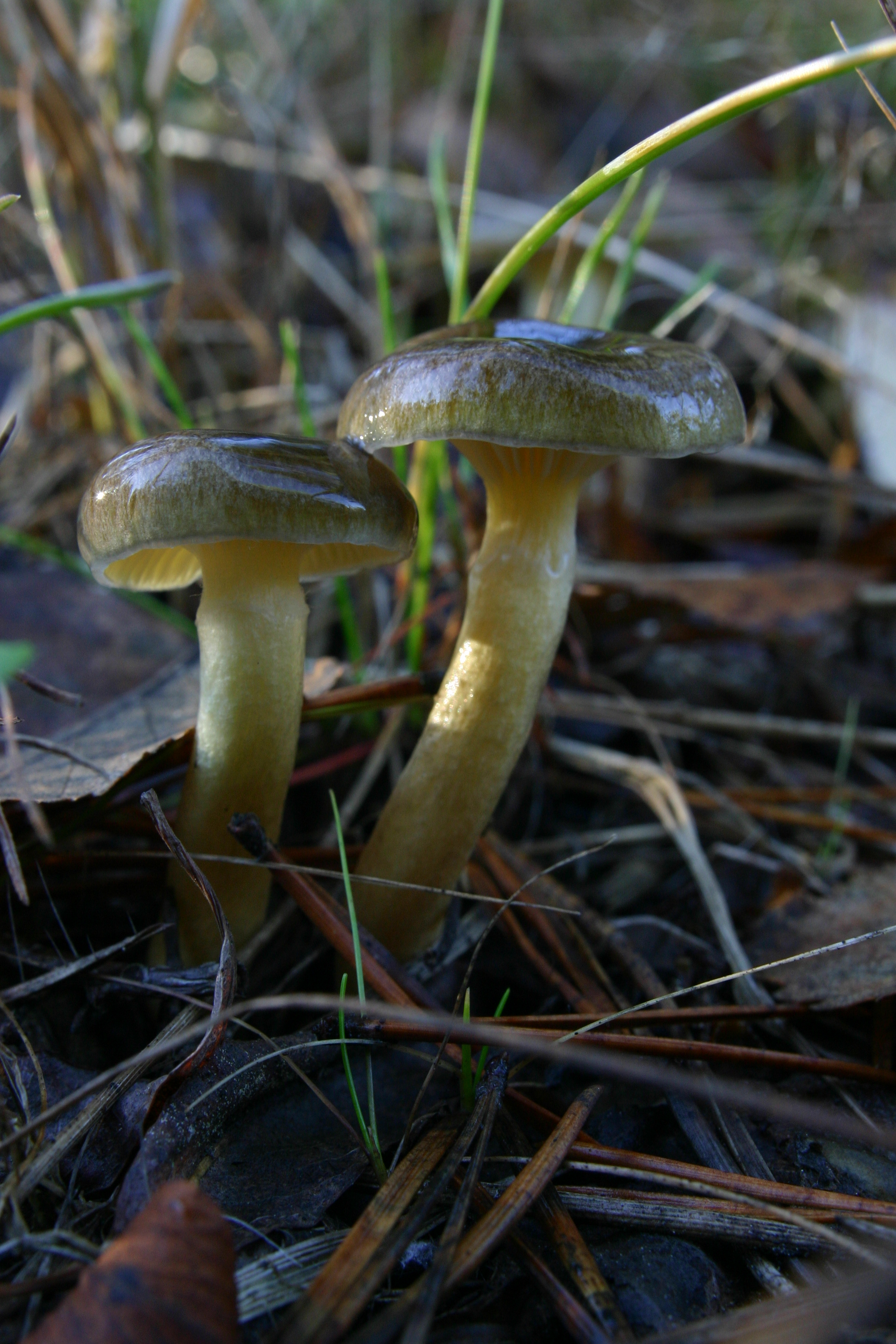
Fagyálló csigagomba

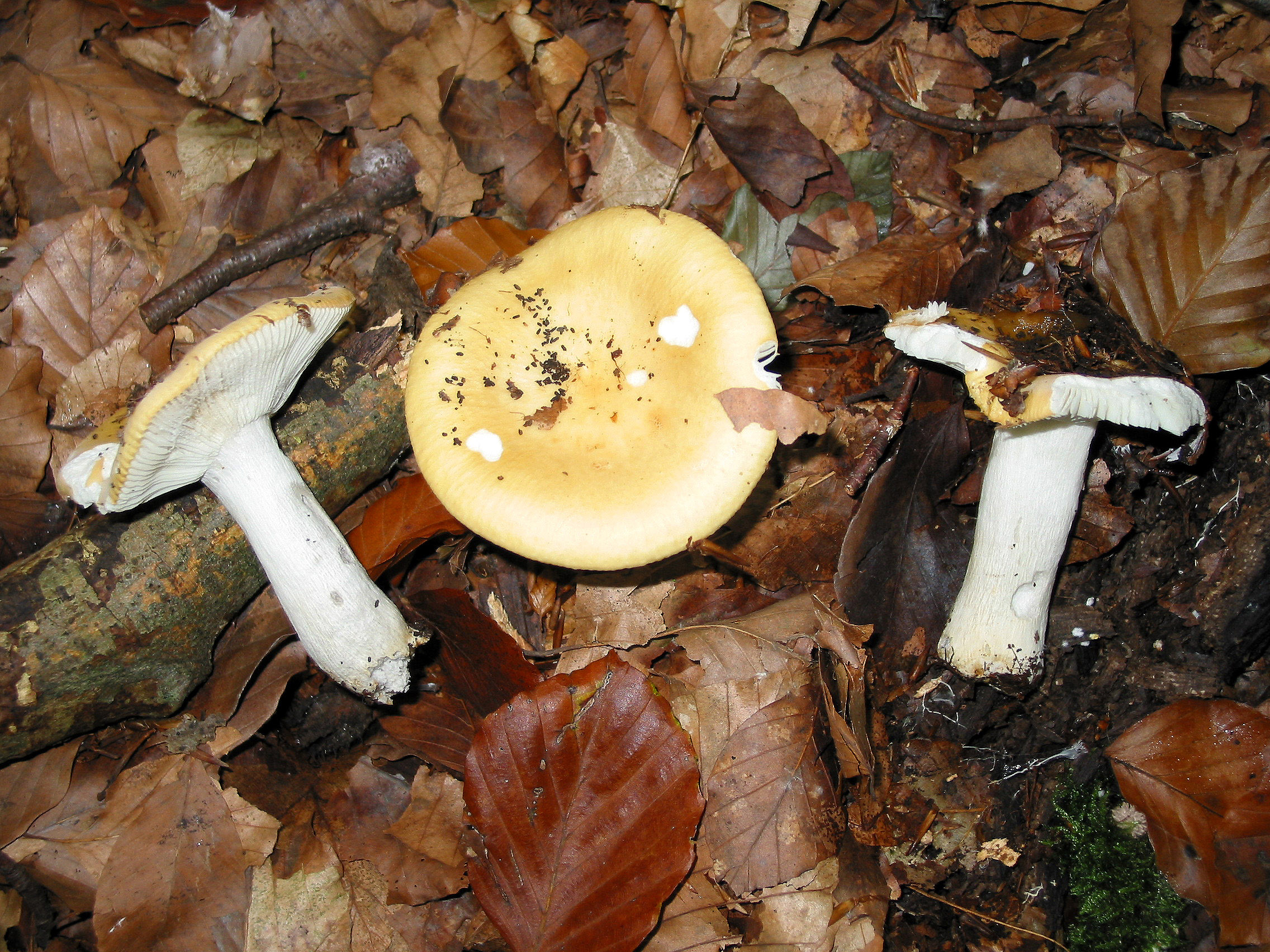
Fakósárga galambgomba

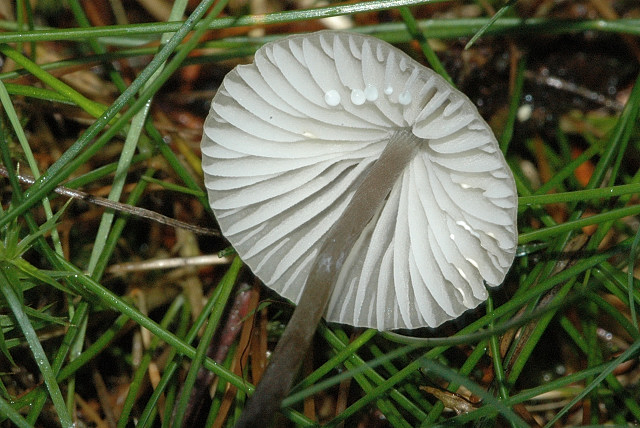
Fehértejű kígyógomba

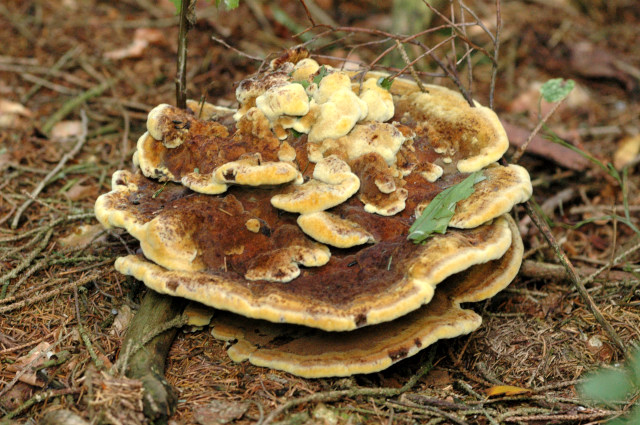
Fenyő-likacsosgomba

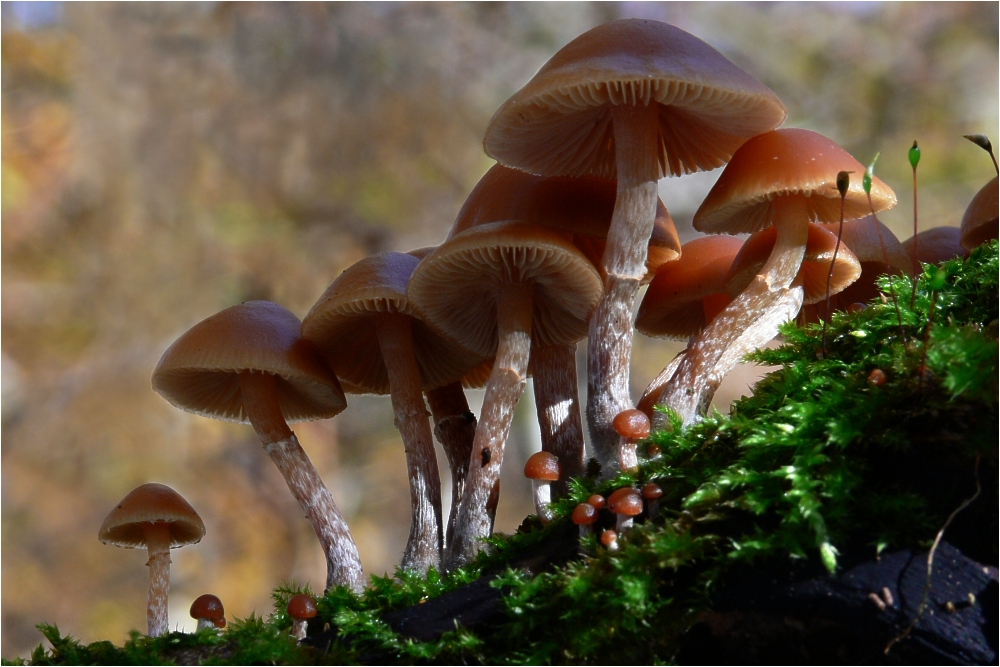
Fenyves sisakgomba

- Fagyálló csigagomba (Hygrophorus hypothejus)
- Fagyálló likacsosgomba (Polyporus arcularius)
- Fahéjbarna pókhálósgomba (Cortinarius cinnamomeus)
- Fahéjvörös pókhálósgomba (Cortinarius laniger)
- Fakó álcölöpgomba (Rhodocybe hirneola)
- Fakó áltrifla (Scleroderma bovista)
- Fakó galambgomba (Russula fellea)
- Fakó szőrgomba (Lactarius mairei)
- Fakó tarlógomba (Leucoagaricus serenus)
- Fakó tejelőgomba (Lactarius pallidus)
- Fakó tinóru (Boletus fechtneri)
- Fakó tőkegomba (Pholiota lenta)
- Fakó zsemlegomba (Albatrellus ovinus)
- Fakólemezű pókhálósgomba (Cortinarius elotus)
- Fakólilás tejelőgomba (Lactarius aspideus)
- Fakósárga galambgomba (Russula ochroleuca)
- Fakósárga tölcsérgomba (Paralepista flaccida)
- Fakóselymes galóca (Amanita lividopallescens)
- Fakószélű tejelőgomba (Lactarius fluens)
- Fakuló csengettyűgomba (Pluteus satur)
- Fali csészegomba (Peziza cerea)
- Fánlakó mohagomba (Arrhenia epichysium)
- Fántermő szegfűgombácska (Marasmiellus ramealis)
- Farkastinóru (Boletus calopus)
- Fátyolos élősdigomba (Asterophora parasitica)
- Fátyolos laskagomba (Pleurotus calyptratus)
- Fátyolos szömörcsög (Phallus duplicatus)
- Fattyú kucsmagomba (Mitrophora semilibera)
- Fehér álcölöpgomba (Rhodocybe fallax)
- Fehér bunkógomba (Clavaria falcata)
- Fehér galóca (Amanita verna)
- Fehér nyirokgomba (Hygrocybe virginea)
- Fehér őzlábgomba (Lepiota erminea)
- Fehér pereszke (Tricholoma album)
- Fehér porhanyósgomba (Psathyrella candolleana)
- Fehér selyemgomba (Amanita alba)
- Fehér szarvasgomba (Choiromyces venosus)
- Fehér tarlógomba (Leucoagaricus leucothites)
- Fehérbélű egyrétűtapló (Irpex lacteus)
- Fehércsokros álpereszke (Lyophyllum connatum)
- Fehéres likacsosgomba (Postia stiptica)
- Fehéres sertegomba (Pterula subulata)
- Fehérfátylú susulyka (Inocybe inodora)
- Fehérhúsú fakógomba (Hebeloma leucosarx)
- Fehérpikkelyes csiperke (Agaricus chionodermus)
- Fehértejű keserűgomba (Lactarius piperatus)
- Fehértejű kígyógomba (Mycena galopus)
- Fehértönkű pókhálósgomba (Cortinarius mucosus)
- Fehértönkű tölcsérszemétgomba (Tubaria albostipitata)
- Fejes rontógomba (Elaphocordyceps capitata)
- Fekete illatosgereben (Phellodon niger)
- Fekete kehelygomba (Urnula craterium)
- Fekete mirigygomba (Exidia glandulosa)
- Fekete pöfeteg (Bovista nigrescens)
- Fekete tejelőgomba (Lactarius picinus)
- Feketedő bordás-őzlábgomba (Leucocoprinus badhamii)
- Feketedő galambgomba (Russula densifolia)
- Feketedő nedűgomba (Hygrocybe conica)
- Feketeélű csengettyűgomba (Pluteus atromarginatus)
- Feketeközepű döggomba (Entoloma chalybeum var. lazulinum)
- Feketelábú kucsmagomba (Morchella atrotomentosa)
- Feketéllő papsapkagomba (Helvella corium)
- Feketepelyhes csengettyűgomba (Pluteus umbrosus)
- Feketepikkelyes pereszke (Tricholoma squarrulosum)
- Feketéskék döggomba (Entoloma serrulatum)
- Feketéslemezű harmatgomba (Stropharia melanosperma)
- Feketésvörös galambgomba (Russula atropurpurea)
- Feketeszegélyű kígyógomba (Mycena pelianthina)
- Feketetönkű szegfűgomba (Marasmius alliaceus)
- Félgömbalakú harmatgomba (Stropharia semiglobata)
- Fenolszagú csiperke (Agaricus pilatianus)
- Fényes likacsosgomba (Picipes badius)
- Fenyő-galambgomba (Russula torulosa)
- Fenyő-kénvirággomba (Hypholoma capnoides)
- Fenyő-likacsosgomba (Phaeolus schweinitzii)
- Fenyő-pereszke (Tricholoma terreum)
- Fenyő-rezgőgomba (Tremella encephala)
- Fenyves mohagomba (Arrhenia acerosa)
- Fenyves sisakgomba (Galerina marginata)
- Fenyvescsiperke (Agaricus silvaticus)
- Fésűs csillaggomba (Geastrum schmidelii)
- Fésűs galambgomba (Russula pectinata)
- Fésűs fakókorallgomba (Clavulina coralloides)
- Fésűsperemű galóca (Amanita eliae)
- Fészekgomba (Nidularia deformis)
- Flamingó-csigagomba (Hygrophorus persicolor)
- Fodros káposztagomba (Sparassis crispa)
- Fodros papsapkagomba (Helvella crispa)
- Fodros rezgőgomba (Tremella foliacea)
- Fodros trombitagomba (Pseudocraterellus undulatus)
- Fodrosbélű szarvasgomba (Tuber mesentericum)
- Fogacskás kehelygomba (Tarzetta cupularis)
- Foltos álszarvasgomba* (Elaphomyces maculatus)
- Foltos fülőke (Rhodocollybia maculata)
- Foltos galambgomba (Russula maculata)
- Foltos kígyógomba (Mycena maculata)
- Foltos nyálkásgomba (Gomphidius maculatus)
- Foltos pöfeteg (Calvatia candida)
- Foltoslemezű lánggomba (Gymnopilus penetrans)
- Foltosodó álpereszke (Lyophyllum semitale)
- Foltosodó őzlábgomba (Chamaemyces fracidus)
- Foltosodó tinóru (Boletus torosus)
- Földi állaskagomba (Hohenbuehelia petaloides)
- Földi susulyka (Inocybe terrigena)
- Földtoló galambgomba (Russula delica)
- Francia szarvasgomba (Tuber melanosporum)
- Füles állaskagomba (Hohenbuehelia auriscalpium)
- Fülőkerontó kocsonyagomba (Syzygospora tumefaciens)
- Fűrészeslemezű fülőke (Rhodocollybia fodiens)
- Fűrészeslemezű pereszke (Tricholoma viridilutescens)
- Fűrészeslemezű pókhálósgomba (Cortinarius multiformis)
- Füstszínű tejelőgomba (Lactarius azonites)
- Füstszürke álpereszke (Lyophyllum immundum)
- Fűszeresillatú pókhálósgomba (Cortinarius percomis)
- Füves turjángomba (Galerina laevis)
- Fűzfa-kéregtörőgomba (Diatrype bullata)
- Füzfa-pókhálósgomba (Cortinarius saturninus)
- Fűzöld galambgomba (Russula aeruginea)
- Fűz-tőkegomba (Pholiota conissans)

## G

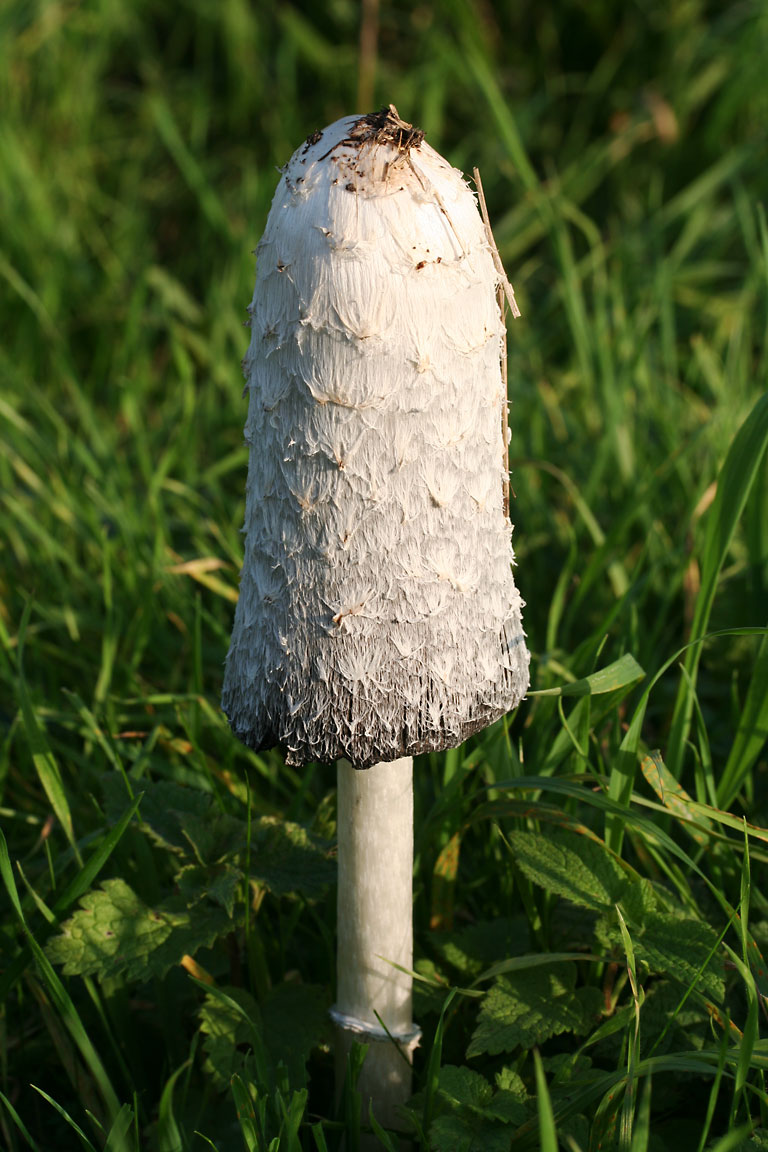
Gyapjas tintagomba

- Galambpereszke (Tricholoma columbetta)
- Galléros csillaggomba (Geastrum striatum)
- Galléros nyelespöfeteg (Tulostoma fulvellum)
- Gallyonülő réteggomba (Septobasidium rameale)
- Ganéj-porhanyósgomba (Psathyrella berolinensis)
- Ganéjbadargomba (Deconica coprophila)
- Gatyás tintagomba (Coprinopsis lagopus)
- Gémüstökgomba (Typhula fistulosa)
- Gesztenye-őzlábgomba (Lepiota castanea)
- Gesztenyebarna csészegomba (Peziza depressa)
- Gesztenyebarna csoportospereszke (Lyophyllum loricatum)
- Gesztenyebarna üregestinóru (Gyroporus castaneus)
- Gipszfehér-álkígyógomba (Hemimycena cucullata)
- Golyógomba (Sphaerobolus stellatus)
- Gödörkés fásgereben (Hydnellum scrobiculatum)
- Gömbölyded sisakgomba (Galerina uncialis)
- Gumós csengettyűgomba (Pluteus semibulbosus)
- Gumós csiperke (Agaricus essettei)
- Gumós hererontógomba (Sclerotinia trifoliorum)
- Gumós kéregtapló (Emmia latemarginata)
- Gumós pereszke (Leucocortinarius bulbiger)
- Gumós rétgomba (Agrocybe arvalis)
- Gumós susulyka (Inocybe cookei)
- Gumós tuskógomba (Armillaria lutea)

## Gy
- Gyakori szemétgomba (Tubaria furfuracea)
- Gyapjaskalapú susulyka (Inocybe sindonia)
- Gyapjas őzlábgomba (Lepiota clypeolaria)
- Gyapjas tintagomba (Coprinus comatus)
- Gyapjaslábú fülőke (Gymnopus peronatus)
- Gyenge áltintagomba (Parasola plicatilis)
- Gyertyáncsigagomba (Hygrophorus lindtneri)
- Gyilkos galóca (Amanita phalloides)
- Gyökeres cölöppereszke* (Leucopaxillus macrocephalus)
- Gyökeres fakógomba (Hebeloma radicosum)
- Gyökeres kénvirággomba (Hypholoma radicosum)
- Gyökeres tarlógomba (Leucoagaricus barssii)
- Gyökerező szürkefülőke (Tephrocybe rancida)
- Gyöngyös tejelőgomba (Lactarius circellatus)
- Gyöngyszürke galambgomba (Russula galochroa)
- Gyűrűs fülőke (Oudemansiella mucida)
- Gyűrűs pereszke (Calocybe constricta)
- Gyűrűs ráncosgomba (Cortinarius caperatus)
- Gyűrűs trágyagomba (Panaeolus semiovatus)
- Gyűrűs tuskógomba (Armillaria mellea)

## H

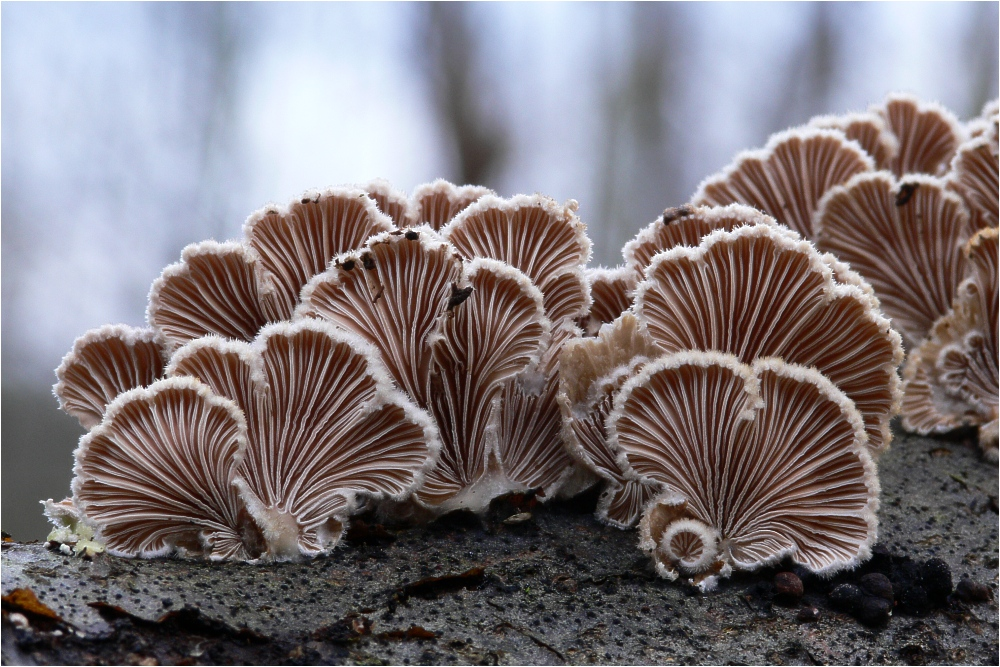
Hasadtlemezű gomba

- Hagymatönkű pókhálósgomba (Cortinarius traganus)
- Hagymatönkű tuskógomba (Armillaria cepistipes)
- Hagymavörös nedűgomba (Hygrocybe perplexa)
- Hajlékony kéreggomba (Junghuhnia nitida)
- Halszagú csiperke (Agaricus maleolens)
- Halszagú galambgomba (Russula graveolens)
- Halvány kígyógomba (Mycena arcangeliana)
- Hamvas tinóru (Xerocomellus pruinatus)
- Hamvas uborkagomba (Macrocystidia cucumis)
- Hánytató galambgomba (Russula emetica)
- Harkálytintagomba (Coprinopsis picacea)
- Hármas csillaggomba (Geastrum triplex)
- Hasadtkalapú pókhálósgomba (Cortinarius incisus)
- Hasadtlemezű gomba (Schizophyllum commune)
- Hasadt pöfeteg (Mycenastrum corium)
- Hatalmas tölcsérgomba (Aspropaxillus giganteus)
- Házi tintagomba (Coprinellus domesticus)
- Hegyaljai lágypereszke (Melanoleuca subalpina)
- Hegyescsúcsú badargomba (Psilocybe semilanceata)
- Hegyeskalapú galóca (Amanita virosa)
- Hegyi csiperke (Agaricus langei)
- Hófehérlemezű lágypereszke (Melanoleuca albifolia)
- Hófehér szegfűgombácska (Marasmiellus candidus)
- Hófehér tintagomba (Coprinopsis nivea)
- Homoki álbékagomba (Pseudoomphalina kalchbrenneri)
- Homoki álcölöpgomba (Rhodocybe caelata)
- Homoki csészegomba (Peziza ammophila)
- Homoki csiperke (Agaricus pseudopratensis)
- Homoki fakógomba (Hebeloma ammophilum)
- Homoki kalapospöfeteg (Montagnea radiosa)
- Homoki papsapkagomba (Helvella monachella)
- Homoki pereszke (Tricholoma josserandii)
- Homoki porhanyósgomba (Psathyrella ammophila)
- Homoki szömörcsög (Phallus hadriani)
- Homoki tölcsérgomba (Clitocybe glareosa)
- Homoktövis-tapló (Fomitiporia hippophaicola)
- Húsbarna pénzecskegomba (Laccaria laccata)
- Húsbarnás őzlábgomba (Lepiota brunneoincarnata)
- Húsbarna tölcsérgomba (Clitocybe diatreta)
- Hússzínű pereszke (Calocybe carnea)
- Hússzínű porcoscsészegomba* (Ascocoryne sarcoides)
- Húsvörös keserűgomba (Lactarius hysginus)

## I, Í

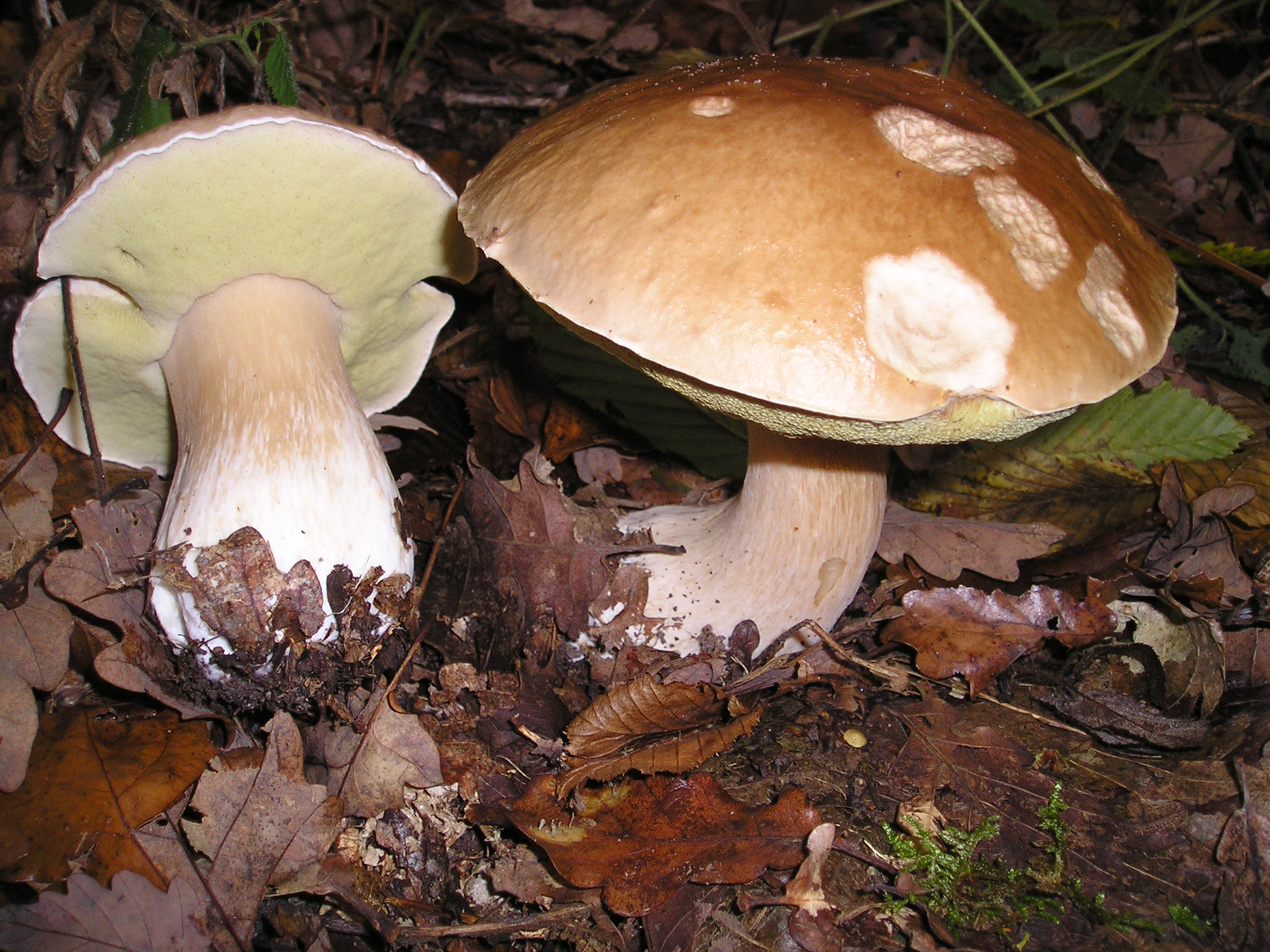
Ízletes vargánya

- Ibolyáskék pókhálósgomba (Cortinarius salor)
- Ibolyás korallgomba (Ramaria fumigata)
- Ibolyás pereszke (Calocybe ionides)
- Ibolyásodó tejelőgomba (Lactarius violascens)
- Ibolyástönkű pókhálósgomba (Cortinarius porphyropus)
- Ibolyaszínű galambgomba (Russula firmula)
- Ibolyavörös pókhálósgomba (Cortinarius rufo-olivaceus)
- Iglice-fülőke (Flammulina ononidis)
- Illatos döggomba (Entoloma pleopodium)
- Illatos fakógomba (Hebeloma fusipes)
- Illatos pereszke (Lepista irina)
- Illatos tejelőgomba (Lactarius glyciosmus)
- Illatos tölcsérgomba (Clitocybe fragrans)
- Isztriai szarvasgomba (Tuber magnatum)
- Ízletes csiperke (Agaricus bitorquis)
- Ízletes galambgomba (Russula alutacea)
- Ízletes kucsmagomba (Morchella esculenta)
- Ízletes rizike (Lactarius deliciosus)
- Ízletes tőkegomba (Kuehneromyces mutabilis)
- Ízletes vargánya (Boletus edulis)
- Izzadó nyálkásgalóca (Limacella guttata)

## J
- Jegenyefenyő-tejelőgomba (Lactarius albocarneus)
- Jegenyefenyő-rizike (Lactarius salmonicolor)
- Jodoformszagú galambgomba (Russula turci)
- Júdásfülgomba (Auricularia auricula-judae)
- Juhar-bevonatgomba (Dendrothele acerina)
- Juhar-sörtésréteggomba (Hymenochaete carpatica)
- Juherlevél foltgomba (Rhytisma acerinum)

## K

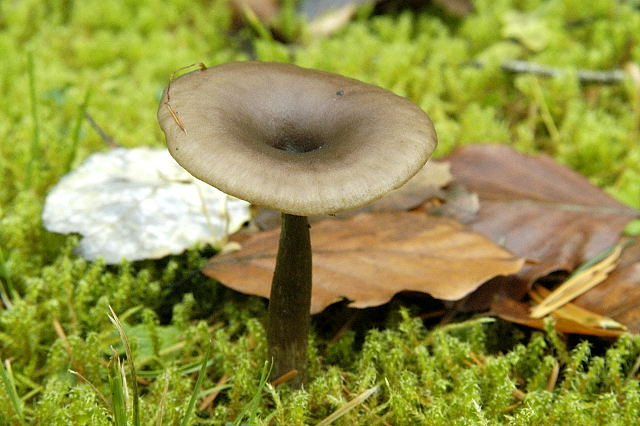
Kávébarna áltölcsérgomba

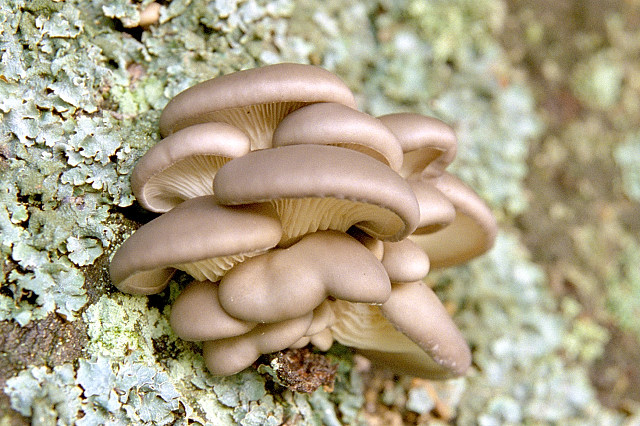
Késői laskagomba

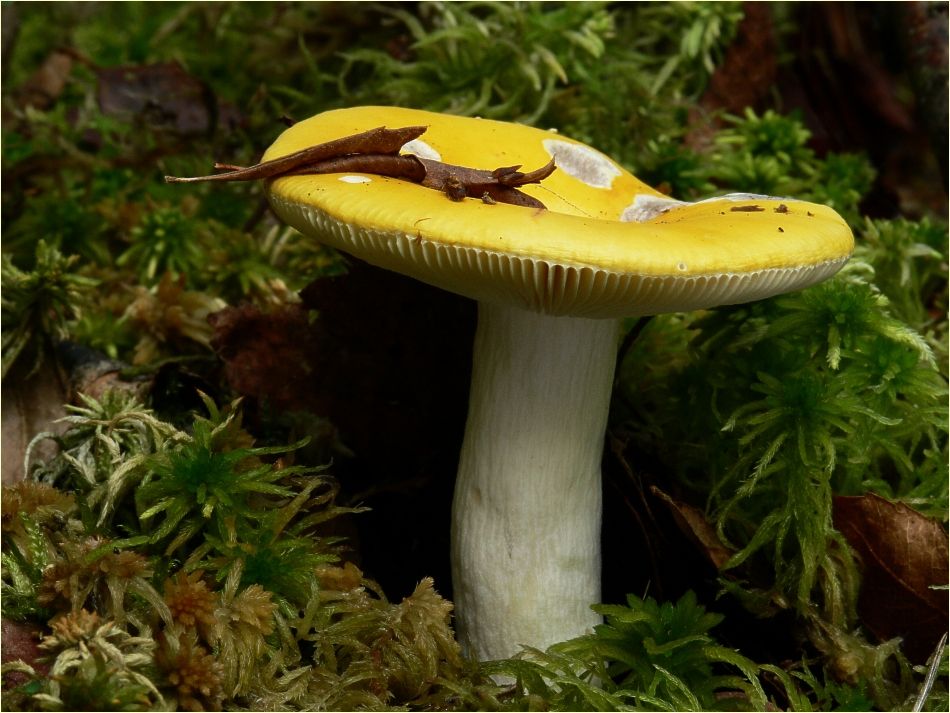
Krómsárga galambgomba

- Kagylószagú susulyka (Inocybe mytiliodora)
- Kajsza lisztgomba (Clitopilus prunulus)
- Káka nagyfonálgomba (Typhula filiformis)
- Kakaóbarna porhanyósgomba (Psathyrella sarcocephala)
- Kakaószínű fakógomba (Hebeloma theobrominum)
- Kámfor-tejelőgomba (Lactarius camphoratus)
- Káposztaszagú fülőke (Micromphale brassicolens)
- Karbolszagú csiperke (Agaricus xanthodermus)
- Karcsú csigagomba (Hygrophorus unicolor)
- Karcsú csiperke (Agaricus silvicola)
- Karcsú őzlábgomba (Macrolepiota mastoidea)
- Karcsú pohárgomba (Cyathus stercoreus)
- Karcsútönkű döggomba (Entoloma hebes)
- Karéjos mohagomba (Arrhenia spathulata)
- Kávébarna áltölcsérgomba (Pseudoclitocybe cyathiformis)
- Kecses galambgomba (Russula gracillima)
- Kék harmatgomba (Stropharia caerulea)
- Kék pókhálósgomba (Cortinarius caerulescens)
- Kékbelű álszarvasgomba* (Elaphomyces persoonii)
- Kékesedő üregestinóru (Gyroporus cyanescens)
- Kékhátú galambgomba (Russula cyanoxantha)
- Kéklemezű pókhálósgomba (Cortinarius delibutus)
- Kékülő álpereszke (Lyophyllum transforme)
- Kékülő badargomba (Psilocybe cyanescens)
- Kemény fekvőtapló (Phellinus contiguus)
- Kénsárgatejű tejelőgomba (Lactarius lacunarum)
- Kenyérgomba (Lactarius volemus)
- Kerekspórás sörtéscsészegomba (Scutellinia trechispora)
- Kereszterű tejelőgomba (Lactarius acerrimus)
- Keresztspórás kupakgomba (Entoloma conferendum)
- Kerti őzlábgomba (Chlorophyllum brunneum)
- Kerti rétgomba (Agrocybe dura)
- Kerti susulyka (Inocybe rimosa)
- Kerti tintagomba (Coprinellus micaceus)
- Kései susulyka (Inocybe nitidiuscula)
- Kései tejelőgomba (Lactarius hepaticus)
- Kesernyés tinóru (Boletus radicans)
- Keserű álcölöpgomba (Rhodocybe popinalis)
- Keserű galambgomba (Russula pseudointegra)
- Keserű pereszke (Tricholoma acerbum)
- Keserű pókhálósgomba (Cortinarius infractus)
- Keserű tobozfülőke (Strobilurus tenacellus)
- Kékeslemezű galambgomba (Russula chloroides)
- Késői csigagomba (Hygrophorus arbustivus)
- Késői galambgomba (Russula cessans)
- Késői laskagomba (Pleurotus ostreatus)
- Kérges fésűsgomba (Hyphodontia crustosa)
- Kétspórás csiperke (Agaricus bisporus)
- Kétspórás haranggomba (Conocybe blattaria)
- Kétszergyűrűs tölcsérgomba (Catathelasma imperiale)
- Kétszínű likacsosgomba (Gloeoporus dichrous)
- Kétszínű pénzecskegomba (Laccaria bicolor)
- Kétszínű tölcsérgomba (Clitocybe dicolor)
- Kifakuló áltölcsérgomba (Pseudoclitocybe expallens)
- Kifakuló mohagomba (Arrhenia discorosea)
- Kifakuló tölcsérgomba (Clitocybe subcordispora)
- Királytinóru (Boletus regius)
- Kis áldücskőgomba (Panellus stipticus)
- Kisspórás mohagomba (Arrhenia baeospora)
- Kisspórás olajgombácska (Simocybe centunculus)
- Klórszagú kígyógomba (Mycena leptocephala)
- Kocsonyás álgereben (Pseudohydnum gelatinosum)
- Kocsonyás redősgomba (Merulius tremellosus)
- Komposztcsiperke (Agaricus vaporarius)
- Korai lágypereszke (Melanoleuca cognata)
- Kormos csigagomba (Hygrophorus camarophyllus)
- Kormostönkű érdestinóru (Leccinum versipelle)
- Koronás csillaggomba (Geastrum coronatum)
- Korpás gereben* (Sarcodon scabrosus)
- Korpástönkű galambgomba (Russula farinipes)
- Köldökös álszarvasgomba* (Elaphomyces anthracinus)
- Köldökös tölcsérgomba (Clitocybe umbilicata)
- Könnyező szálkásgomba (Lacrymaria lacrymabunda)
- Kőrisszagú csigagomba (Hygrophorus cossus)
- Kőristapló (Perenniporia fraxinea)
- Körteszagú susulyka (Inocybe fraudans)
- Körtepöfeteg (Lycoperdon pyriforme)
- Közönséges kutyaszömörcsög (Mutinus caninus)
- Krómsárga galambgomba* (Russula claroflava)
- Kukoricaüszög (Ustilago maydis)

## L

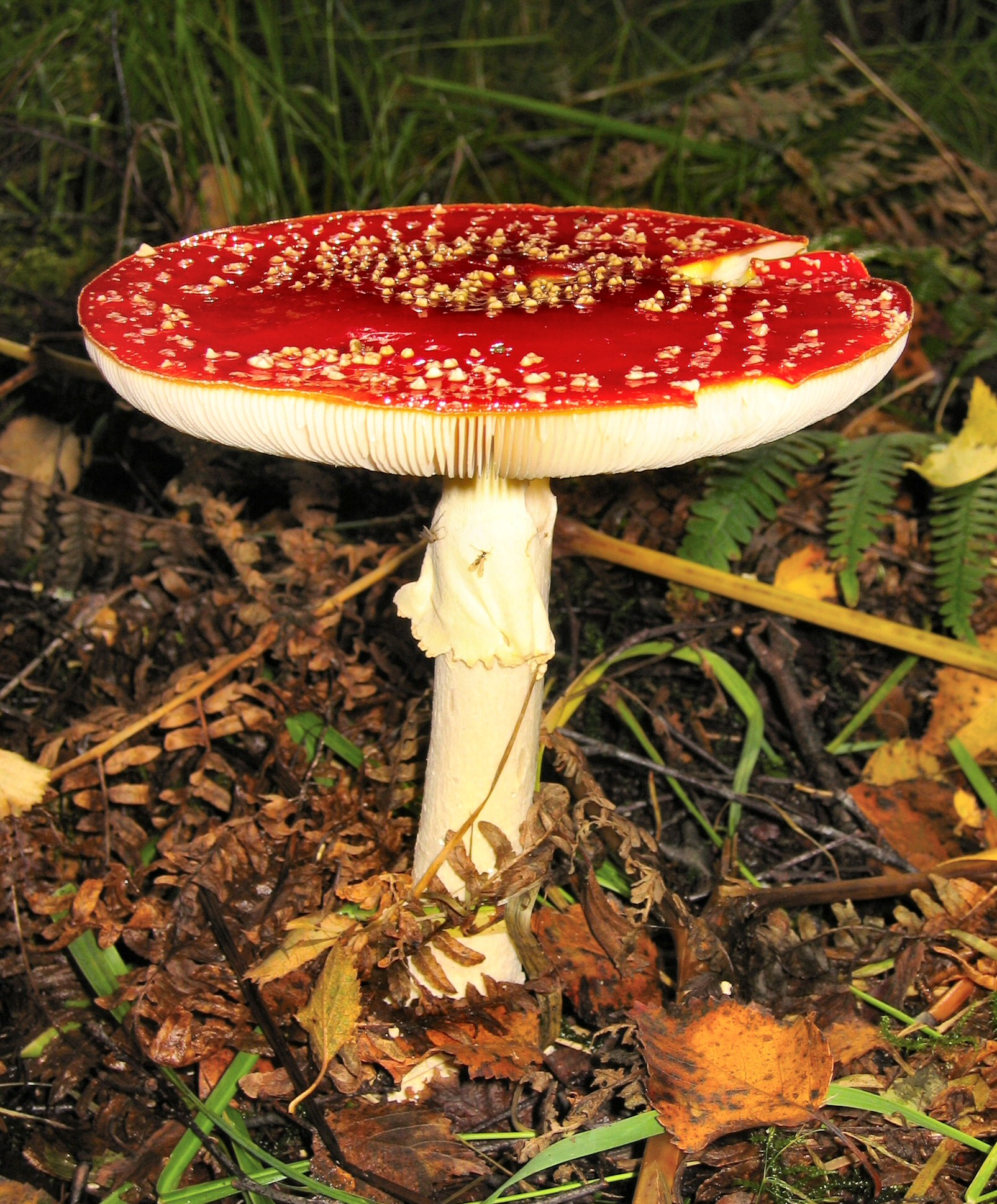
Légyölő galóca

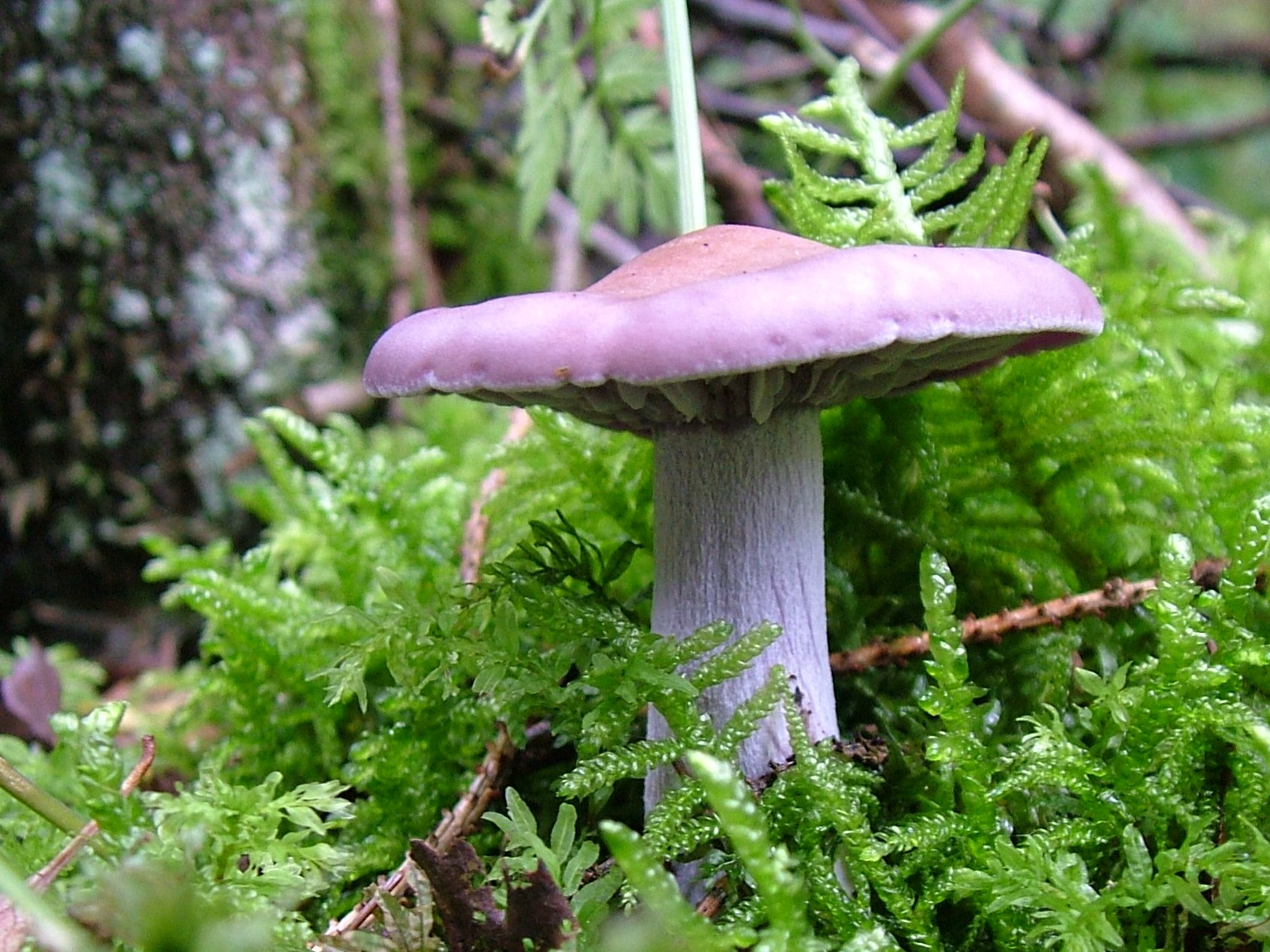
Lila pereszke

- Lángszínű tőkegomba (Pholiota flammans)
- Lángvörös pókhálósgomba (Cortinarius purpureus)
- Lángvöröstönkű galambgomba (Russula rhodopoda)
- Lápi fenyőtinóru (Suillu flavidus)
- Lápi galambgomba (Russula paludosa)
- Lápi szürkefülőke (Tephrocybe palustris)
- Lápi tejelőgomba (Lactarius theiogalus)
- Lapos mozsárütőgomba (Clavariadelphus truncatus)
- Laskapereszke* (Hypsizygus ulmarius)
- Légyölő galóca (Amanita muscaria)
- Lemezes tinóru* (Phylloporus pelletieri)
- Lepketapló (Trametes versicolor)
- Ligeti csigagomba (Hygrophorus nemoreus)
- Ligeti csiperke (Agaricus benesii)
- Ligeti tinóru (Boletus pulverulentus)
- Lila kéregrontógomba (Tulasnella violea)
- Lila pénzecskegomba (Laccaria amethystina)
- Lila tejelőgomba (Lactarius lilacinus)
- Lila pereszke (Lepista nuda)
- Lilásbarna döggomba (Entoloma porphyrophaeum)
- Lilásfehér pókhálósgomba (Cortinarius alboviolaceus)
- Lilás gereben (Bankera violascens)
- Lilás kérészgomba (Bolbitius reticulatus)
- Lilásodó szőrgomba (Lactarius repraesentaneus)
- Lilás pókhálósgomba (Cortinarius anomalus)
- Lilásvörös csiperke (Agaricus porphyrizon)
- Lilatönkű pókhálósgomba (Cortinarius sodagnitus)
- Lilatönkű susulyka (Inocybe cincinnata)
- Lilatönkű pereszke (Lepista personata)
- Lisztestönkű lágypereszke (Melanoleuca metrodii)
- Lisztporos likacsosgomba (Postia rennyi)
- Lisztszagú döggomba (Entoloma prunuloides)
- Lomberdei csiperke (Agaricus haemorrhoidarius)
- Lószőr-szegfűgomba (Marasmius androsaceus)
- Lucfenyő-galambgomba (Russula queletii)
- Lucfenyvesi rizike (Lactarius deterrimus)
- Lucos tobozfülőke (Strobilurus esculentus)

## M
- Magyar csillaggomba* (Geastrum hungaricum)
- Májgomba (Fistulina hepatica)

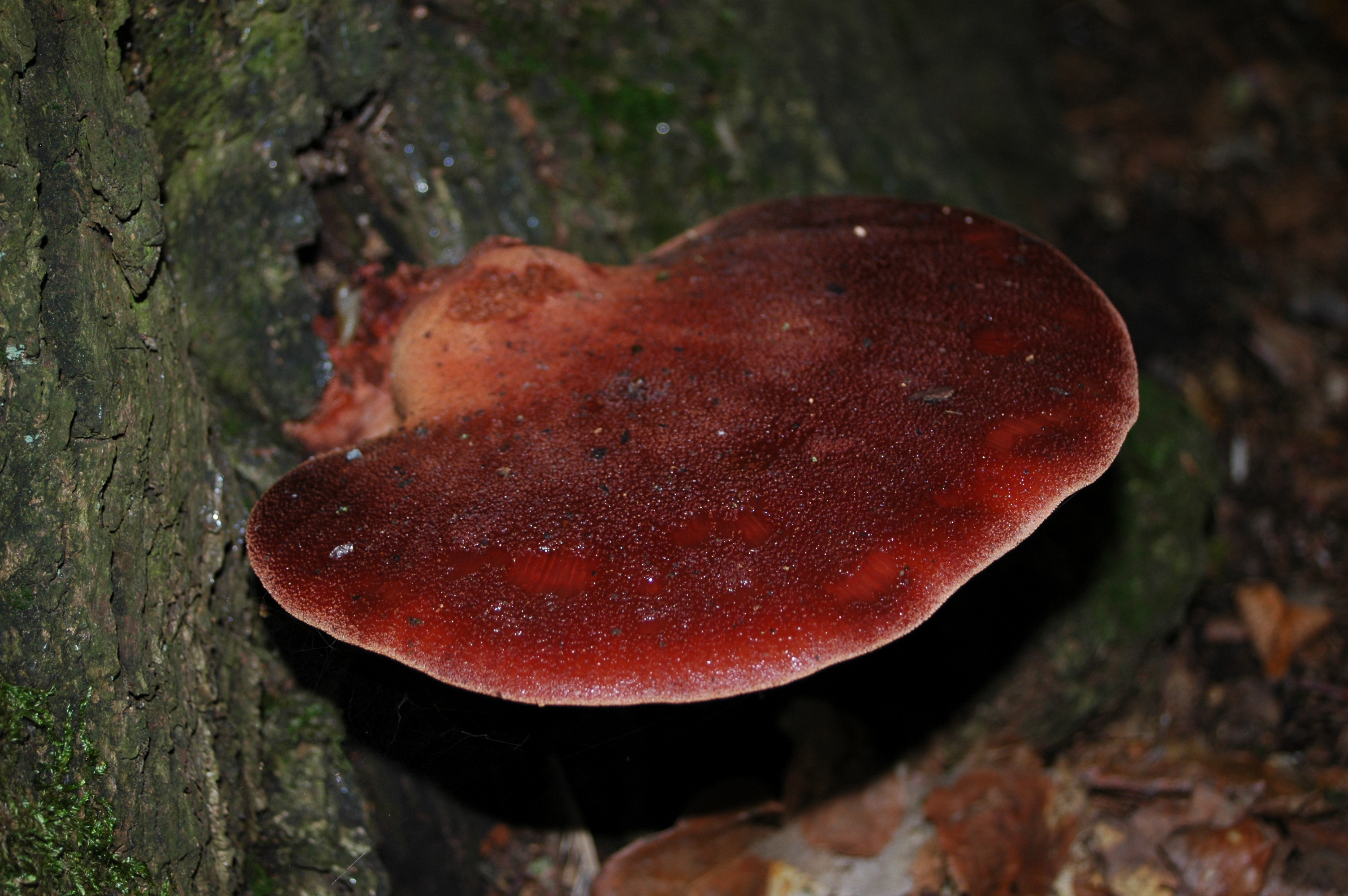
Májgomba

- Májusi pereszke (Calocybe gambosa)
- Málnavörös kutyaszömörcsög (Mutinus ravenelii)
- Mandulaillatú susulyka (Inocybe hirtella)
- Márványos pereszke (Lepista luscina)
- Meddő döggomba (Entoloma abortivum)
- Merev korallgomba (Ramaria stricta)
- Mérgező nagyőzlábgomba (Macrolepiota venenata)
- Mezei csiperke (Agaricus campestris)
- Mezei szegfűgomba (Marasmius oreades)
- Mezei tölcsérgomba (Clitocybe dealbata)
- Mézillatú pókhálósgomba (Cortinarius pseudosalor)
- Mézszínű lápigomba (Naucoria escharioides)
- Mogyorószínű pókhálósgomba (Cortinarius privignoides)
- Mogyoró-tejelőgomba (Lactarius pyrogalus)
- Mohabadargomba (Psilocybe montana)
- Mohakorallgomba (Clavulinopsis corniculata)
- Molyhos tinóru (Boletus subtomentosus)
- Muskátlis pókhálósgomba (Cortinarius paleaceus)

## N
- Nagy döggomba (Entoloma sinuatum)

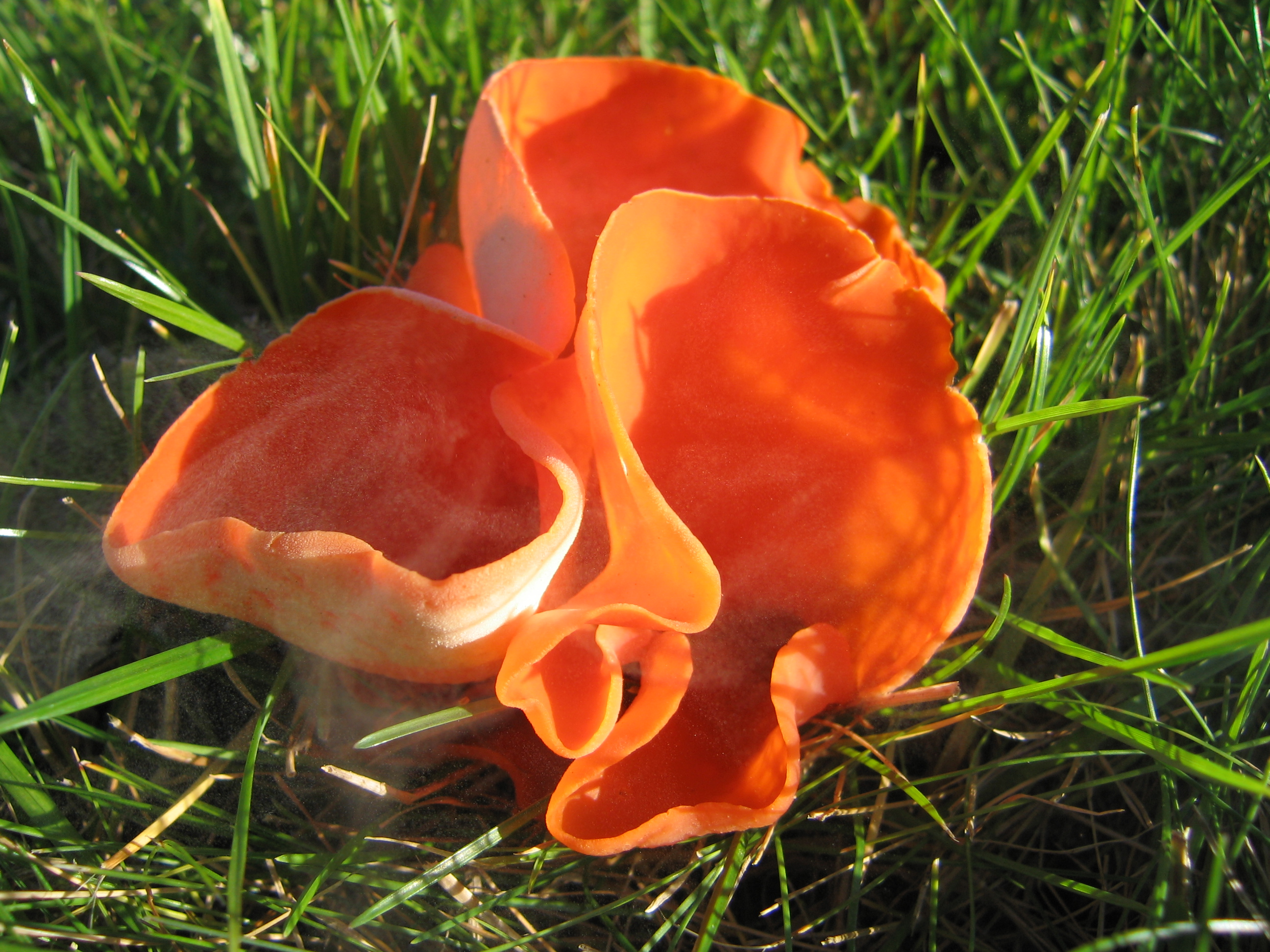
Narancsvörös csészegomba

- Nagy őzlábgomba (Macrolepiota procera)
- Nagyspórás csiperke (Agaricus macrosporus)
- Nagyspórás particsészegomba (Geopora arenicola)
- Nagyspórás szarvasgomba (Tuber macrosporum)
- Narancspiros harmatgomba (Stropharia aurantiaca)
- Narancssárga gümőgomba (Dacrymyces chrysospermus)
- Narancssárga laskagomba (Phyllotopsis nidulans)
- Narancsszegélyű kígyógomba (Mycena aurantiomarginata)
- Narancsvörös álrókagomba (Hygrophoropsis aurantiaca)
- Narancsszínű enyveskorallgomba (Calocera viscosa)
- Narancsszínű korallgomba (Ramaria aurea)
- Narancsszínű selyemgomba (Amanita crocea)
- Narancsvörös csészegomba (Aleuria aurantia)
- Narancsvörös kígyógomba (Mycena acicula)
- Narancsvörös pereszke (Tricholoma aurantium)
- Narancsvörös pókhálósgomba (Cortinarius malicorius)
- Narancsvörös rókagomba (Cantharellus friesii)
- Nehézszagú pereszke (Tricholoma inamoenum)
- Nemezes réteggomba (Stereum gausapatum)

## Ny

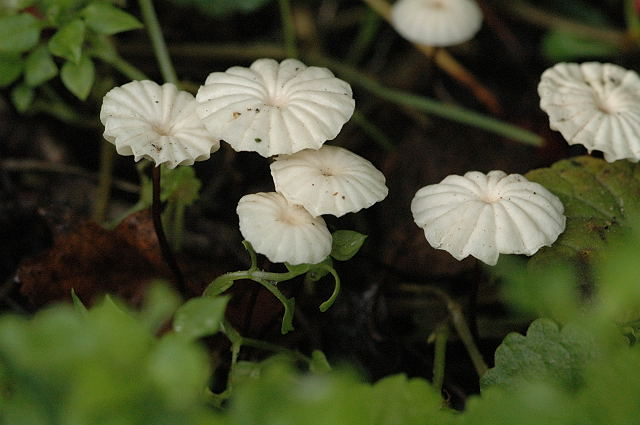
Nyakörves szegfűgomba

- Nyakörves szegfűgomba (Marasmius rotula)
- Nyálkás gyökeresfülőke (Hymenopellis radicata)
- Nyálkagyűrűs csigagomba (Hygrophorus gliocyclus)
- Nyálkás kígyógomba (Mycena vulgaris)
- Nyálkás nedűgomba (Hygrocybe laeta)
- Nyálkástönkű pókhálósgomba (Cortinarius trivialis)
- Nyálkás turjángomba (Galerina stylifera)
- Nyáras pókhálósgomba (Cortinarius sertipes)
- Nyárfa-érdestinóru (Leccinum duriusculum)
- Nyárfa-fakógomba (Hebeloma populinum)
- Nyárfa-pókhálósgomba* (Cortinarius paracephalixus)
- Nyárfa-pereszke (Tricholoma populinum)
- Nyári fülőke (Flammulina fennae)
- Nyári laskagomba (Pleurotus pulmonarius)
- Nyári szarvasgomba (Tuber aestivum)
- Nyári vargánya (Boletus reticulatus)
- Nyeles áltrifla (Scleroderma verrucosum)
- Nyeles fülesgomba (Otidea abietina)
- Nyeles papsapkagomba (Helvella macropus)
- Nyeletlen cölöpgomba (Tapinella panuoides)
- Nyírfa-galambgomba (Russula betularum)
- Nyírfa-szőrgomba (Lactarius torminosus)
- Nyírfatapló (Piptoporus betulinus)
- Nyúlánk kucsmagomba (Morchella elata)
- Nyúlfülegomba (Otidea onotica)

## O, Ó

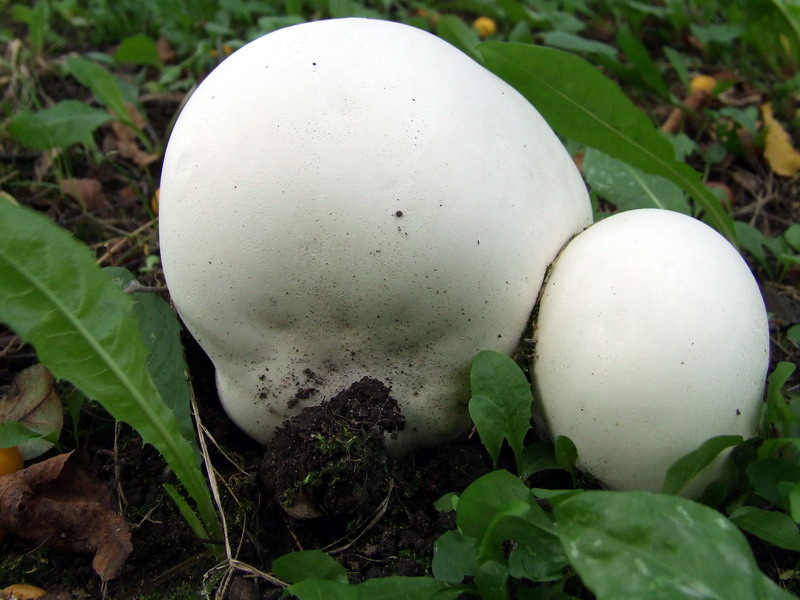
Óriáspöfeteg

- Okkerbarna őzlábgomba (Lepiota ochraceofulva)
- Okkeresedő csiperke (Agaricus pseudocretaceus)
- Okkerfoltos pereszke (Tricholoma sulphurescens)
- Okkerlemezű döggomba (Entoloma cetratum)
- Okkerlemezű pókhálósgomba (Cortinarius ochrophyllus)
- Okkersárga pókhálósgomba (Cortinarius splendens)
- Okkerszínű tinóru (Boletus impolitus)
- Okkervörös porcosgomba (Phaeocollybia christinae)
- Olajbarna csigagomba (Hygrophorus olivaceoalbus)
- Olajszínű csigagomba (Hygrophorus dichrous)
- Olajszürke őzlábgomba (Lepiota forquignonii)
- Olaszgomba* (Polyporus tuberaster)
- Ólomszürke galambgomba (Russula consobrina)
- Oroszlánsárga pókhálósgomba (Cortinarius limonius)
- Óriás bocskorosgomba* (Volvariella bombycina)
- Óriás bokrosgomba (Meripilus giganteus)
- Óriás csiperke (Agaricus augustus)
- Óriás harmatgomba (Stropharia rugosoannulata)
- Óriás papsapkagomba (Gyromitra gigas)
- Óriás pókhálósgomba* (Cortinarius praestans)
- Óriás pöfeteg (Langermannia gigantea)
- Óriás selyemgomba (Amanita ceciliae)
- Óriás tölcsérgomba (Infundibulicybe geotropa)
- Orsóspórás susulyka (Inocybe lacera)
- Orsóstönkű pókhálósgomba (Cortinarius rigens)
- Osztott pöfeteg (Pisolithus arhizus)

## Ö, Ő
- Ördögszekér-laskagomba (Pleurotus eryngii)
- Öves pereszke (Tricholoma cingulatum)
- Övestönkű pókhálósgomba (Cortinarius triumphans)
- Őzbarna lepketapló (Trametopsis cervina)
- Őzlábgalóca* (Amanita vittadinii)

## P

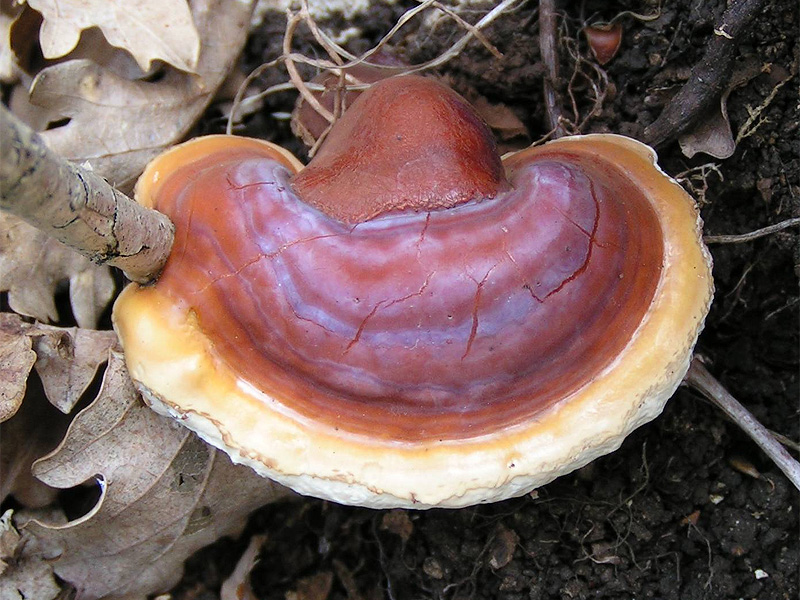
Pecsétviaszgomba

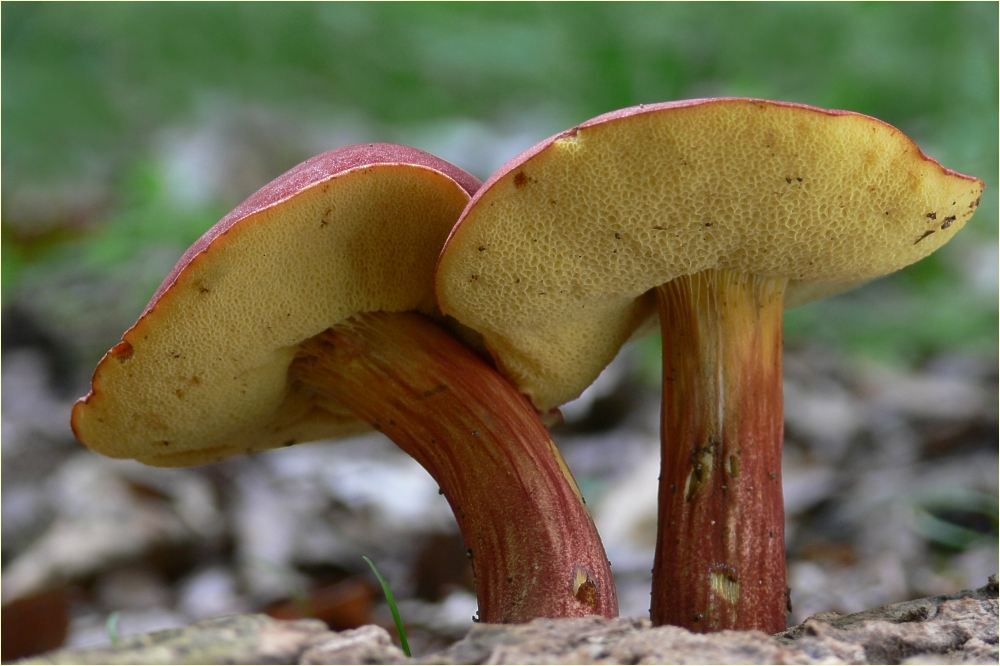
Piros tinóru

- Pamacsos szemölcsösgomba (Thelephora penicillata)
- Papsapka csupasz-álpöfeteg (Gautieria morchelliformis)
- Papucsos kígyógomba (Mycena stylobates)
- Párducgalóca (Amanita pantherina)
- Párducpereszke (Tricholoma pardinum)
- Parlagi békagomba (Arrhenia rustica)
- Parlagi mohagomba (Arrhenia rustica)
- Patinás álszarvasgomba* (Elaphomyces leveillei)
- Pecsétviaszgomba (Ganoderma lucidum)
- Pelyhes csengettyűgomba (Pluteus nanus)
- Pelyhes keserűgomba (Lactarius vellereus)
- Pelyhes pókhálósgomba (Cortinarius hemitrichus)
- Pelyhes tölcsérpereszke (Lepista tomentosa)
- Pelyhes tölcsérszemétgomba (Tubaria conspersa)
- Pelyhestönkű bocskorosgomba (Volvariella hypopithys)
- Pelyhestönkű fülőke (Gymnopus confluens)
- Peremesgumós susulyka (Inocybe mixtilis)
- Petrezselyemgomba (Hericium coralloides)
- Pihés laskagomba (Pleurotus dryinus)
- Pikkelyes álszegfűgombácska (Crinipellis stipitaria)
- Pikkelyes harmatgomba (Leratiomyces squamosus)
- Pikkelyes pénzecskegomba (Laccaria proxima)
- Pikkelyes pereszke (Tricholoma gausapatum)
- Pikkelyes tinóru* (Strobilomyces strobilaceus)
- Pikkelyesövű pókhálósgomba (Cortinarius pholideus)
- Pirosasbarna porhanyósgomba (Psathyrella bipellis)
- Piros csészegomba (Sarcoscypha coccinea)
- Piros galambgomba (Russula rosea)
- Piros kígyógomba (Mycena adonis)
- Piros kosárgomba (Clathrus ruber)
- Piros nedűgomba (Hygrocybe coccinea)
- Piros tinóru (Boletus rubellus)
- Piruló csigagomba (Hygrophorus erubescens)
- Piruló érdestinóru (Leccinum oxydabile)
- Piruló galóca (Amanita rubescens)
- Piruló őzlábgomba (Chlorophyllum rhacodes)
- Piruló susulyka (Inocybe godeyi)
- Piszkosrózsás tinóru (Boletus speciosus)
- Pisztricgomba (Polyporus squamosus)
- Pompás korallgomba (Ramaria subbotrytis)
- Poros csillaggomba (Geastrum melanocephalum)
- Porzó élősdigomba (Asterophora lycoperdoides)
- Púpos egyrétűtapló (Trametes gibbosa)
- Púpos galambgomba (Russula caerulea)
- Púpos tintagomba (Coprinopsis acuminatus)
- Pusztai álkérészgomba (Conocybe deliquescens)
- Pusztai álkígyógomba (Hemimycena mairei)
- Pusztai kucsmagomba (Morchella steppicola)

## R

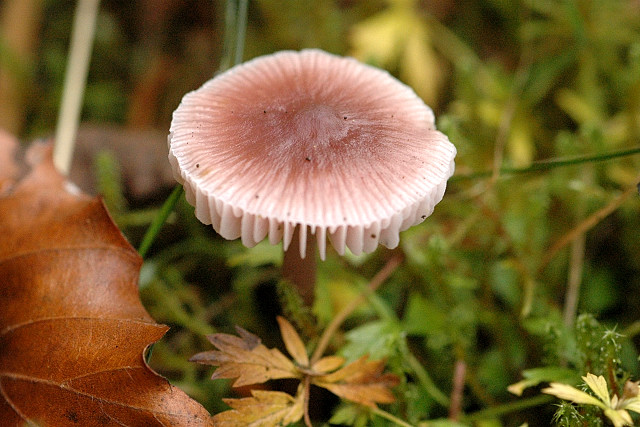
Retekszagú kígyógomba

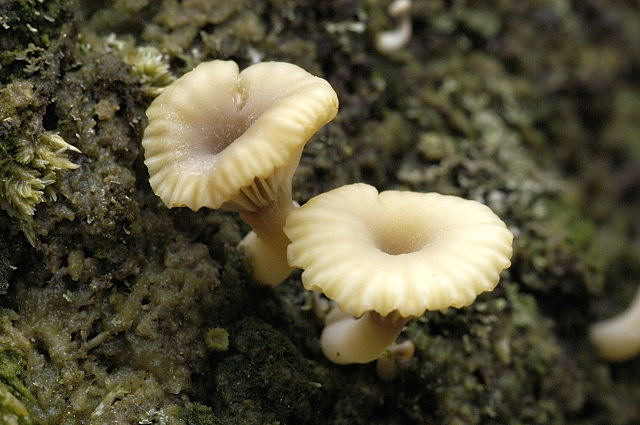
Ráncos békagomba

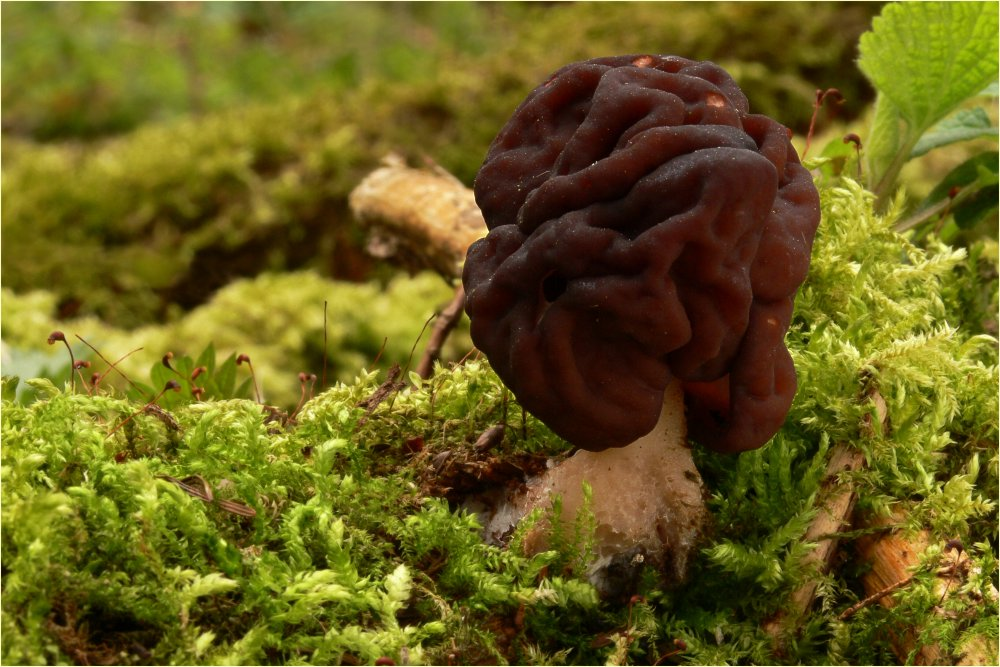
Redős papsapkagomba

- Ragadós bocskorosgomba (Volvariella gloiocephala)
- Ragadós tőkegomba (Pholiota spumosa)
- Ráncos békagomba (Lichenomphalia umbellifera)
- Ráncos galambgomba (Russula vesca)
- Ráncoskalapú pókhálósgomba (Cortinarius livido-ochraceus)
- Ráncos koronggomba (Discina ancilis)
- Ráncos tejelőgomba (Lactarius lignyotus)
- Ráncos tintagomba (Coprinopsis atramentaria)
- Recés fésűsgomba (Hyphodontia arguta)
- Recés mohagomba (Arrhenia retiruga)
- Recéstönkű tinóru (Boletus ferrugineus)
- Redős papsapkagomba (Gyromitra esculenta)
- Repedéses csillaggomba (Astraeus hygrometricus)
- Repedéses szétesőpöfeteg (Lycoperdon utriforme)
- Retekszagú fakógomba (Hebeloma sinapizans)
- Retekszagú kígyógomba (Mycena pura)
- Retektönkű susulyka (Inocybe napipes)
- Réti kígyógomba (Mycena avenacea)
- Réti pikkelyespereszke (Floccularia luteovirens)
- Réti tölcsérgomba (Clitocybe agrestis)
- Rézvörös lakkostapló (Ganoderma pfeifferi)
- Rézvörös pókhálósgomba (Cortinarius uliginosus)
- Rideg csillaggomba (Geastrum corollinum)
- Ritkalemezű kacskagomba (Crepidotus cesatii)
- Rókaszínű érdestinóru (Leccinum vulpinum)
- Rókaszínű pókhálósgomba (Cortinarius orellanus)
- Rostos redősgomba (Serpula himantioides)
- Rovátkolttönkű lágypereszke (Melanoleuca grammopodia)
- Rózsa-döggomba (Entoloma saepium)
- Rózsáságú korallgomba (Ramaria botrytis)
- Rózsás csigagomba (Hygrophorus pudorinus)
- Rózsás kígyógomba (Mycena rosea)
- Rózsás nyálkásgomba* (Gomphidius roseus)
- Rózsás tönkgomba* (Rhodotus palmatus)
- Rózsáskalapú tinóru (Boletus legaliae)
- Rózsáslemezű döggomba (Entoloma infula)
- Rózsáslemezű kígyógomba (Mycena galericulata)
- Rózsáslemezű pereszke (Tricholoma orirubens)
- Rózsáslemezű tejelőgomba (Lactarius controversus)
- Rozsdás pókhálósgomba (Cortinarius hinnuleus)
- Rózsástönkű galambgomba (Russula roseipes)
- Rózsástönkű őzlábgomba (Lepiota pseudolilacea)
- Rózsástövű fenyőtinóru (Suillus collinitus)
- Rózsásvörös galambgomba (Russula persicina)
- Rózsaszínes egyrétűtapló (Daedaleopsis confragosa)
- Rózsaszíntejű tejelőgomba (Lactarius acris)
- Rózsaszínű nedűgomba* (Hygrocybe calyptriformis)
- Rozsdafoltos kígyógomba (Mycena zephirus)
- Rozsdasárga tőkegomba (Pholiota aurivella)
- Rozsdás sörtésréteggomba (Hymenochaete rubiginosa)
- Rozsdásszárú fülőke (Gymnopus dryophilus)
- Rozsdás szemcsésőzlábgomba (Cystodermella granulosa)
- Rozsdavörös fenyőtinóru (Suillus tridentinus)
- Rőt áltrifla (Scleroderma citrinum)
- Rőt csillaggomba (Geastrum rufescens)
- Rőtsárga pókhálósgomba (Cortinarius fulmineus)
- Rőt selyemgomba (Amanita fulva)
- Rőt tejelőgomba (Lactarius rufus)

## S

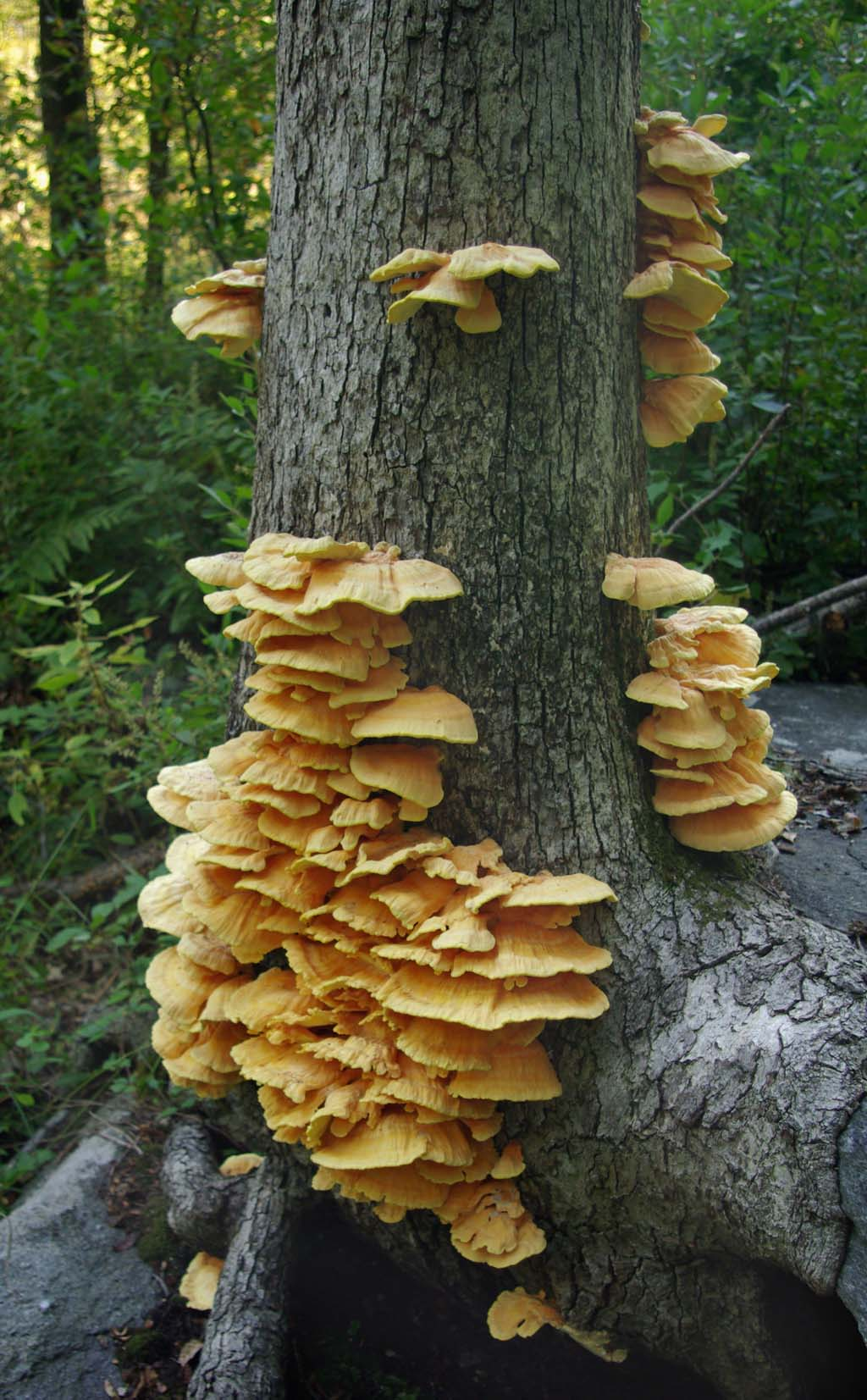
Sárga gévagomba

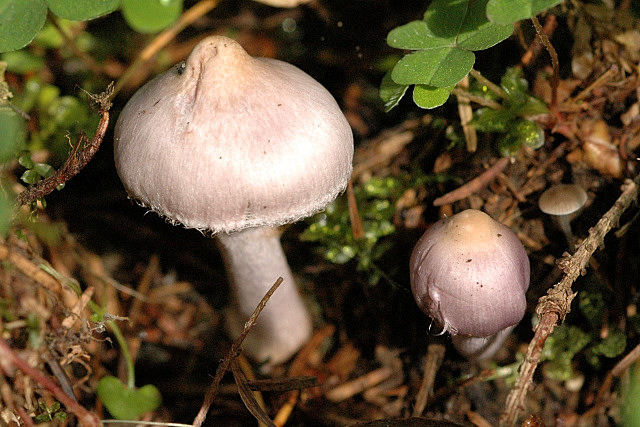
Selymes susulyka

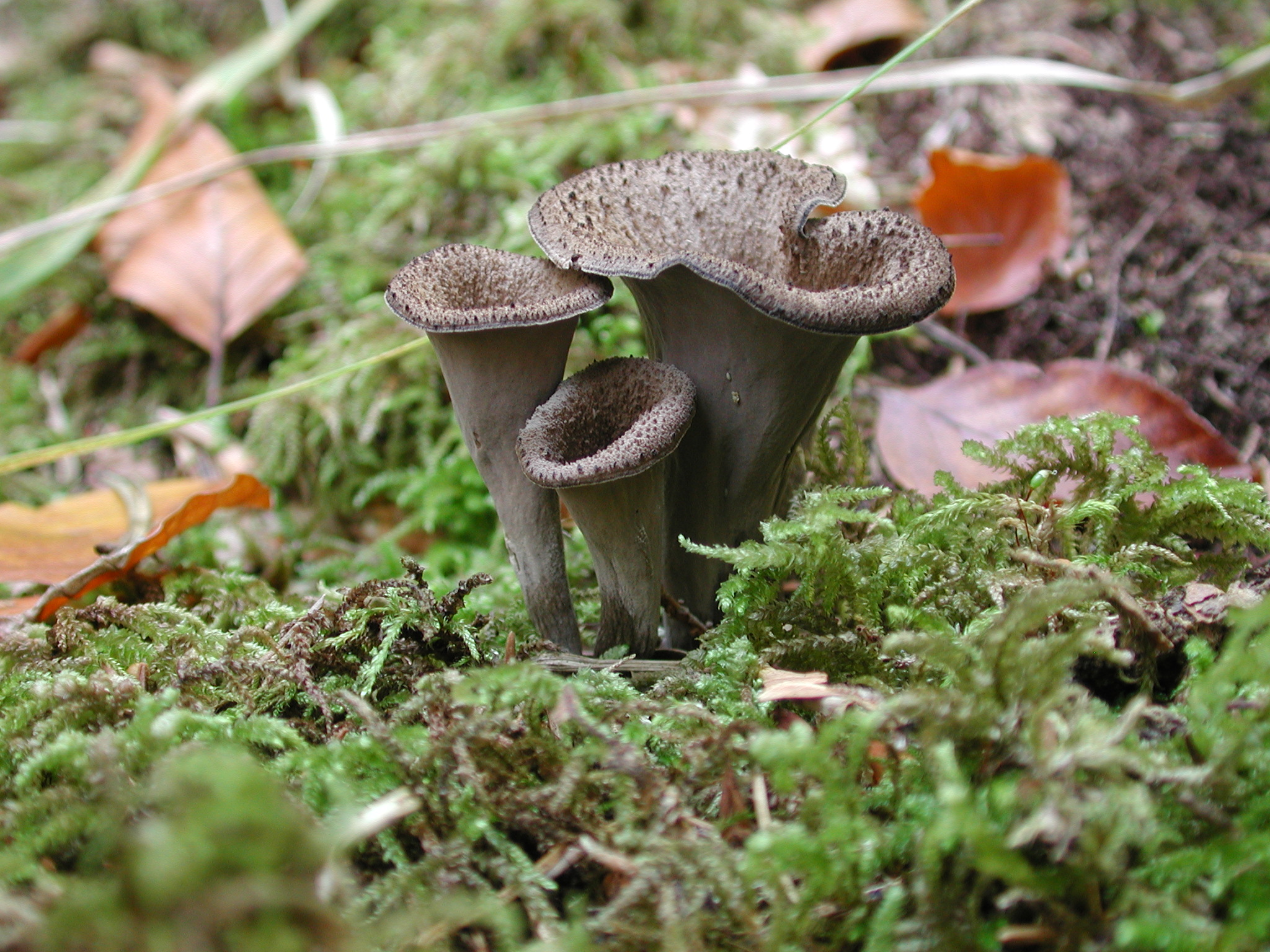
Sötét trombitagomba

- Sáfrányszínű bunkógomba (Clavulinopsis helvola)
- Sáfrányos nedűgomba (Hygrocybe persistens)
- Sajtszagú galambgomba (Russula amoenolens)
- Sárga bordásőzlábgomba (Leucocoprinus birnbaumii)
- Sárga csengettyűgomba (Pluteus leoninus)
- Sárga érdestinóru (Leccinum crocipodium)
- Sárga galóca (Amanita gemmata)
- Sárga gereben (Hydnum repandum)
- Sárga gévagomba (Laetiporus sulphureus)
- Sárga gümőgomba (Dacrymyces stillatus)
- Sárga gyűrűstinóru (Suillus grevillei)
- Sárga harmatgomba (Stropharia coronilla)
- Sárgahúsú tinóru (Boletus appendiculatus)
- Sárga kehelygomba (Tarzetta catinus)
- Sárga kénvirággomba (Hypholoma fasciculare)
- Sárga korallgomba (Ramaria flava)
- Sárgalábú csengettyűgomba (Pluteus romellii)
- Sárga lapátgomba (Spathularia flavida)
- Sárgalemezű békagomba (Chrysomphalina chrysophylla)
- Sárgalemezű kacskagomba (Crepidotus crocophyllus)
- Sárgalemezű lánggombácska (Flammulaster limulatus)
- Sárgalemezű pereszke (Tricholoma fulvum)
- Sárgalemezű pókhálósgomba (Cortinarius croceus)
- Sárgáslemezű fülőke (Gymnopus ocior)
- Sárga mohakígyógomba (Rickenella fibula)
- Sárga nedűgomba (Hygrocybe obrussea)
- Sárgapelyhű csigagomba (Hygrophorus chrysodon)
- Sárga pereszke (Calocybe chrysenteron)
- Sárga pikkelyesgalóca* (Squamanita schreieri)
- Sárga rétgomba (Agrocybe pediades)
- Sárga rókagomba (Cantharellus cibarius)
- Sárga szegfűgomba (Xeromphalina campanella)
- Sárga szemcsésgomba (Cystoderma amianthinum)
- Sárgás istrángospöfeteg (Rhizopogon luteolus)
- Sárgás fésűsgomba (Hyphodontia alutacea)
- Sárgásbarna foltgomba (Coniophora arida)
- Sárgásbarna galambgomba (Russula mustelina)
- Sárgásbarna selyemgomba (Amanita battarrae)
- Sárgásfehér kígyógomba (Mycena flavoalba)
- Sárgáslilás tejelőgomba (Lactarius flavidus)
- Sárgáspelyhű őzlábgomba (Lepiota magnispora)
- Sárgaspórás kéreggomba (Schizopora flavipora)
- Sárgástönkű kígyógomba (Mycena renati)
- Sárgásvörös gereben (Hydnum rufescens)
- Sárgászöld csengettyűgomba (Pluteus chrysophaeus)
- Sárgászöld korallgomba (Ramaria abietina)
- Sárgászöld pereszke (Tricholoma equestre)
- Sárga tőkegomba (Pholiota alnicola)
- Sárgatejű kígyógomba (Mycena crocata)
- Sárgatejű tejelőgomba (Lactarius chrysorrheus)
- Sárguló galambgomba (Russula luteotacta)
- Sárguló pereszke (Tricholoma scalpturatum)
- Sárgulótönkű galambgomba (Russula puellaris)
- Sátántinóru (Boletus satanas)
- Selymes pókhálósgomba (Cortinarius turmalis)
- Selymes susulyka (Inocybe geophylla)
- Sereges tintagomba (Coprinellus disseminatus)
- Sereges tölcsérgomba (Clitocybe gibba)
- Serleges papsapkagomba (Helvella acetabulum)
- Sima könnyű-álpöfeteg (Hymenogaster bulliardii)
- Sima nyelespöfeteg (Tulostoma pulchellum)
- Sima őzlábgomba (Lepiota oreadiformis)
- Sima papsapkagomba (Helvella leucomelaena)
- Simasüvegű kucsmagomba (Verpa digitaliformis)
- Sokszínű galambgomba (Russula versicolor)
- Sörtés dücskőgomba (Lentinus strigosus)
- Sötétbarna pókhálósgomba (Cortinarius brunneus)
- Sötét mohagomba (Arrhenia obscurata)
- Sötét csoportospereszke (Lyophyllum decastes)
- Sötétedő galambgomba (Russula adusta)
- Sötétedőhúsú rókagomba* (Cantharellus melanoxeros)
- Sötét érdestinóru (Leccinum pseudoscabrum)
- Sötét fülesgomba (Otidea bufonia)
- Sötéthúsú őzlábgomba (Macrolepiota permixta)
- Sötétköldökű tölcsérgomba (Clitocybe trulliformis)
- Sötét kucsmagomba (Morchella vulgaris)
- Sötétlábú csupaszpereszke (Melanoleuca melaleuca)
- Sötétlábú fakógomba (Hebeloma mesophaeum)
- Sötétlila pókhálósgomba (Cortinarius violaceus)
- Sötétlilás tejelőgomba (Lactarius luridus)
- Sötétpikkelyes tuskógomba (Armillaria obscura)
- Sötétszürke döggomba (Entoloma melanochroum)
- Sötét tejelőgomba (Lactarius necator)
- Sötét tinóru (Porphyrellus porphyrosporus)
- Sötét trombitagomba (Craterellus cornucopioides)
- Sugaras likacsosgomba (Polyporus alveolaris)
- Sujtásos papsapkagomba (Helvella fusca)
- Süngomba* (Hericium erinaceus)
- Suta döggomba (Entoloma byssisedum)
- Sűrűlemezű tölcsérpereszke (Lepista densifolia)
- Süveges turjángomba (Galerina calyptrata)

## Sz

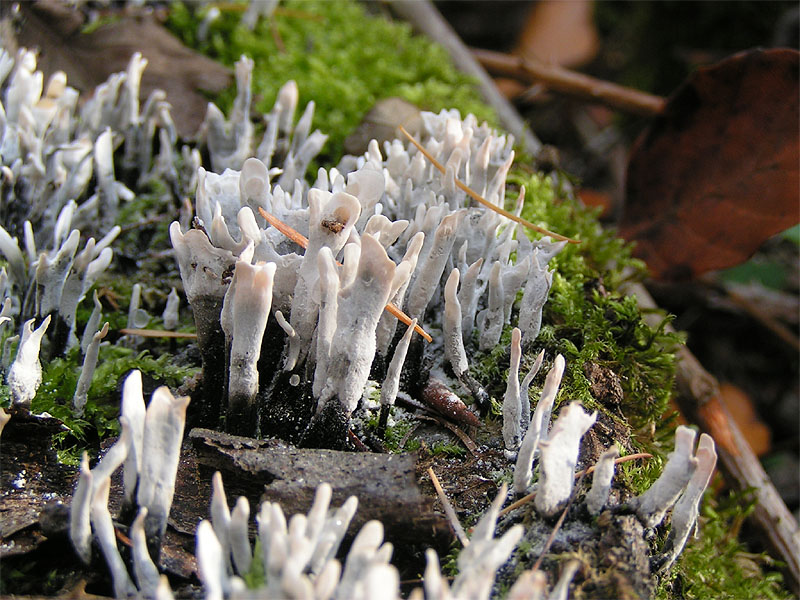
Szarvas agancsgomba

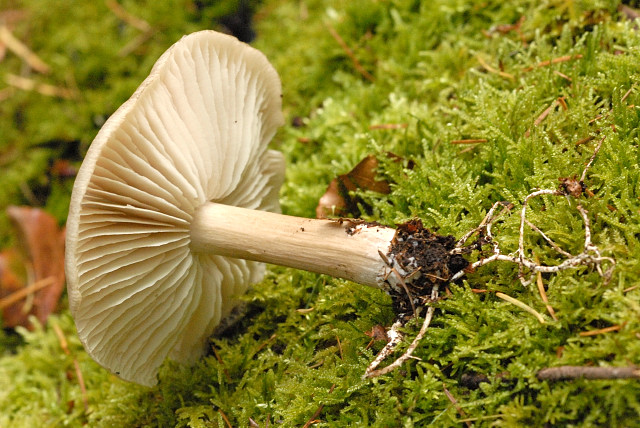
Széleslemezű fülőke

- Szagos csigagomba (Hygrophorus agathosmus)
- Szagos galambgomba (Russula grata)
- Szagos pókhálósgomba (Cortinarius torvus)
- Szagos rókagomba (Cantharellus lutescens)
- Szagos tapló (Gloeophyllum odoratum)
- Szagos tölcsérgomba (Clitocybe suaveolens)
- Szakállas pereszke (Tricholoma vaccinum)
- Szalagos fülgomba (Auricularia mesenterica)
- Szalagos parásgereben (Hydnellum concrescens)
- Szalagos likacsosgomba (Coltricia perennis)
- Szálaskalapú pókhálósgomba (Cortinarius glaucopus)
- Szálaskalapú nyálkásgomba (Chroogomphus helveticus)
- Szálkás nyelespöfeteg (Tulostoma squamosum)
- Szalmasárga tejelőgomba (Lactarius scrobiculatus)
- Szalmiákos kígyógomba (Mycena ammoniaca)
- Szappanszagú pereszke (Tricholoma saponaceum)
- Száraz csigagomba (Hygrophorus penarius)
- Szárnyasspórás tejelőgomba (Lactarius pterosporus)
- Szaruszürke döggomba (Entoloma sordidulum)
- Szarutönkű békatölcsérgomba (Xeromphalina cornui)
- Szarutönkű szegfűgomba (Marasmius cohaerens)
- Szarvas agancsgomba (Xylaria hypoxylon)
- Szekszárdi csiperke (Agaricus litoralis)
- Széleslemezű fülőke (Megacollybia platyphylla)
- Szélesszájú pöfeteg (Vascellum pratense)
- Szemcsés aranygomba (Phaeolepiota aurea)
- Szemcséskalapú pókhálósgomba (Cortinarius cephalixus)
- Szemcsésnyelű fenyőtinóru (Suillus granulatus)
- Szemcséstönkű lágypereszke (Melanoleuca verrucipes)
- Szenes galambgomba (Russula nigricans)
- Szenes likacsosgomba (Bjerkandera adusta)
- Szenes nyálkásbékagomba (Myxomphalia maura)
- Szenes tőkegomba (Pholiota highlandensis)
- Szenesedő pereszke (Tricholoma ustale)
- Sziki csiperke (Agaricus bernardii)
- Színváltó nedűgomba (Hygrocybe nigrescens)
- Szitaszájú csillaggomba (Myriostoma coliforme)
- Szöszös tányérosgereben (Steccherinum ochraceum)
- Szürke csigagomba (Hygrophorus pustulatus)
- Szürke földilaska (Hohenbuehelia grisea)
- Szürke galóca (Amanita spissa)
- Szürke gyűrűstinóru (Suillus viscidus)
- Szürkekalapú tarlógomba (Leucoagaricus cinerascens)
- Szürke korallgomba (Clavulina cinerea)
- Szürke mohagomba (Arrhenia griseopallida)
- Szürkelemezű kígyógomba (Mycena aetites)
- Szürke papsapkagomba (Helvella lacunosa)
- Szürke pereszke (Tricholoma portentosum)
- Szürke rókagomba (Cantharellus cinereus)
- Szürkésbarna galambgomba (Russula insignis)
- Szürkésbarna lágypereszke (Melanoleuca kuehneri)
- Szürkéslila pereszke (Lepista sordida)
- Szürke selyemgomba (Amanita vaginata)
- Szürkéskék döggomba (Entoloma griseocyaneum)
- Szürkéslemezű lágypereszke (Melanoleuca cinereifolia)
- Szürkéslila susulyka (Inocybe griseolilacina)
- Szürkés nedűgomba (Hygrocybe fornicata)
- Szürkés pohárgomba (Cyathus olla)
- Szürke pöfeteg (Bovista plumbea)
- Szürkészöld galambgomba (Russula grisea)
- Szürke tölcsérgomba (Clitocybe nebularis)
- Szürkülő tejelőgomba (Lactarius vietus)

## T

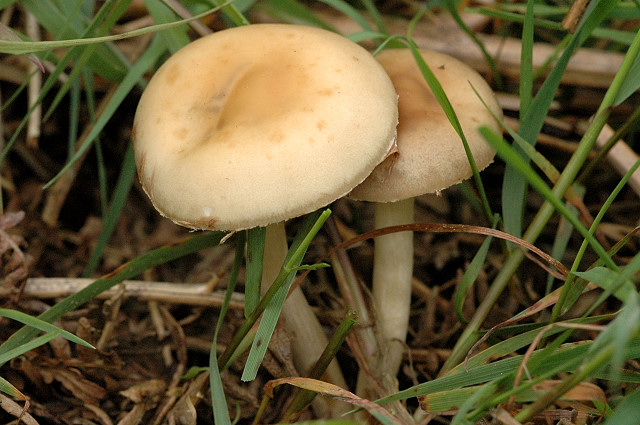
Tavaszi rétgomba

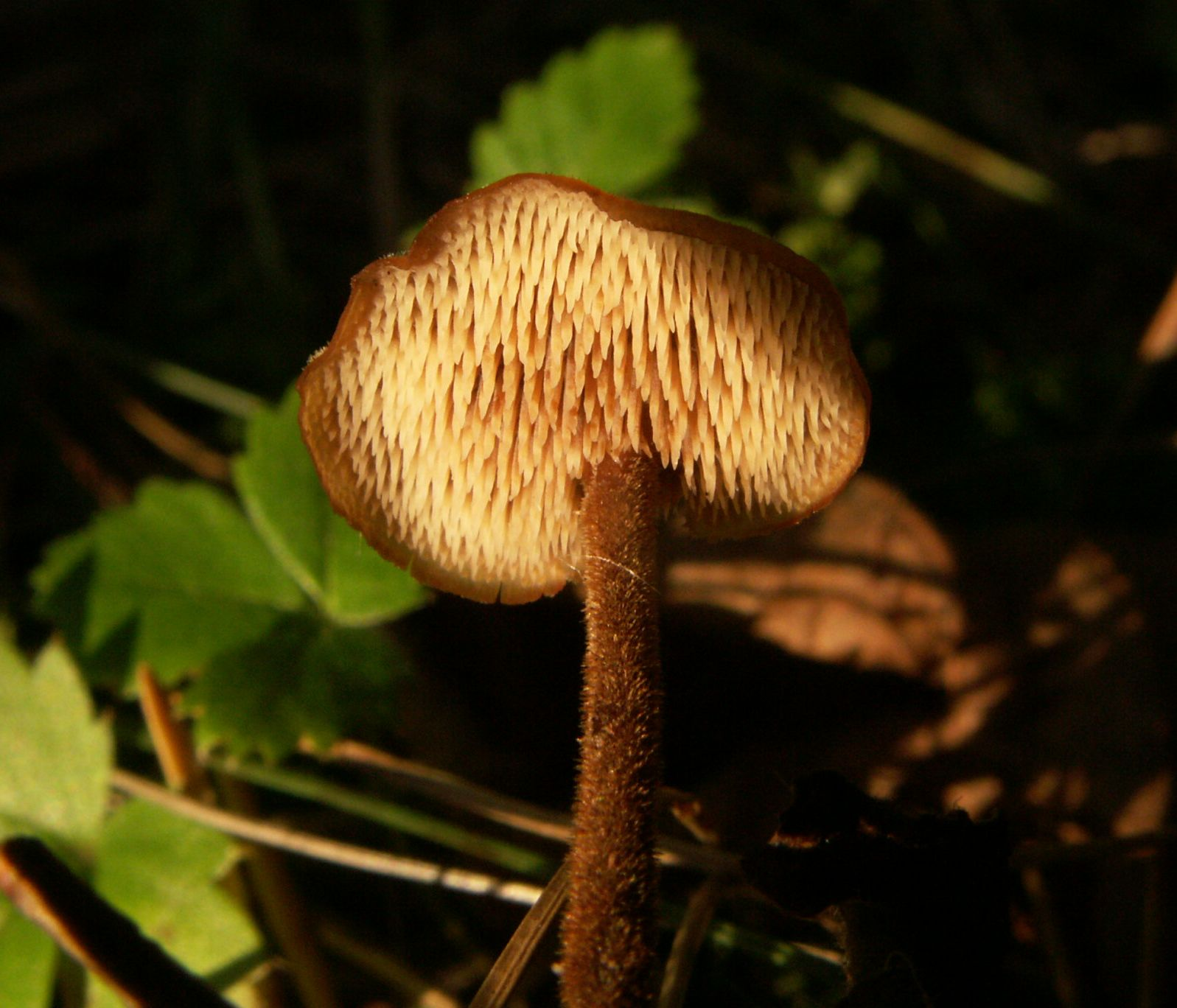
Tobozgereben

- Talajlakó szemölcsösgomba (Thelephora terrestris)
- Tarkahúsú érdestinóru* (Leccinum variicolor)
- Tarkahúsú galambgomba (Russula decolorans)
- Tarka tinóru (Suillus variegatus)
- Tavaszi döggomba (Entoloma vernum)
- Tavaszi likacsosgomba (Polyporus ciliatus)
- Tavaszi rétgomba (Agrocybe praecox)
- Téglavörös susulyka (Inocybe erubescens)
- Tehéntinóru (Suillus bovinus)
- Tejfehér álkígyógomba (Hemimycena lactea)
- Tejfehér cölöppereszke (Leucopaxillus lepistoides)
- Tejfehér haranggomba (Conocybe apala)
- Téli fülőke (Flammulina velutipes)
- Téli likacsosgomba (Polyporus brumalis)
- Téli szarvasgomba (Tuber brumale)
- Tengerparti susulyka (Inocybe heimii)
- Terülő fésűsgomba (Kavinia himantia)
- Tintahalgomba (Clathrus archeri)
- Tintaszagú csiperke (Agaricus moelleri)
- Toboz-fenyőfülőke (Baeospora myosura)
- Tobozgereben (Auriscalpium vulgare)
- Tölcséres illatosgereben (Phellodon tomentosus)
- Tölcséres rókagomba (Cantharellus tubaeformis)
- Tölgyfa-érdestinóru (Leccinum quercinum)
- Tölgyfa-terülőgomba* (Peniophora quercina)
- Törékeny döggomba (Entoloma hirtipes)
- Törékeny galambgomba (Russula fragilis)
- Tövisaljagomba (Entoloma clypeatum)
- Tőzeges tejelőgomba (Lactarius sphagneti)
- Tüskegomba* (Polyporus umbellatus)
- Tüskés galóca (Amanita echinocephala)
- Tüskés őzlábgomba (Lepiota aspera)
- Tüskés pöfeteg (Lycoperdon echinatum)
- Tüskés sörénygomba* (Hericium cirrhatum)
- Tüskés tőkegomba (Pholiota squarrosa)
- Tűzpiros csengettyűgomba (Pluteus aurantiorugosus)
- Tűzszínű őzlábgomba (Lepiota ignicolor)

## U, Ú
- Undorító fülőke (Gymnopus foetidus)
- Undorító szagosszegfűgomba (Micromphale foetidum)
- Útszéli porhanyósgomba (Psathyrella prona)
- Útszéli tinóru (Hortiboletus engelii)

## Ü, Ű
- Ülő gyászoscsészegomba (Pseudoplectania nigrella)
- Üreges szarvasgomba (Tuber excavatum)
- Üregestönkű kígyógomba (Mycena filopes)
- Üregestönkű rétgomba (Agrocybe vervacti)
- Üregestönkű szegfűgomba (Marasmius collinus)
- Üstökös pöfeteg (Lycoperdon umbrinum)
- Üvegfehér tölcsérgomba (Clitocybe leucodiatreta)
- Üvegházi csészegomba (Peziza domiciliana)

## V

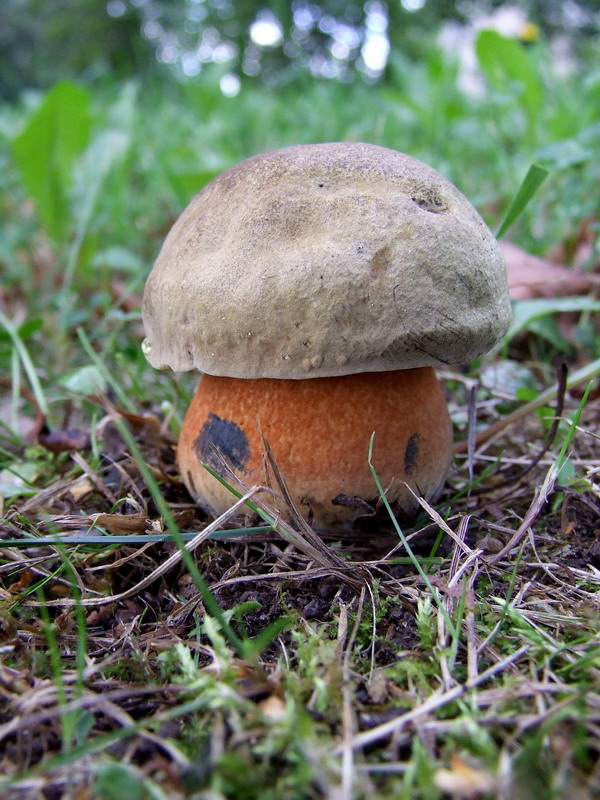
Változékony tinóru

- Változékony álszarvasgomba (Elaphomyces muricatus)
- Változékony fésűsgomba (Hyphodermella corrugata)
- Változó csészegomba (Peziza varia)
- Változékony kacskagomba (Crepidotus variabilis)
- Változékony kéreggomba (Schizopora paradoxa)
- Változékony kérészgomba (Bolbitius variicolor)
- Változékony kocsonyáspöfeteg (Melanogaster broomeanus)
- Változékony likacsosgomba (Polyporus varius)
- Változékony pöfeteg (Lycoperdon excipuliforme)
- Változékony tinóru (Boletus luridus)
- Varashátú galambgomba (Russula virescens)
- Vaskos mozsárütőgomba (Clavariadelphus pistillaris)
- Vastagbőrű foltgomba (Coniophora puteana)
- Vastagburkú galóca (Amanita pachyvolvata)
- Vastag fekvőtapló (Phellinus ferruginosus)
- Vastaghúsú pókhálósgomba (Cortinarius variicolor)
- Vastag tapló (Phellinus robustus)
- Vastagtönkű kucsmagomba (Morchella crassipes)
- Vastagtönkű tölcsérgomba (Clitocybe alexandri)
- Vékony fésűsgomba (Resinicium bicolor)
- Veres susulyka (Inocybe haemacta)
- Vérvörös galambgomba (Russula sanguinaria)
- Vérvörös pókhálósgomba (Cortinarius sanguineus)
- Vérző kígyógomba (Mycena haematopus)
- Viaszfehér tölcsérgomba (Clitocybe phyllophila)
- Világító tölcsérgomba (Omphalotus olearius)
- Világostönkű nyelespöfeteg (Tulostoma kotlabae)
- Villás enyveskorallgomba (Calocera furcata)
- Virágos szemölcsösgomba (Thelephora anthocephala)
- Vörösbarna papsapkagomba (Gyromitra fastigiata)
- Vörösbarna tejelőgomba (Lactarius quietus)
- Vörösbarna tölcsérgomba (Clitocybe bresadolana)
- Vörösbarna trágyagomba (Panaeolus acuminatus)
- Vörösbarna vargánya (Boletus pinophilus)
- Vörösbarnatönkű fülőke (Gymnopus erythropus)
- Vörös érdestinóru (Leccinum aurantiacum)
- Vörösesbarna haranggomba (Conocybe arrhenii)
- Vöröses fülőke (Gymnopus alkalivirens)
- Vöröses kénvirággomba (Hypholoma sublateritium)
- Vöröses nyálkásgomba (Chroogomphus rutilus)
- Vörösfenyő-csigagomba (Hygrophorus lucorum)
- Vörösfenyő-pereszke (Tricholoma psammopus)
- Vörösfenyő-tejelőgomba (Lactarius porninsis)
- Vörösfoltos csigagomba (Hygrophorus russula)
- Vörösfoltos korallgomba (Ramaria sanguinea)
- Vörös istrángospöfeteg (Rhizopogon roseolus)
- Vöröslábú őzlábgomba (Lepiota ignivolvata)
- Vöröslábú pókhálósgomba (Cortinarius bulliardii)
- Vöröslemezű pókhálósgomba (Cortinarius semisanguineus)
- Vöröslila csigagomba (Hygrophorus capreolarius)
- Vörös nedűgomba (Hygrocybe punicea)
- Vörösödő réteggomba (Stereum sanguinolentum)
- Vörösödő rókagomba (Cantharellus ianthinoxanthus)
- Vörösödő zsemlegomba (Boletopsis leucomelaena)
- Vörösödőtejű rizike (Lactarius semisanguifluus)
- Vörösövű pókhálósgomba (Cortinarius armillatus)
- Vöröspikkelyes pókhálósgomba (Cortinarius bolaris)
- Vörös tinóru (Boletus queletii)
- Vöröstönkű galambgomba (Russula olivacea)

## Z
- Zöld ánizsgomba (Clitocybe odora)
- Zöld csuklyásgomba Leotia lubrica
- Zöld harmatgomba (Stropharia aeruginosa)
- Zöldes hajascsészegomba (Neodasyscypha cerina)
- Zöldes nedűgomba (Gliophorus psittacinus)
- Zöldes pitykegomba (Entoloma incanum)
- Zöldes tejelőgomba (Lactarius blennius)
- Zöldes tőkegomba (Pholiota gummosa)
- Zöldes tőkegombácska (Pholiotina aeruginosa)
- Zöldesedő tejelőgomba (Lactarius glaucescens)
- Zöldeskék csészegomba (Chlorociboria aeruginosa)
- Zöldeskék harmatgomba (Stropharia caerulea)
- Zöldeslila galambgomba (Russula amoenicolor)
- Zöldessárga nedűgomba (Hygrocybe chlorophana)
- Zöldessárga tinóru (Neoboletus junquilleus)
- Zöldesszegélyű kígyógomba (Mycena viridimarginata)
- Zöldesszürke döggomba (Entoloma rhodopolium)
- Zöldfogú korallgomba (Phaeoclavulina abietina)
- Zöldfoltos őzlábgomba Macrolepiota olivascens)
- Zöldhátú zsemlegomba (Laeticutis cristatus)
- Zöldperemű pókhálósgomba (Cortinarius magicus)
- Zöldpúpú susulyka (Inocybe corydalina)
- Zöldségillatú pókhálósgomba (Cortinarius rheubarbarinus)
- Zöldspórás zselégomba (Hypocrea gelatinosa)
- Zöldülő csengettyűgomba (Pluteus salicinus)
- Zöldülőtejű keserűgomba (Lactifluus glaucescens)
- Zöldülőtönkű susulyka (Inocybe aeruginascens)

## Zs
- Zsákos csillaggomba (Geastrum saccatum)
- Zsemlebarna pókhálósgomba (Cortinarius varius)
- Zsemleszínű fakógomba (Hebeloma crustuliniforme)